# Île-Tudy
L'Île-Tudy [il tydi] est une commune du département du Finistère, en Bretagne. Elle est située sur la presqu'île du même nom, située sur la rive gauche de l'embouchure de la Rivière de Pont-l'Abbé, face à Loctudy situé sur la rive droite, et se trouve à 20 km de Quimper.

## Pourquoi «Île»?

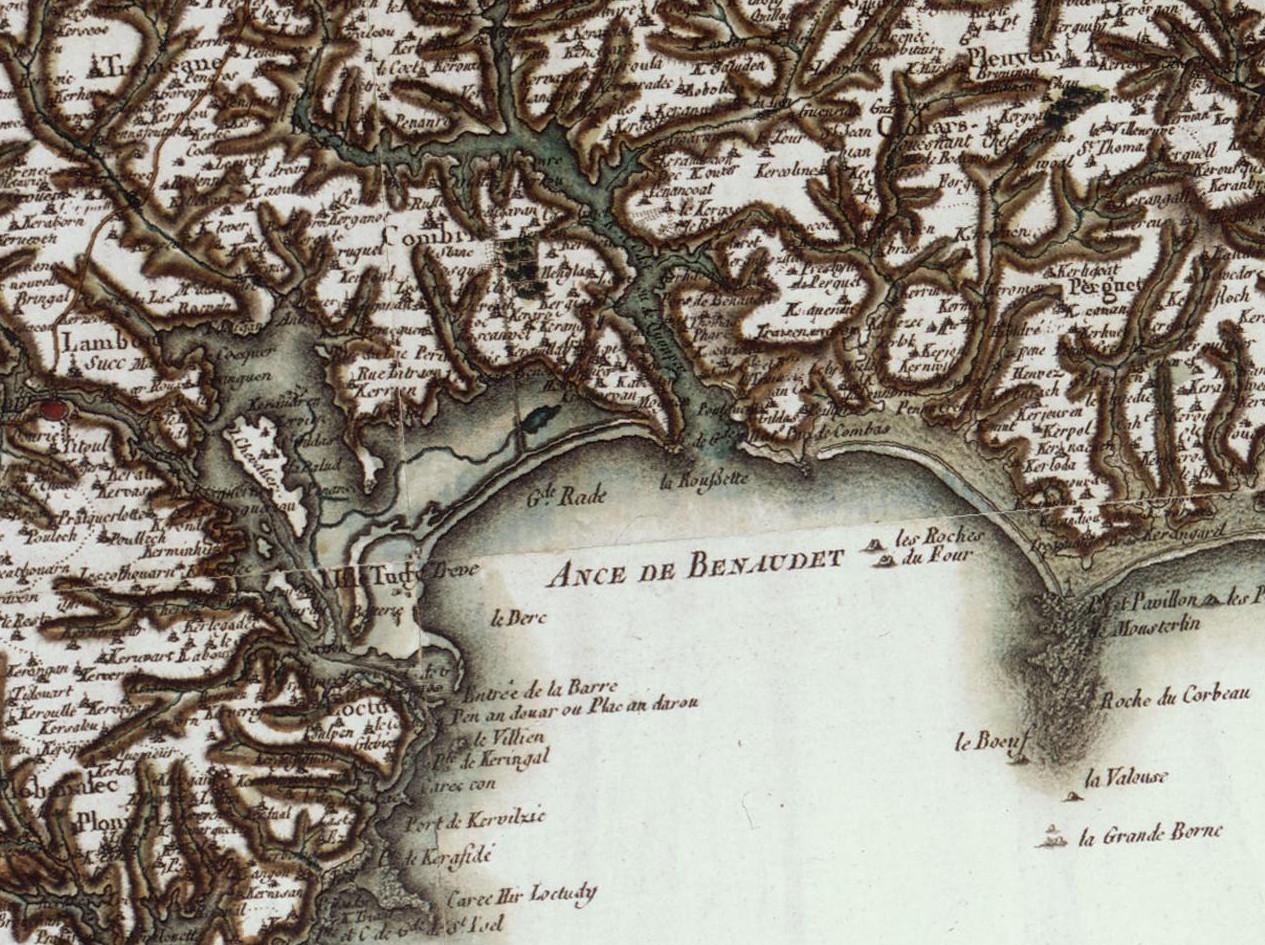
Carte de Cassini : région de l'Île-Tudy-anse de Bénodet (XVIIIe siècle).

L'Île-Tudy est restée jusqu'aux environs de 1850 (1852-1853, date de la construction de la digue de Kermor), une île à part entière, longue d'environ 2 500 mètres pour une largeur moyenne de 150 mètres, si exiguë que l'eau douce y est rare et légèrement saumâtre ; cette île se retrouvait isolée de la terre lors des marées hautes, des grandes marées et des tempêtes.
L'eau de mer passait alors par deux grands secteurs : 
- le secteur du cordon dunaire qui était alors discontinu, entrecoupé de plusieurs brèches ;
- le secteur de la rivière de Pont-l'Abbé et de l'Anse du Pouldon, une large baie vaseuse pénétrant profondément dans les terres, découvrant largement à marée basse, et dont les parties amont, marécageuses, formaient les marais de Combrit et de Kermor ; les vasières et prés-salés occupaient environ 300 ha de zones humides.

Seul un gué franchissable à marée basse, le Truc ou Treue, permettait alors aux « îliens » de rejoindre Combrit et le reste du continent. « Les maisons de l'isle ont été bâties sur la lande Penantreue (...) ; le Treue sert de pont aux habitants de la dite isle Tudy pour la fréquentation de la grande terre » est-il écrit dans l'aveu du Pont datant de 1730. Le passage du Treue provoquait parfois des noyades : l'histoire a conservé le souvenir d'au moins quatre pendant le XVIIIe siècle dont celle du prêtre desservant la trève, René Gariou, et d'une autre personne, le 18 février 1734.
En 1751, les îliens décrivent l'Île-Tudy comme « un endroit presque abandonné, inhabitable et gagné par la mer qui y passe et repasse surtout en hiver lors des grandes marées et mauvais temps ».
La digue face à la mer qui protège le bourg de l'Île-Tudy fut construite en 1840. Avant, les quelques maisons présentes étaient fréquemment inondées lors des tempêtes et des grandes marées. Cette digue permit la croissance démographique et économique de l'Île-Tudy pendant la seconde moitié du XIXe siècle.
La formation de la flèche littorale a été aussi pour partie un phénomène naturel tout au long du XIXe siècle ; un rapport de 1913 analyse les relevés faits entre 1901 et 1912 par un ingénieur hydrographe, La Porte, et les compare à ceux effectués par Beautemps-Beaupré entre 1818 et 1821 : « Au nord de Loctudy se poursuit le travail d'engraissement qui a fait de l'ancienne île Tudy, maintenant reliée par une ligne continue de dunes à l'entrée de l'Odet. Cette ligne de dunes a avancé dans le Sud et reculé dans la partie nord ».

« Du temps de Beautemps-Beaupré, en 1818, l'isthme qui reliait Tudy à la côte, et qui n'avait par endroits que 30 mètres de largeur, était interrompu à mi-distance entre Tudy et la pointe de Combrit par une petite ouverture par laquelle la lagune intérieure communiquait avec la mer dans les grandes marées, de sorte que Tudy pouvait encore à la rigueur s'appeler une île. Cette ouverture n'existait plus lors du levé de 1903, et la dune littorale s'étendait sans interruption de Tudy à la pointe de Combrit. »

En 1894, selon Gabriel Puig de Ritalongi, « l'île est reliée au continent par un côté, mais aux grandes marées elle est réellement entourée d'eau de toutes parts ».
Avec la création de la digue de Kermor en 1853, bloquant la mer du côté de la Rivière de Pont-l'Abbé, mais aussi en raison de la fixation et l'aménagement du cordon dunaire du côté de Combrit vers la pointe de Sainte-Marine, c'est l'ensemble de l'actuel polder, et du quartier de Beg-Ar-Fry qui ont été poldérisés. Ce polder était initialement destiné à l'agriculture, mais a été fortement urbanisé à partir de la décennie 1950. La partie non urbanisée est désormais zone naturelle protégée et propriété du Conservatoire du littoral.
L'urbanisation d'une partie du polder (sur la commune de l'Île-Tudy), ainsi que la fragilité du cordon dunaire de Combrit, posent aujourd'hui des problèmes face aux risques d’inondations qui sont récurrents : le journal La Lanterne du 5 février 1899 écrivait déjà : « À l'Île-Tudy, l'eau a envahi le quai et plusieurs maisons » et « dans plusieurs maisons, on a fait des barricades et de solides amarrages pour résister aux inondations ». Antérieurement, en 1871, le conseil municipal avait déjà demandé « que les murs de défense de l'Île-Tudy contre l'invasion des flots de la pleine mer soient avancés et prolongés » ; la demande est réitérée en 1872. En 1896, une autre tempête fait de gros dégâts : « À l'Île-Tudy, toutes les maisons ont été envahies par l'eau. Un grand nombre de bateaux, poussés les uns contre les autres, ont été démolis dans le port » écrit le journal Le Figaro du 8 décembre 1896.
Gustave Geffroy écrit en 1904 : « L'Île-Tudy n'est plus une île ; la mer a amoncelé des sables qui l'ont reliée à la côte, mais on a sur son sol, presque à ras des vagues, l'illusion de vivre dans l'eau. Les maisons basses avec leur petit bout de jardin sont comme des barques amarrées, autour desquelles sèchent des filets ».

## Géographie
Avec ses 9 ha par le passé (120 ha actuellement en raison des polders créés les deux derniers siècles), l'Île-Tudy était l'une des plus petites communes de France par sa superficie.
| Pont-l'Abbé            |          | Combrit |
| Rivière de Pont-l'Abbé | Île-Tudy |         |
| Rivière de Pont-l'Abbé | Loctudy  |         |

### La poldérisation et la menace de l'eau

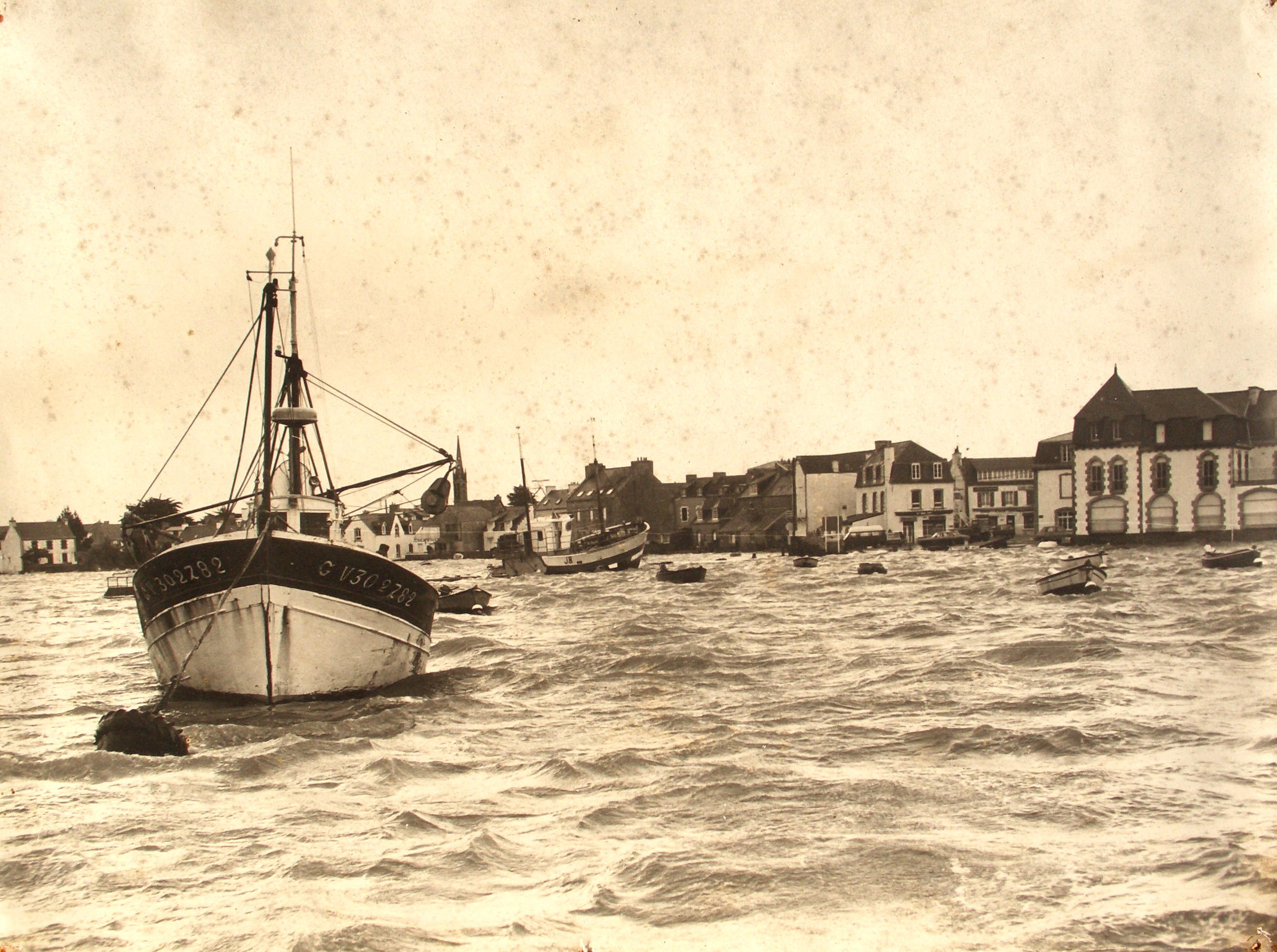
Une grande marée à l'île-Tudy : la cale sous l'eau (photo de 1962).

Quoique située en pays Bigouden, l'Île-Tudy est une enclave Penn Sardin. En raison de sa situation exposée au vent et aux embruns, la commune a peu d'arbres. « Déjà au XVIIIe siècle, seuls quelques frênes près de l'église étaient mentionnés sur les rochers de la pointe. (...) Lors de la tempête de 1987, une grande partie des arbres de l'Île-Tudy ont été soit littéralement « grillés » par le sel marin, soit directement arrachés ». Des vidéos consultables sur Internet illustrent les tempêtes impressionnantes qui sévissent parfois à l'Île-Tudy.
Géologiquement, l'Île-Tudy est situé sur le flanc sud de l'anticlinal de Cornouaille. Le granite affleure en quelques endroits, mais l'essentiel du territoire communal est recouvert de dépôts détritiques relativement minces datant du pliocène et du pléistocène. L'anse du Pouldon est consécutive à un affaissement, mais communique avec la mer par la passe séparant l'Île-Tudy de Loctudy. Une flèche sableuse, portant des dunes, qui prend sa racine à la Pointe de Combrit, et qui s'appuie sur les roches du Téven et diverses émergences rocheuses au niveau du bourg, forme la ligne de rivage actuelle ; une lagune s'est formée entre cette flèche sableuse et la ligne de rivage fossile, située plus au nord, à la limite du plateau granitique. Le fond de cette lagune s'est progressivement comblé au fil des siècles par un apport de sédiments fins, si bien qu'au milieu du XIXe siècle, elle s'asséchait à marée basse, communiquant librement avec la mer par trois graus qui entrecoupaient la flèche sableuse entre le « Sillon » et la pointe de Combrit : le plus important était le « grau du Truc » situé au  niveau de la ferme du Haffond au nord du « Sillon » (le toponyme Penantruc, « le bout du Truc » en breton, en rappelle le souvenir ; sa traversée était dangereuse, de nombreuses noyades s'y produisirent dont celle d'un curé de l'Île-Tudy en 1734) ; les deux autres graus étaient au niveau du Treustel. Traditionnellement, les paysans locaux étaient responsables de ce cordon discontinu et mettaient en place des bouchons provisoires, formés de paille et de sable, pour rétablir temporairement la continuité du cheminement terrestre.

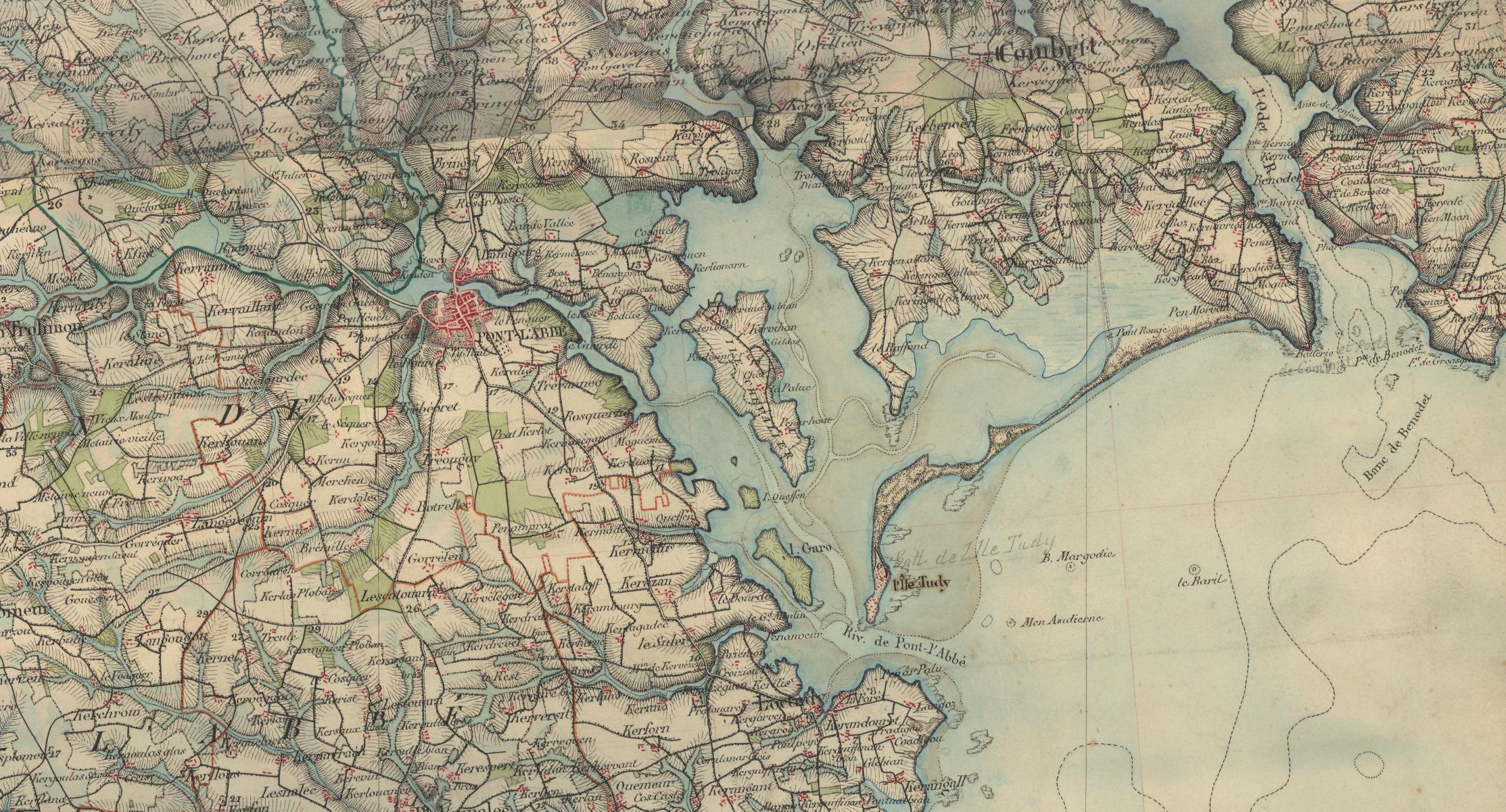
Carte de l'Île-Tudy entre 1840 et 1850.

Les communications avec le continent se faisaient surtout par bateau via Loctudy, ou, pour se rendre à Pont-l'Abbé, via la pointe de Pen an Veur, itinéraire emprunté par exemple par les îliennes qui se rendaient vendre huître, moules et palourdes sous les halles de Pont-l'Abbé.
La construction, à l'initiative de deux aristocrates, Duplessis de Grénédan et De Crésolles, de la digue de Kermor, longue de 525 mètres et équipée de vannes, a permis de tracer un chemin permettant de rejoindre Combrit à pied sec et interrompu ce processus naturel de remblaiement par des sédiments venant de la mer et a eu pour conséquence la création d'un polder vaste d'environ 280 ha, dont les deux-tiers de la superficie, soit environ 180 ha, sont situés sous le niveau des plus hautes mers, la partie située en amont de la digue restant désormais en permanence sous les eaux et formant l'étang de Kermor. L'imperméabilité des sols et la faiblesse des pentes explique que ce polder est fréquemment saturé d'eau, principalement l'hiver, et en conséquence très humide. L'exutoire, équipé de clapets à marée, conçu pour évacuer l'eau du polder à marée basse dans l'anse du Pouldon, a été restauré en 2010 par le syndicat mixte de Combrit-Île-Tudy.
Le cordon littoral séparant ce polder de la mer, formé de sables grossiers essentiellement quartzeux, atteint de 150 à 400 m de large au niveau de la « Grande Plage » (entre le bourg et les roches du Téven) et jusqu'à 12 mètres de haut ; par contre, au nord-est du « Sillon », le cordon littoral n'a plus que quelques dizaines de mètres de large, voire moins au niveau du Treustel, et seulement de 3 à 4 m de hauteur.
L'évolution naturelle récente du cordon littoral est contrastée : il tend à s'élargir au niveau de la « Grande Plage » par engraissement spontané (elle aurait gagné environ 100 m de large entre 1853 et 1972 et de 1 à 3 m par an depuis), mais à s'amincir par érosion au niveau de la « plage du Téven » et de la « plage de Kermor » (située dans la commune de Combrit), là où le risque de rupture du cordon, et donc d'invasion marine, est le plus grand ; le recul du trait de côte serait à ces endroits d'environ 40 cm par an en moyenne pour la période 1853-1972 au niveau de la plage du Téven, mais beaucoup plus rapide au droit du Treustel où il aurait reculé d'environ 80 mètres pendant la même période ; une autre estimation évoque un recul moyen ces dernières années d'environ 70 cm par an à cet endroit, et même de 80 cm par an au niveau de la plage de Kermor. Ce recul est surtout sporadique, pouvant atteindre plusieurs mètres d'un coup, lors des événements climatiques les plus violents comme en 1936, 1962, 1972, 1978 et 1990. Ce recul a encore été très accentué récemment, par exemple lors du coup de vent du 9 octobre 2010 coïncidant avec une marée de 111, de la tempête du 17 octobre 2012 ou plus récemment encore le 28 octobre 2013.

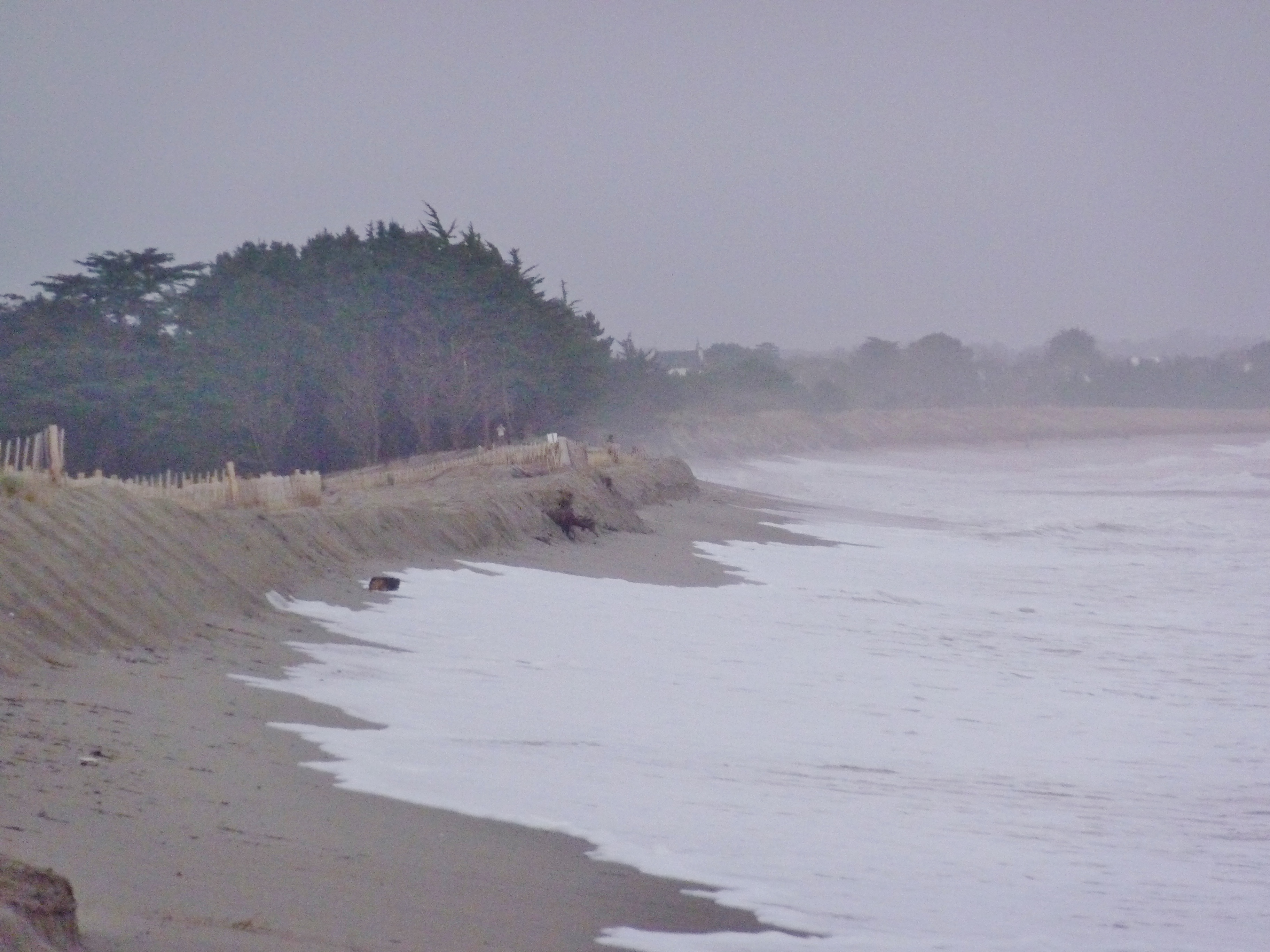
La tempête du 1 décembre 2014 à l'Île-Tudy : les vagues à l'assaut du cordon littoral.

Cette menace de l'eau est chronique. Les digues furent par exemple rompues lors de la tempête du 1er janvier 1877. Le journal Ouest-Éclair du 6 février 1904 écrit :

« À l'Île-Tudy, la mer a envahi la plus grande partie des maisons. Les tas de goémon placés assez loin de la plage du Téven en Combrit ont été démolis et le fumier dispersé et répandu sur les dunes, puis repris par la mer. Les vagues étaient si fortes qu'elles ont passé par-dessus les dunes et, après y avoir pratiqué de grandes voies d'eau, ont fait irruption dans les palues de Treustel et Kermor en cette commune, saccageant tout sur leur passage. »

Le journal Ouest-Éclair raconte ainsi les conséquences de la tempête de la nuit du 10 au 11 février 1936 :

« La dune de la grève de l'Île-Tudy a subi un terrible assaut de la mer poussé par la tempête venant du Sud. Cette dune, qui forme une défense naturelle contre la fureur des flots, (...) a été entaillée sur une longueur de près de 100 mètres. (...) La route menant de Combrit à l'Île-Tudy était recouverte près de Pendiry par plus de 20 cm d'eau rendant impossible la circulation des piétons. »

Si cette érosion est en partie un processus naturel lié aux tempêtes, aux grandes marées de vives-eaux, à la houle et au vent (ce sont les vents d'est et sud-est, fréquents en hiver, qui amaigrissent le cordon littoral dans sa partie orientale, transportant le sable plus à l'ouest), l'homme a fortement aggravé l'érosion du cordon littoral par les extractions de sable (qui ont eu lieu depuis longtemps, le journal La Croix nous apprend par exemple dans son édition du 25 février 1903 que « pendant la dernière tempête, trois bateaux de Bénodet, Anna, Notre-Dame du Guilvinec et Adolphe-Marie, qui chargeaient du sable sur la falaise de l'Île-Tudy ont été jetés à la côte (...) et complètement démolis » ; ces extractions de sable furent autorisées jusqu'en 1989 ; on estime qu'environ 2,5 millions de m³ de sable ont été extraits entre 1930 et 1989), la construction de maisons sur le cordon littoral, la création de brèches pour faciliter l'accès des estivants aux diverses plages et le piétinement qui entrave le développement d'une couverture végétale protectrice.
Trois cents à quatre cents pavillons environ, souvent de belles villas construites en granite local, construites au-dessous du niveau de la mer, dans le quartier de Beg-ar-Fry, qui fait partie de l'ancien domaine public maritime poldérisé (avant 1852, le marais, actuel polder, « appartenait » au baron de la Gonde L.A. Larratou, et en même temps à l’État, car considéré comme lais de mer), se trouvent sous la menace des eaux (voir la carte des zones de submersion). Plus aucun permis de construire n'est désormais délivré dans la zone inondable depuis la tempête Xynthia. Un festival Si la mer monte est même organisé désormais chaque année, avec de nombreuses animations liées à ce thème. 60 % de la commune est désormais placé en zone rouge dans le cadre du plan de prévention des risques littoraux, et, en cas de reconstruction, les propriétaires sont tenus d'élever le niveau de leur habitation à 4,61 mètres au-dessus du niveau de la mer.
Des enrochements et un épi ont été mis en place au niveau du secteur dunaire urbanisé. « Cet aménagement a fortement impacté les fonds marins, développant notamment un banc de sable qui à marée haute fait le bonheur des surfeurs provoquant un effet de "reef "  [un plus fort déferlement des vagues] ». Des rechargements de sable sont effectués régulièrement dans les zones les plus menacées par l'érosion, en particulier fin 2010 ; la construction de rampes d'accès à la plage et la pose de ganivelles visent à empêcher le piétinement des touristes afin de consolider le cordon littoral. Tous ces travaux, souvent très coûteux, n'ont qu'une efficacité éphémère.

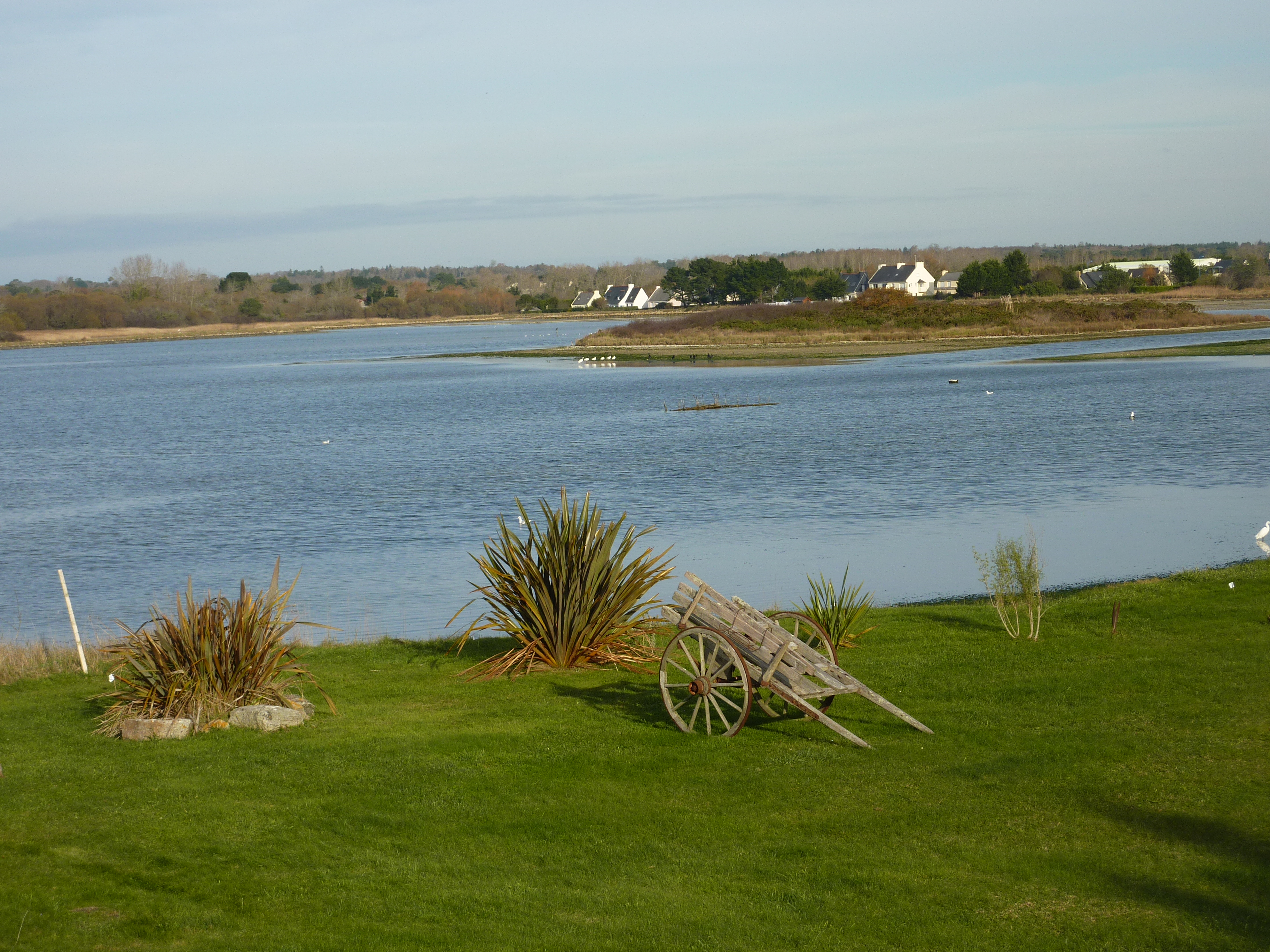
Île-Tudy : l'étang de Kermor -1.
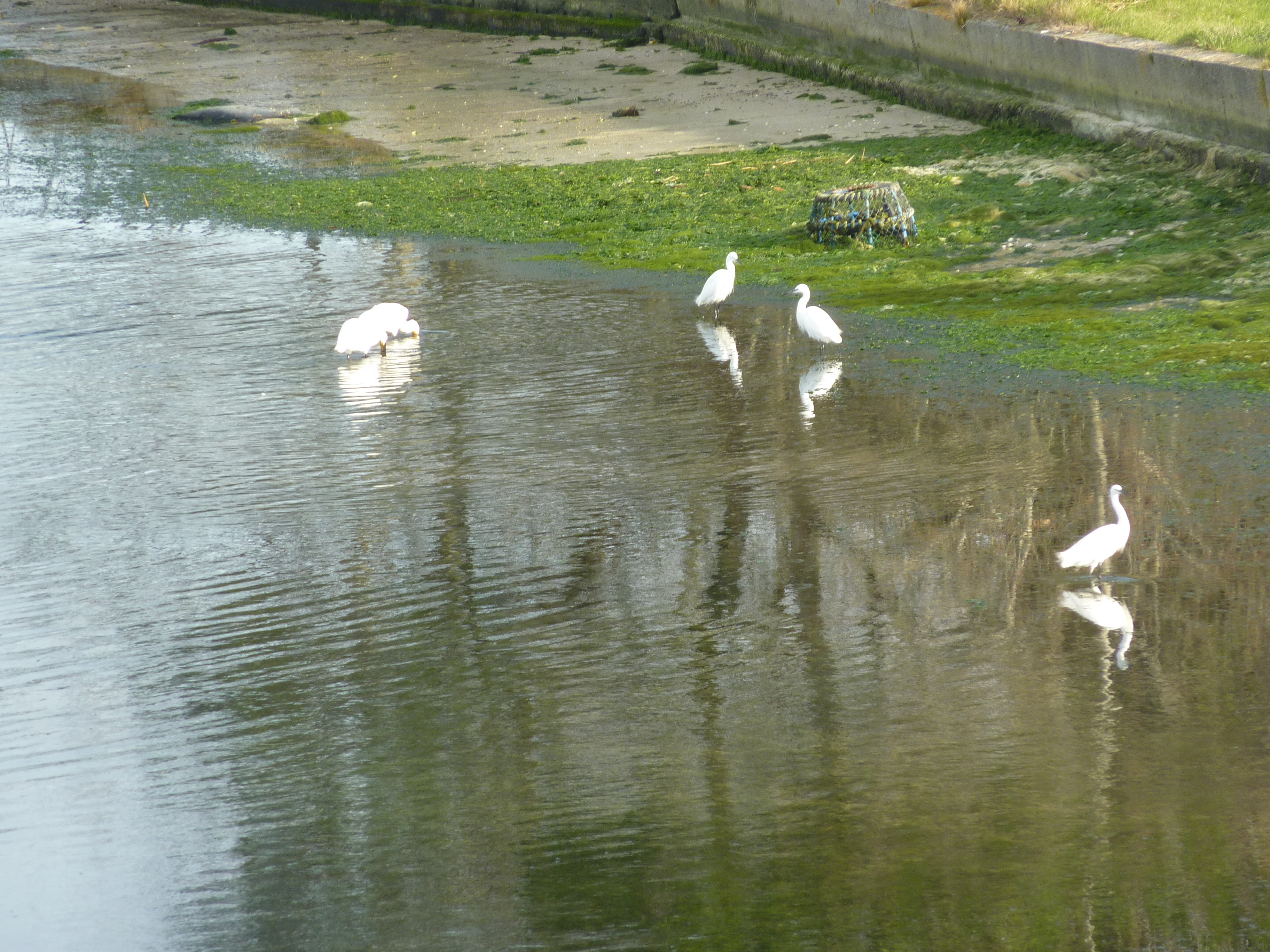
Île-Tudy : l'étang de Kermor -2.
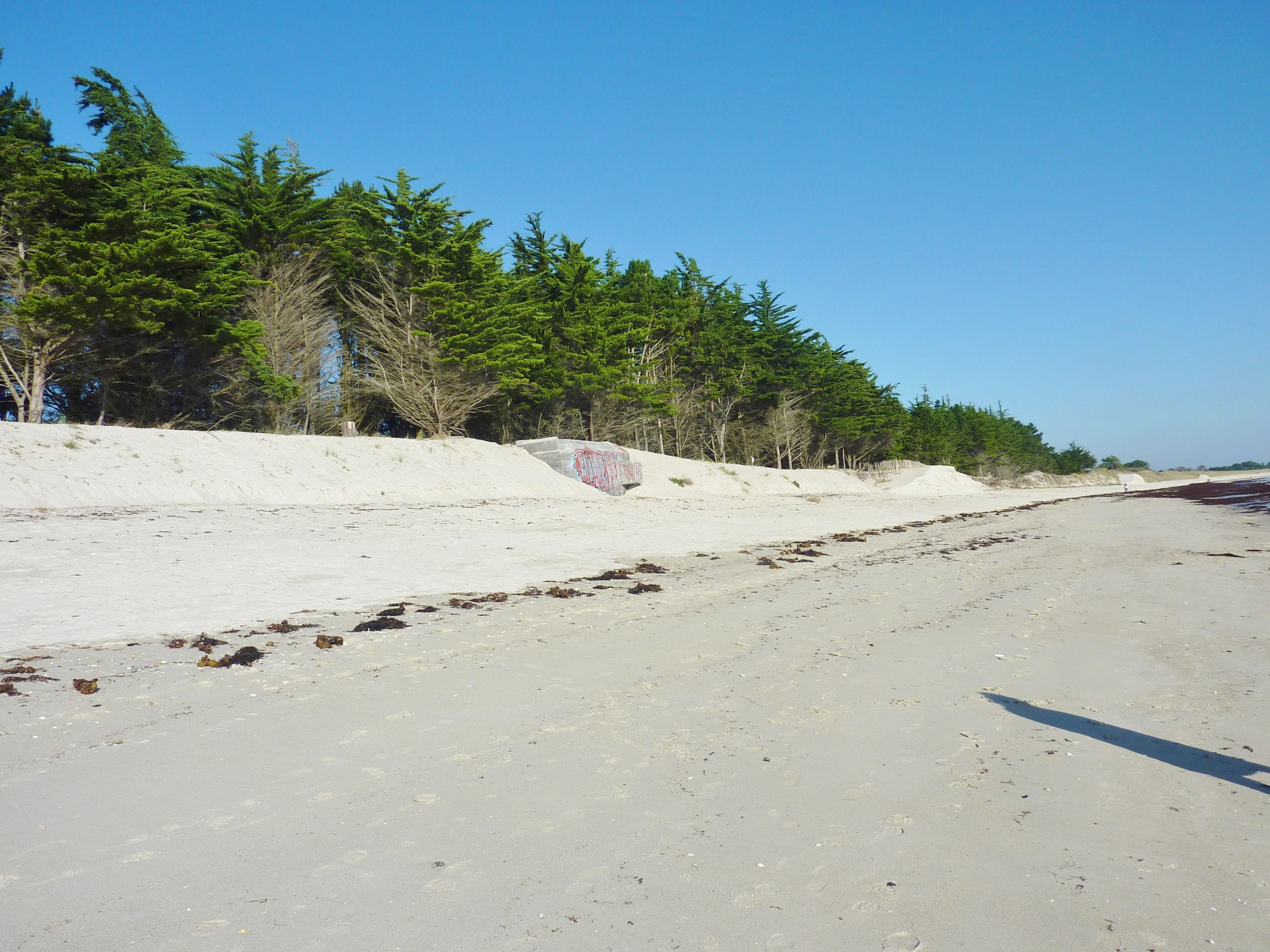
L'érosion de la dune du cordon littoral de la plage de Kermor -1 (commune de Combrit-Sainte-Marine).
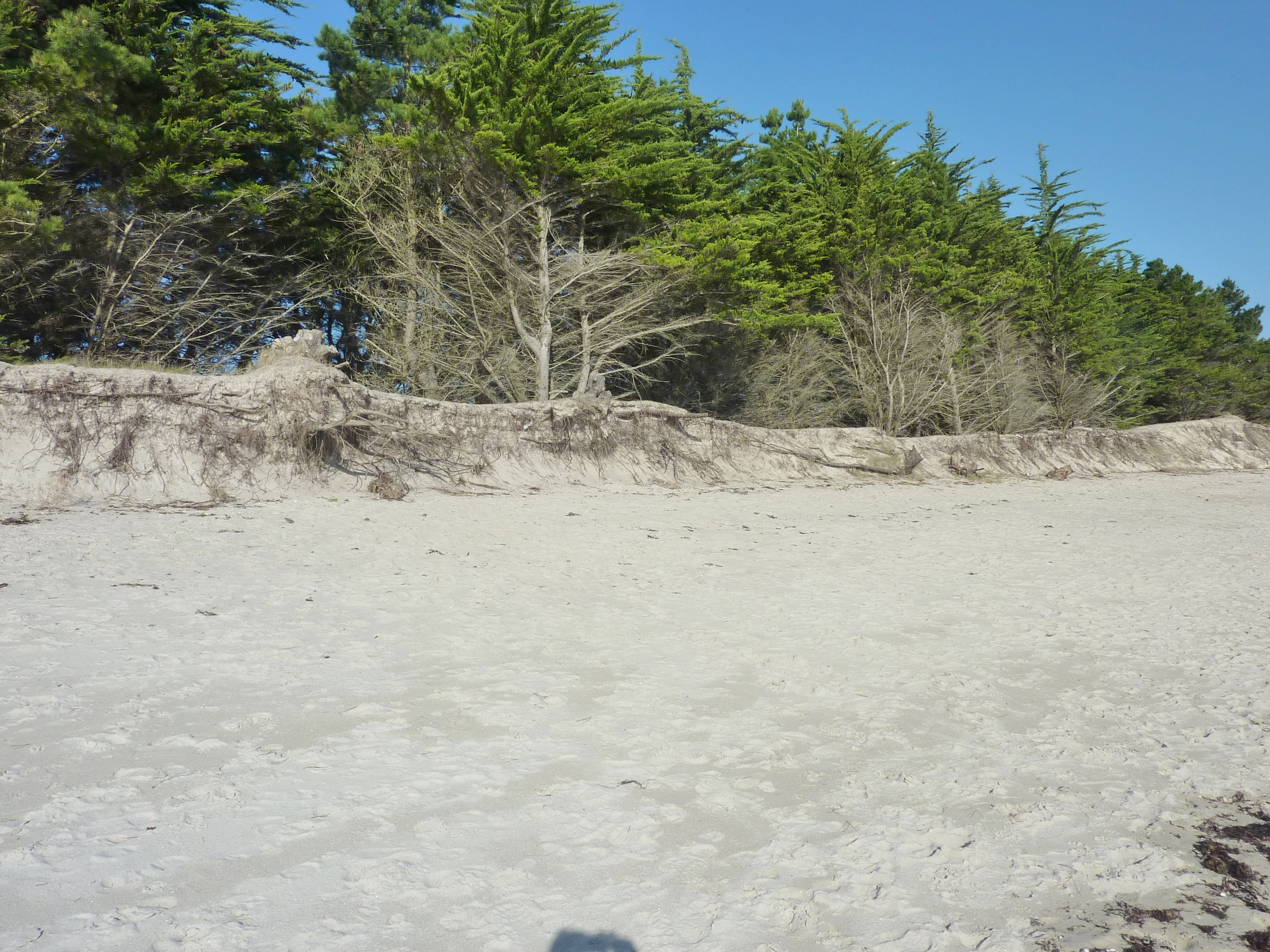
L'érosion de la dune du cordon littoral de la plage de Kermor -2 (commune de Combrit-Sainte-Marine).
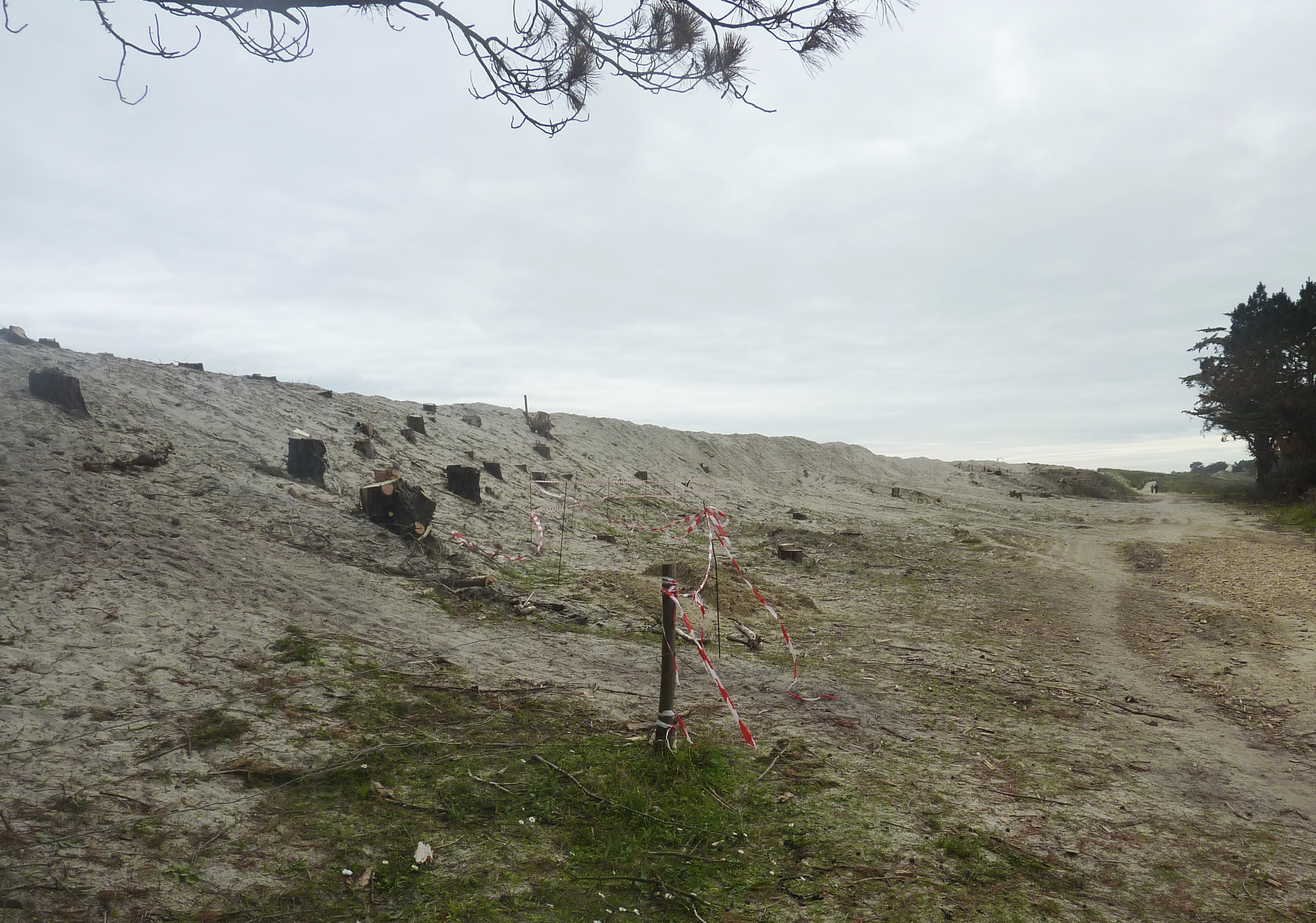
Réfection par apport de sable de la dune du Treustel après l'érosion subie pendant l'hiver 2013-2014.

« À l'Île-Tudy deux tiers des maisons sont en zone submersible. Cela n'impacte pourtant pas la vente des maisons avec vue sur mer » déclaré en 2023 un agent immobilier.
Selon un index global correspondant à l'agrégation de 5 critères effectué en 2011 par l'Observatoire National des Risques Naturels, Île-Tudy est, après Penmarch, la deuxième commune du Finistère la plus exposée au risque de submersion marine avec 100 % de sa population totale concernée et 11,17 hectares de bâti exposé au risque de submersion.

### La presqu'île actuelle

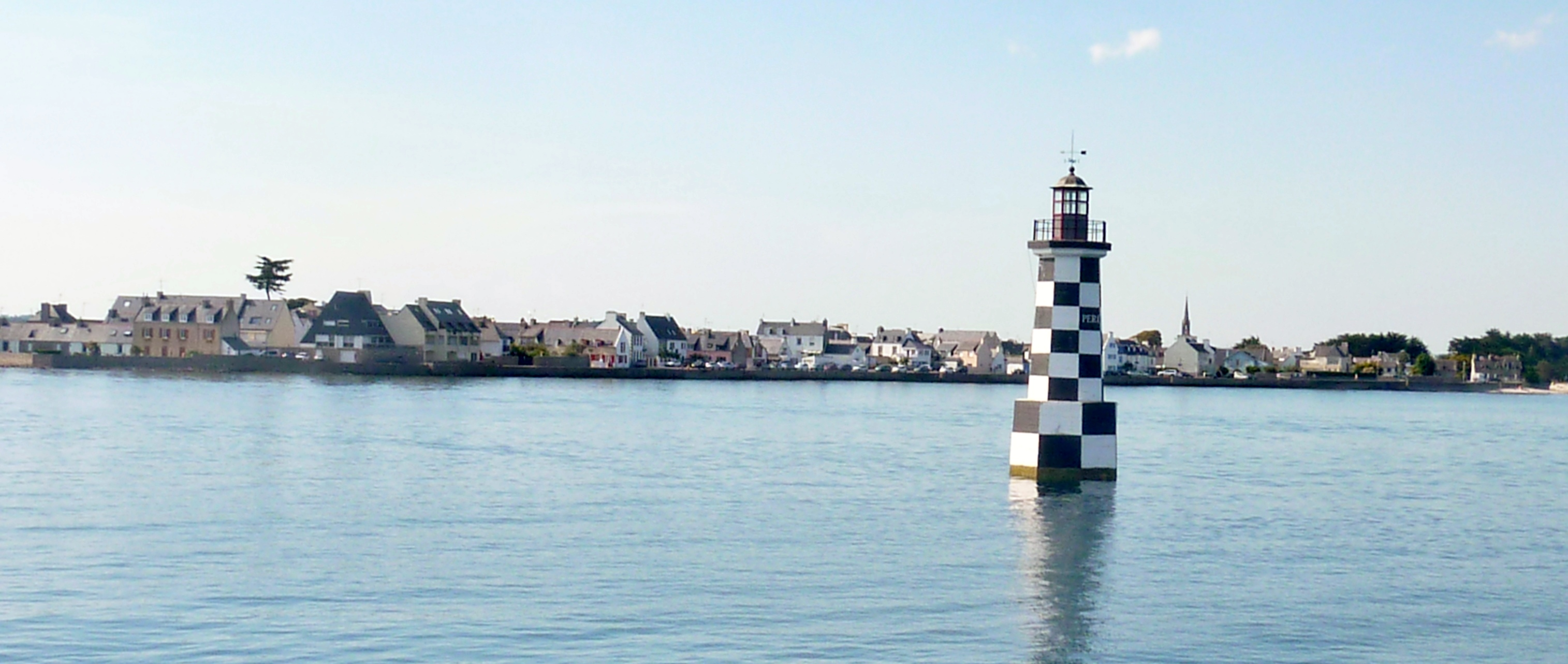
La tourelle des Perdrix et, à l'arrière-plan, l'Île-Tudy.

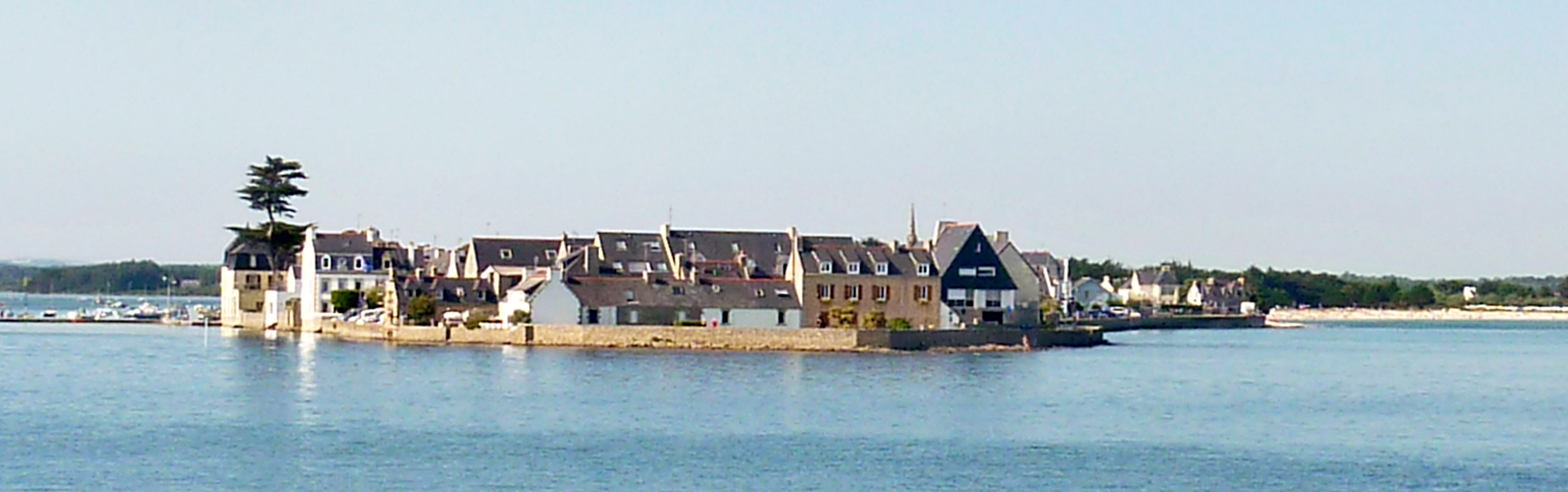
L'extrémité de la presqu'île de l'Île-Tudy vue de la mer.

L'Île-Tudy est désormais une presqu'île très effilée, séparée du reste du continent par la Rivière de Pont-l'Abbé et l'Anse du Pouldon, dont la grève découvre largement à marée basse, surtout lors des marées de vives-eaux, véritable paradis des pêcheurs à pied qui y prélèvent coques, palourdes, couteaux, bigorneaux, etc.
C'est aussi une vasière attirant de nombreux oiseaux qui y trouvent leur nourriture et nichent dans les îles voisines de la rivière de Pont-l'Abbé.
Un seul ostréiculteur y travaille encore ses parcs à huîtres, mais ils furent nombreux par le passé.

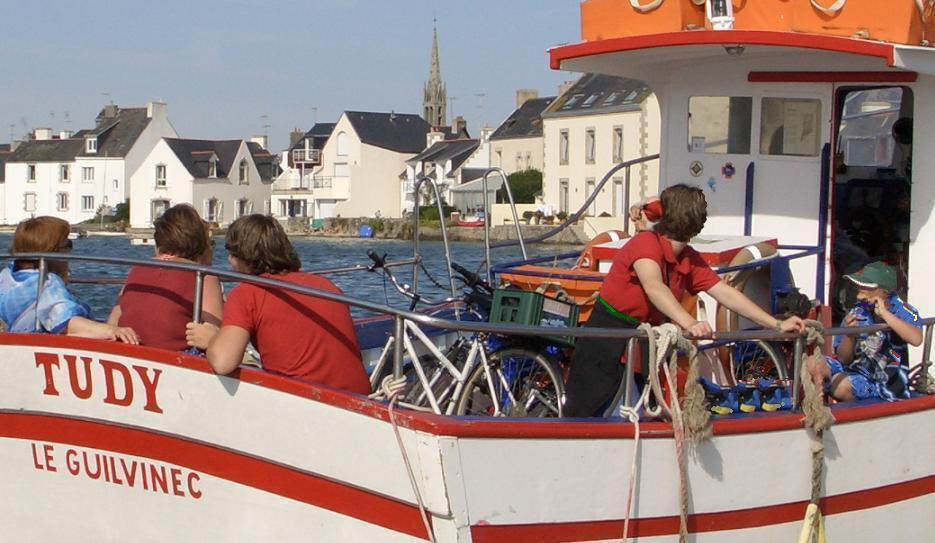
Le passeur entre l'Île-Tudy et Loctudy en 2006.

Un passeur continue à assurer toutes les 20 minutes la traversée entre la cale de l'Île-Tudy et le port de plaisance de Loctudy.

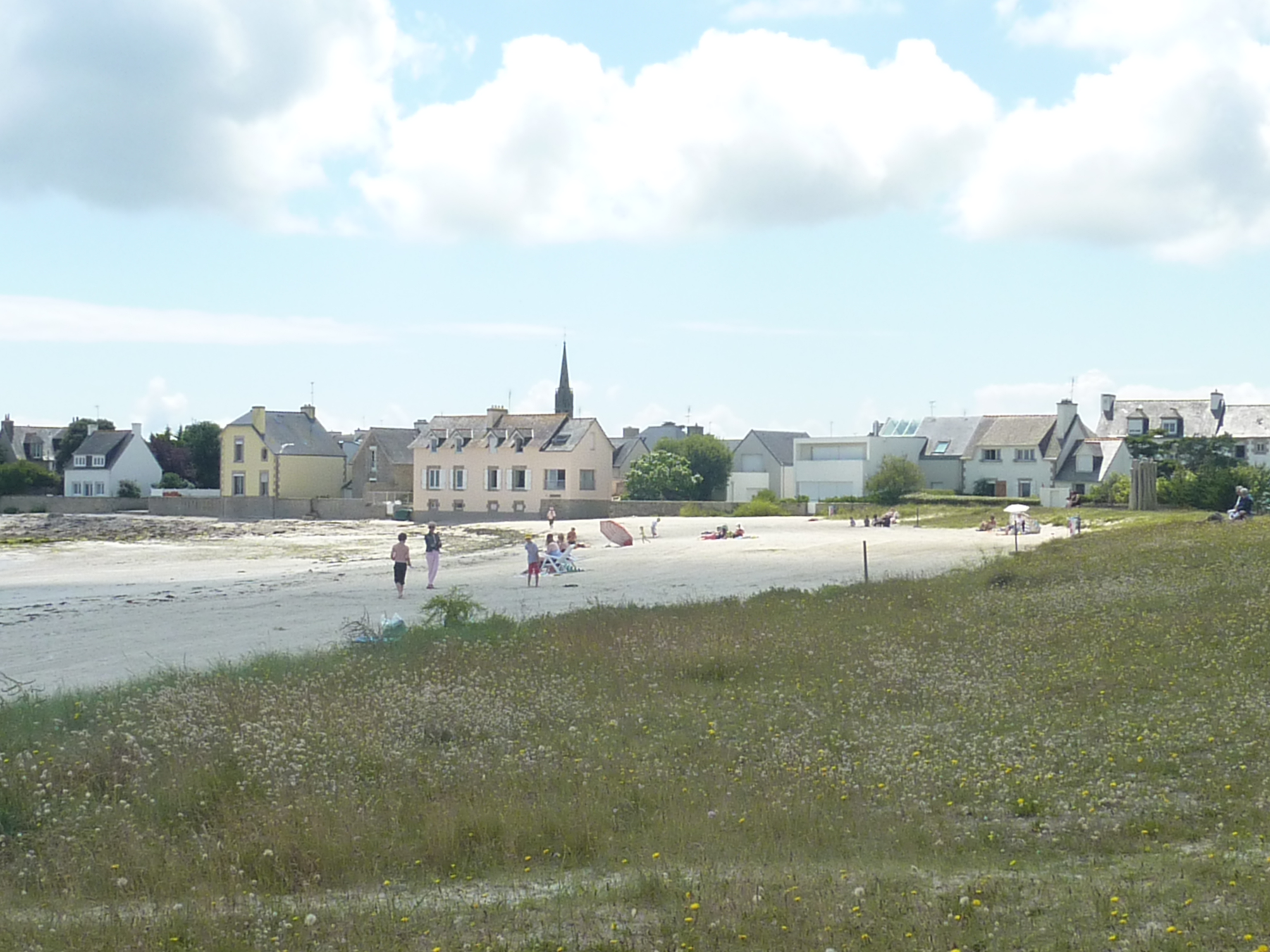
Île-Tudy : le bourg vu de la Grand Plage (ou plage du Teven).
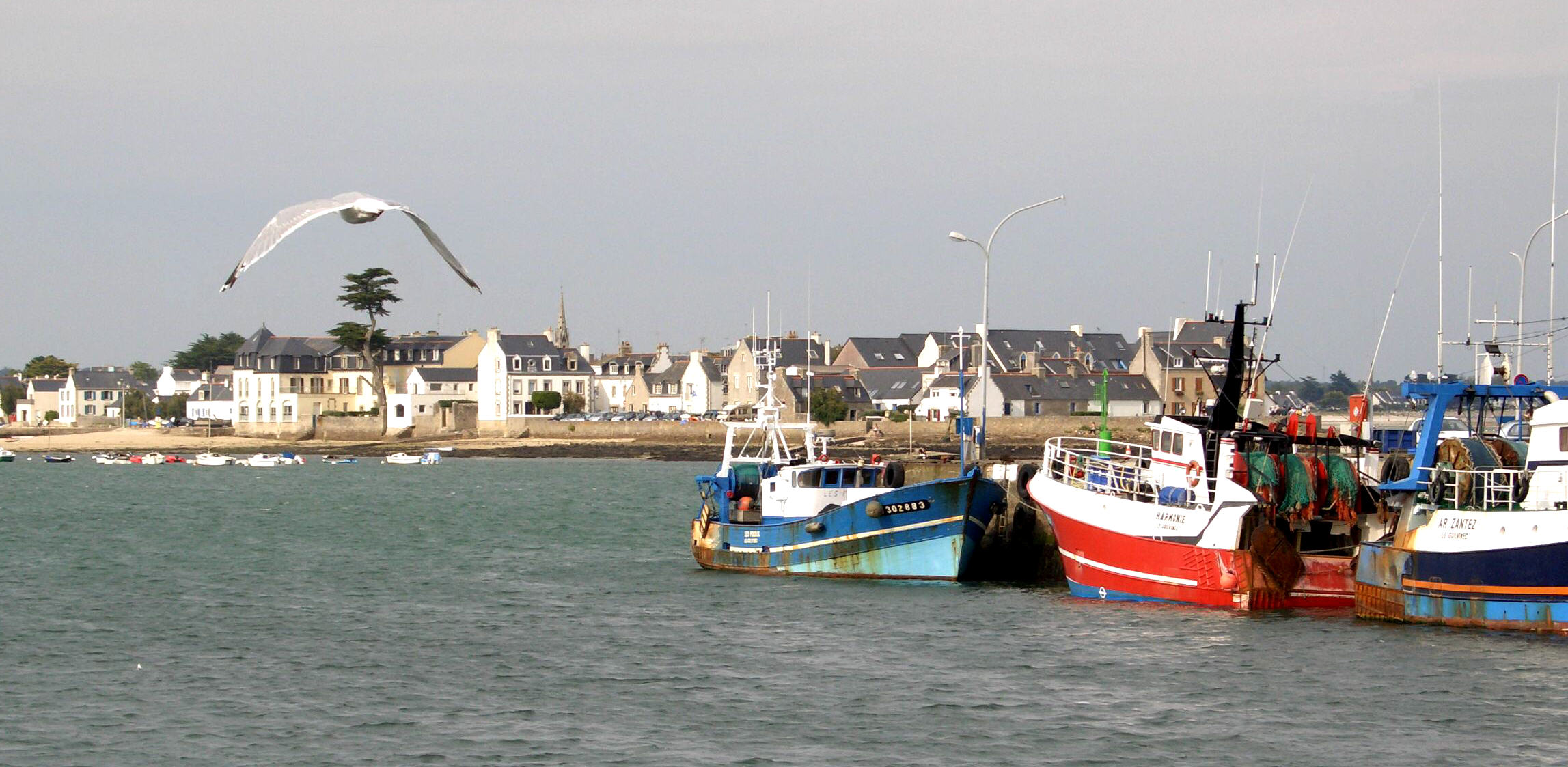
L'Île-Tudy vu de Loctudy.
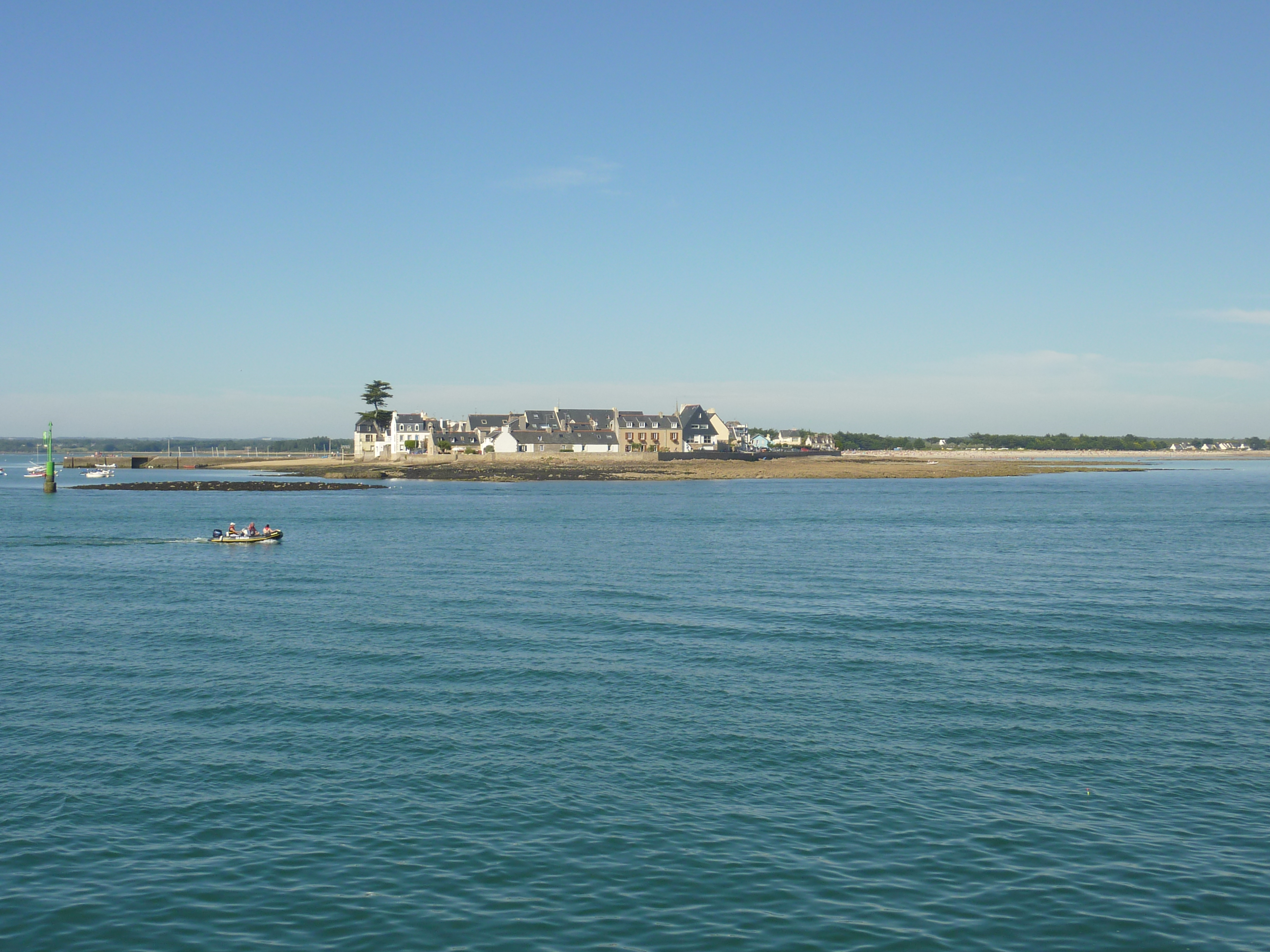
L'Île-Tudy vue du port de Loctudy 1 (au premier plan, l'estuaire de la rivière de Pont-l'Abbé).
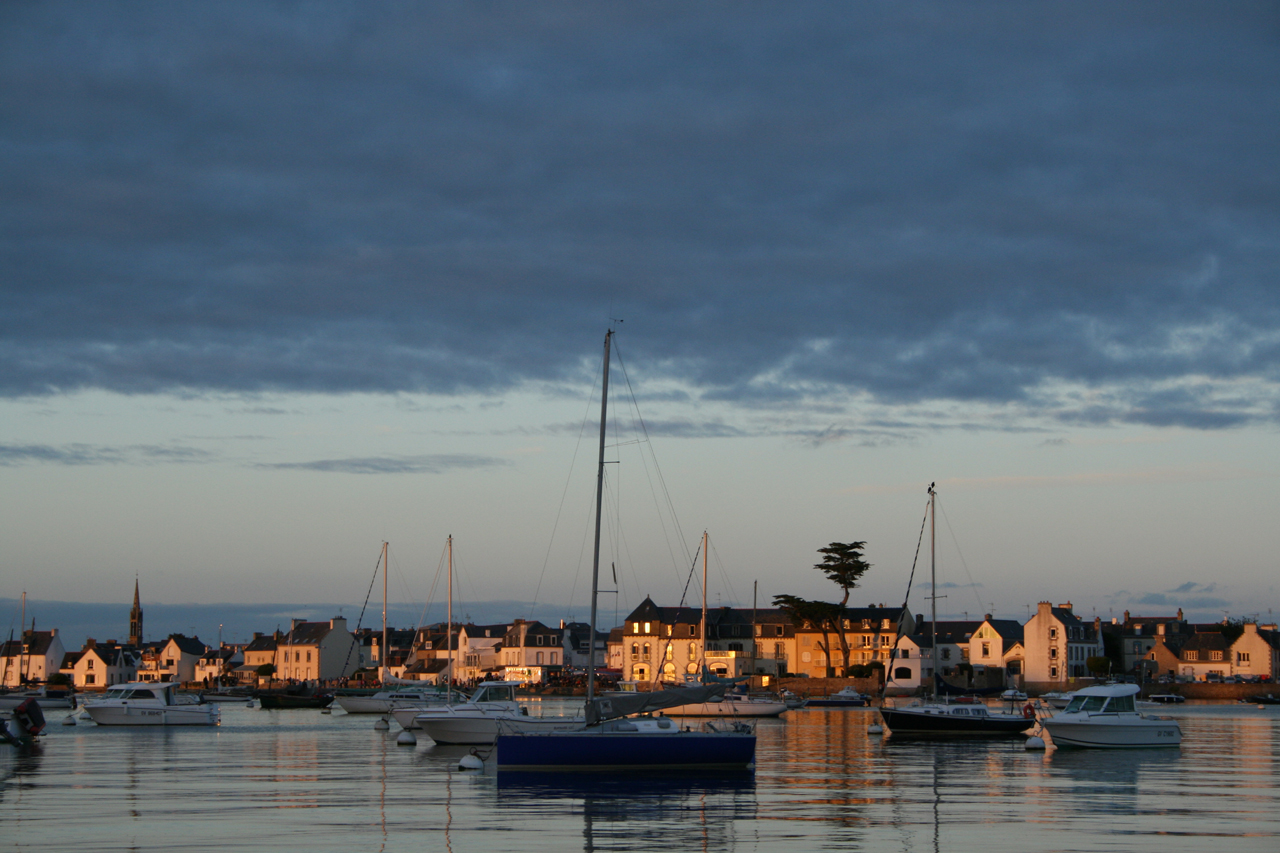
L'Île-Tudy vue de Loctudy au soleil couchant.

### Un village de pêcheurs

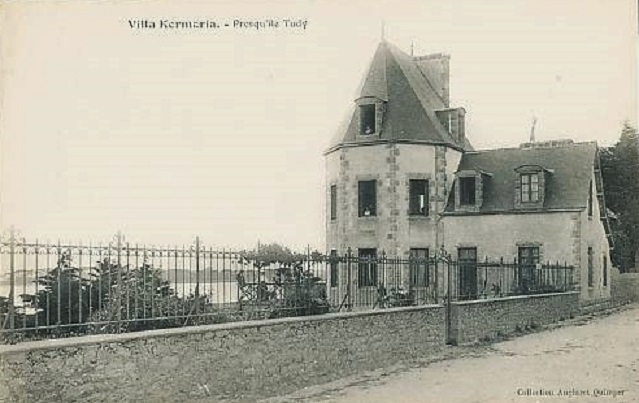
La villa Kermaria, villégiature du couturier Paul Poiret

Les maisons traditionnelles du bourg sont des maisons basses, toutes simples, en pierres apparentes ou parfois peintes en blanc, bien individualisées, bâties dans un petit rectangle ceinturé d'un muret de pierre. L'Île-Tudy étant dès le Moyen Âge un haut-lieu de pêche, on y trouve encore de belles petites maisons de pêcheurs datant des XVe siècle et XVIe siècle disposant parfois de petites cours et de poteaux de bois servant autrefois à faire sécher les filets. Parmi les maisons remarquables, celle du maître de barque, située Rue des Pêcheurs, construite en granite au début du XVIIIe siècle ; la maison de la Tour, haute de trois étages, construite au début du XIXe siècle; l'ancien Abri du marin, construit par Jacques de Thézac pour lutter contre l'alcoolisme des marins, vendu en 1993 ; la villa Kermaria, construite vers 1895 par le couturier Paul Poiret, qui y organisa des fêtes somptueuses : les peintres Bernard Naudin et Raoul Dufy par exemple y séjournèrent, ainsi que le poète Max Jacob.
« Bâtie sans alignement aucun, l'Île-Tudy n'offre qu'une succession de venelles plus ou moins spacieuses, par lesquelles se traînent des oies sales, maigres et déplumées (...). Quelques rares poules égaient le paysage, que n'obscurcira jamais l'ombre d'aucun arbre » écrit Gabriel Puig de Ritalongi en 1894.

### Le port
Le port de l'Île-Tudy a longtemps servi de refuge aux navires lors des fortes tempêtes car il est abrité des vents venant du large et servait aussi de port d'escale pour les navires ne pouvant remonter la rivière de Pont-l'Abbé jusqu'au port de cette ville en raison de leur trop fort tirant d'eau (les marchandises étaient alors transportées sur des canots et des chaloupes jusqu'à Pont-l'Abbé). C'était un port d'échouage, car, à marée basse, les navires reposaient sur la vase.
La cale du port, longue de seulement 60 mètres et large de 5 mètres, date du XVIIIe siècle, mais elle fut vite insuffisante et elle fut reconstruite en 1868 et prolongée par une jetée. Une autre cale, dite « cale des Américains » a été construite par ces derniers à la fin de la Première Guerre mondiale pour faciliter l'accostage des hydravions. Les deux quais existant, de 40 mètres et 17 mètres de long seulement, ne peuvent être accostés que par des barques légères, et cesse d'être accostable à marée basse ; ils sont donc de peu d'utilité.
Auparavant un des plus grands ports de pêche du Finistère (11e au début du XXe siècle, à égalité avec Guilvinec), l'Île-Tudy est devenue une station balnéaire (sa population est multipliée par 10 environ chaque été, par rapport à l'hiver), grâce à ses deux plages, le Teven (nom aussi des rochers de la petite pointe qui sépare cette plage de celle de Combrit-Sainte-Marine) et le Maracana, mais aussi grâce à son port, lieu où de nombreuses personnes se retrouvent chaque soir d'été.
Le phare ou tourelle de la Perdrix, du nom des roches qu'il signale (ar glujiri en breton), situé entre l'Île-Tudy et Loctudy, au large de l’embouchure de la rivière, fut mis en service le 25 février 1915. Ce phare n’est plus en activité depuis 1988 mais il apporte un cachet certain au site, arborant son damier de 64 cases noir et blanc aux couleurs de la Bretagne et a été réhabilité par les deux communes de l'Île-Tudy et de Loctudy.
Le port, uniquement port de plaisance désormais, concentre plusieurs bars et restaurants, mais aussi un cinéma, « Le Cinéma du Port », qui détient le record de la plus petite cabine de projection au monde.

### L'Île-Tudy vue depuis la Rivière de Pont-l'Abbé
André Suarès en a fait cette description :

« Une ville paraît surgie dans le mirage. Elle émerge à peine de l'eau. Elle est blanche dans la mer glauque. (...) C'est une ville de pierre, éclatante comme une des Cyclades, transportée dans la mer de Bretagne.  Devant la Rivière de Pont-l'Abbé et la grève, faisant face aux ombrages de Loctudy, cette ville d'Orient est mouillée, telle un bateau de pierre blanche. Pas un arbre ; pas un verger ; pas un jardin. On ne distingue au pied du mur d'enceinte, rempart contre les vagues, qu'une ceinture de rocs énormes, de blocs noirs et une grève couverte de goémons. Les maisons sont pressées les unes contre les autres ; on ne voit point de rues, ni de sentiers. (...) Par-dessus les toits, seul et fin comme un doigt qui le détermine, le clocher grêle de l'église... Aride, ensoleillée et blanche dans la mer verte, c'est Tudy : c'est l'île. »

### Climat
Pour des articles plus généraux, voir Climat de la Bretagne et Climat du Finistère.
En 2010, le climat de la commune est de type climat océanique franc, selon une étude du CNRS s'appuyant sur une série de données couvrant la période 1971-2000. En 2020, Météo-France publie une typologie des climats de la France métropolitaine dans laquelle la commune est exposée à un climat océanique et est dans la région climatique  Bretagne orientale et méridionale, Pays nantais, Vendée, caractérisée par une faible pluviométrie en été et une bonne insolation. Parallèlement l'observatoire de l'environnement en Bretagne publie en 2020 un zonage climatique de la région Bretagne, s'appuyant sur des données de Météo-France de 2009. La commune est, selon ce zonage, dans la zone « Littoral », exposée à un climat venté, avec des étés frais mais doux en hiver et des pluies moyennes.  
Pour la période 1971-2000, la température annuelle moyenne est de 12,1 °C, avec  une amplitude thermique annuelle de 10,6 °C. Le cumul annuel moyen de précipitations est de 984 mm, avec 14,9 jours de précipitations en janvier et 7,3 jours en juillet. Pour la période 1991-2020, la température moyenne annuelle observée sur la station météorologique la plus proche, située sur la commune de Pont-l'Abbé à 5 km à vol d'oiseau, est de 13,0 °C et le cumul annuel moyen de précipitations est de 1 012,0 mm,. Pour l'avenir, les paramètres climatiques de la commune estimés pour 2050 selon différents scénarios d’émission de gaz à effet de serre sont consultables sur un site dédié publié par Météo-France en novembre 2022.

## Urbanisme

### Typologie
Au 1er janvier 2024, Île-Tudy est catégorisée bourg rural, selon la nouvelle grille communale de densité à 7 niveaux définie par l'Insee en 2022.
Elle appartient à l'unité urbaine de Pont-l'Abbé, une agglomération intra-départementale dont elle est une commune de la banlieue,. Par ailleurs la commune fait partie de l'aire d'attraction de Quimper, dont elle est une commune de la couronne,. Cette aire, qui regroupe 58 communes, est catégorisée dans les aires de 200 000 à moins de 700 000 habitants,.
La commune, bordée par l'océan Atlantique, est également une commune littorale au sens de la loi du 3 janvier 1986, dite loi littoral. Des dispositions spécifiques d’urbanisme s’y appliquent dès lors afin de préserver les espaces naturels, les sites, les paysages et l’équilibre écologique du littoral, tel le principe d'inconstructibilité, en dehors des espaces urbanisés, sur la bande littorale des 100 mètres, ou plus si le plan local d’urbanisme le prévoit.

### Occupation des sols
L'occupation des sols de la commune, telle qu'elle ressort de la base de données européenne d’occupation biophysique des sols Corine Land Cover (CLC), est marquée par l'importance des territoires artificialisés (69,2 % en 2018), en diminution par rapport à 1990 (72,6 %). La répartition détaillée en 2018 est la suivante : 
zones urbanisées (69,2 %), eaux maritimes (18,6 %), prairies (8,8 %), espaces ouverts, sans ou avec peu de végétation (2,7 %), zones agricoles hétérogènes (0,5 %), zones humides côtières (0,2 %). L'évolution de l’occupation des sols de la commune et de ses infrastructures peut être observée sur les différentes représentations cartographiques du territoire : la carte de Cassini (XVIIIe siècle), la carte d'état-major (1820-1866) et les cartes ou photos aériennes de l'IGN pour la période actuelle (1950 à aujourd'hui).

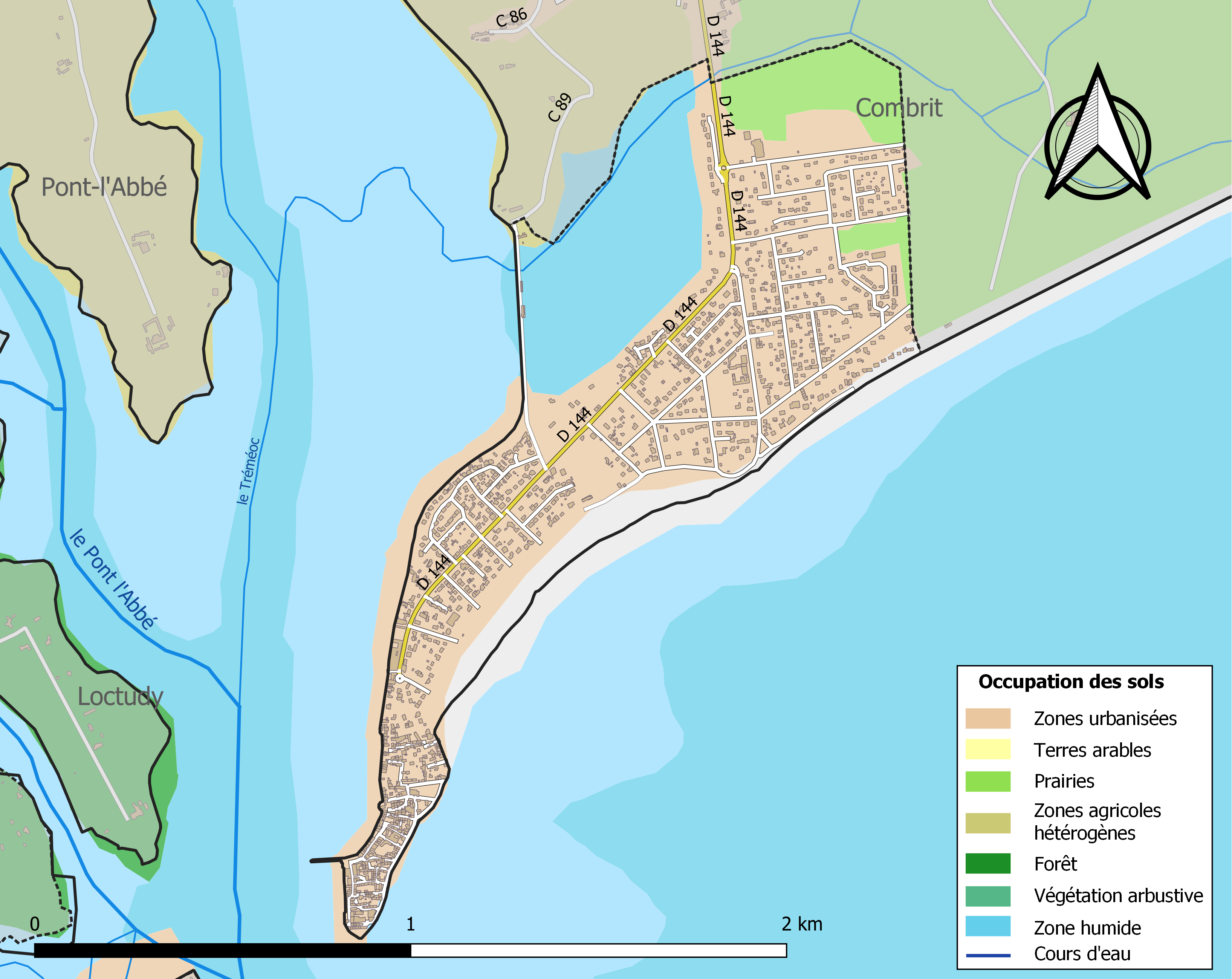
Carte des infrastructures et de l'occupation des sols de la commune en 2018 (CLC).

## Toponymie
Le nom vient de saint Tudy (l'équivalence entre saint Tudy et saint Tugdual a été proposée), lequel aurait fondé en 494 un monastère à l'entrée de la Rivière de Pont-l'Abbé, autour duquel seraient venues vivre quelques familles de pêcheurs. Ce monastère, implanté en un lieu dénommé Enez Tudy (Enez signifie « île » en breton) et dépendant de l'abbaye Saint-Gildas de Rhuys (une chapelle Saint-Gildas a existé sur l'île Chevalier), aurait été détruit par les Normands vers la fin du IXe siècle. Entre 1084 et 1112, Daniel et Guégon sont abbés laïcs de Tudi. On rencontre les noms Capella Beati Tudini de Insula en 1371, Isle Tudi en 1535, Isle Tudy en 1599.

## Histoire
Selon le mythe fondateur, sous le pontificat de saint Conogan, trois frères (ou amis ?), Tudy, Vennec et Tudual, auraient débarqué à Loctudy et se seraient répartis le territoire avoisinant en le jouant à la galoche : Tudy aurait obtenu l'Île-Tudy (incluant à l'époque Lambour et l'Île Chevalier), Vennec les alentours de la chapelle Saint-Vennec et Tudual le reste de Combrit.

### Moyen Âge
L'histoire de l'Île-Tudy à cette époque se confond avec celle de la paroisse de Combrit dont elle était une simple trève, dont les suzerains étaient les seigneurs de la baronnie du Pont à Pont-l'Abbé.
En 1487, un navire nommé La Jannecte de l'isle Tudy, « dont est maistre Jehan Bourgeois, sous la charge de Jehan Le Goumarc'h, leur capitaine » est au service du duc de Bretagne François II pour faire face à l'invasion des troupes royales françaises.
Dès le Moyen Âge, des navires « îliens » fréquentèrent les ports des côtes de la Manche et de l'Atlantique depuis Anvers jusqu'à Cadix, transportant grains, sardines pressées et autres poissons, cire et miel, vin de Bordeaux, sel de Guérande, toiles, etc.
L'Île-Tudy fut aussi dès le XIVe siècle au moins un important port de pêche, ses pêcheurs pêchant congres, juliennes, merlus, raies, etc.

### Époque moderne

#### Heurs et malheurs desXVIesiècleetXVIIesiècle
En 1596, pendant les troubles de la Guerre de la Ligue, Christophe d'Arradon, surnommé « Le baron de Camors », à la fois ligueur (il avait par exemple participé à la reprise de Blavet, alors tenue par les huguenots, le 11 juin 1590) et brigand, après avoir dévasté les ports d'Audierne et de Pont-Croix, s'installe au château du Cosquer en Combrit et, de là, opère des raids dans la région de l'embouchure de l'Odet, rançonnant les marchands de Pont-l'Abbé et l'Île-Tudy. « Les pillards de Camors font des courses quotidiennes à Pont-l'Abbé, à l'Île-Tudy (...) et ils en chassent si bien les marchands que nul n'ose plus aborder dans ces parages « aymantz mieux quitter leurs vaisseaulx et toutz myens que tomber en cruelles et sanglantes mains de telz volleurs » ». Les troupes fidèles au roi Henri IV finissent par le chasser de là. 106 paroisses de l'évêché de Cornouaille, dont la paroisse de Combrit et sa trève de l'Île-Tudy, adressent une requête au Roi en janvier 1599 pour demander une exonération d'impôts compte tenu des dommages qu'elles ont subi, ce qu'elles obtiennent (remise des impôts impayés jusqu'en 1604 et réduction de la dîme des deux-tiers pour les années 1604 à 1606.
En 1664, Toussaint de Saint-Luc écrit : « On rencontre la petite isle Tudy où les pirates et écumeurs de mer se cachent très souvent pour surprendre les marchands ».
Le 5 août 1669, Nicolas Euzenou, chevalier, capitaine garde-côte de Bénodet et de l'Île-Tudy, seigneur de Kersalun et du Cosquer (en Combrit), marié avec Claude Guégant de Querpiguet, demande, tant pour lui que pour ses héritiers dont René Euzenou, chevalier, seigneur de la Vieuville, son fils aîné à être reconnus comme « nobles, issus d'ancienne chevalerie et extraction noble ». C'est lui qui fut pendu le 23 juin 1675 à une fenêtre de son château du Cosquer par des paysans révoltés lors de la révolte du papier timbré. Sauvé momentanément par un paysan de Combrit, Mathieu Mendez, il mourut le 1er juillet 1675 à Pont-l'Abbé des suites de ses blessures.
Selon l'aveu de la baronnie du Pont de 1732, « le tout des maisons, magasins, moulins à vent, jardins relèvent de la baronnie du Pont », « Ceste isle est composée de terrains de la dite Baronnie dans une lande nommée Penantreu suivant le minu fourni au souverain de Bretagne par Hélène de Rohan dame du Pont en 1494 », « la dite île fait partie de la paroisse de Combrit qui relève entièrement du Pont », « elle n'est île que dans les hautes marées, en basse mer elle est contiguë au restant du terrain du côté, de Combrit auquel elle est jointe par une pointe de terre appelée encore aujourd'hui « la trève » qui sert comme de pont aux habitants de l'isle Tudy pour la fréquentation de la grande terre ».

#### Le port: de la prospérité au déclin auXVIIIesiècle
En raison du déclin de Kérity au XVIe siècle, l'Île-Tudy est devenu aux XVIIe siècle et XVIIIe siècle le premier port d'armement de navires marchands de la région : il s'agissait de caboteurs à voiles, des lougres ou des chasse-marées jaugeant de 20 à 30 tonneaux et commandés par des maîtres de barque (une douzaine de maîtres de barque sont recensés à l'Île-Tudy à la fin du XVIIe siècle). Ce n'est que vers le milieu du XVIIIe siècle que le port de Pont-l'Abbé, alors en plein essor, supplanta celui de l'Île-Tudy. De véritables dynasties de maîtres de barques ont existé, par exemple les Guéguen, Divanach, Le Gars, Riou, Bargain, Monfort. De nombreux îliens voyagent au long cours : par exemple en février 1732, trois marins de l'Île-Tudy, Clément Janu, Tudy Cariou et Michel Le Divanach sont enrôlés de force à bord de La Paix, un navire de la Compagnie des Indes, qui part de Lorient pour la Chine ; ils reviennent en 1734. En 1740, trois îliens succombent victimes du scorbut sur l'Élisabeth, qui a navigué de Brest à Fort-Royal (Fort-de-France).
La modestie des infrastructures portuaires en fit dès le milieu du XVIIIe siècle un port inadapté aux navires modernes et les guerres de la Révolution et de l'Empire donnèrent le coup de grâce à ses activités commerciales, l'Île-Tudy étant désormais supplantée par les ports de Pont-l'Abbé et Loctudy. En l'an VI, huit chaloupes de pêche (avec au bord de chacune plusieurs marins) sont recensées à l'Île-Tudy, dont trois possédées par Tilmant de Coisy. La même année Lesconil et Le Guilvinec n'en avaient qu'une chacun, Sainte-Marine  3, Treffiagat et Kérity  4 chacun, Concarneau 250 et Douarnenez 275 environ. L'Île-Tudy possédait alors deux « magasins à sardines » (deux ateliers de presse des sardines pour en extraire l'huile afin d'en faciliter la conservation), l'une construite vers 1765, l'autre étant désaffectée.
Les îliens, comme tous les gens de mer depuis 1665, durent servir à tour de rôle, en moyenne une année sur quatre, les enrôlements pouvant durer de 1 à 19 mois selon les circonstances. 25 îliens durent quitter famille et bateau pour servir sur les vaisseaux du roi pendant la guerre de Sept Ans et deux d'entre eux moururent aux Indes « au service de sa Majesté », le premier en 1760, le second en 1774. En février 1778, l'Île-Tudy est ainsi vidée des trois-quarts de ses hommes valides ! Dix îliens perdirent la vie lors de la guerre d'indépendance américaine dont deux aux États-Unis, deux à la Martinique, cinq en France et un en mer ; la plupart sont morts de maladie (scorbut, petite vérole…), trois de faits de guerre (Yves Berrou, blessé lors de la bataille des Saintes, meurt à l'hôpital de Fort-Royal le 22 mai 1782 ; René Le Gars est parmi les 800 tués lors du siège de Savannah par la flotte française ; Joseph Petithenry, blessé sur le Diadème lors de la bataille de la Grenade, mort le 10 août 1779 à Fort-Royal. En 1795, parmi la cinquantaine de foyers de l'Île-Tudy, on compte 12 veuves dont le mari est décédé sur un vaisseau du roi ou de la République.
Serge Duigou résume ainsi le déclin de l'Île-Tudy à la charnière des XVIIIe siècle et XIXe siècle :

« Jamais au cours de son histoire, l'île Tudy n'a été au plus bas qu'à la fin du XVIIIe siècle et le début du XIXe siècle. Elle atteignait 182 habitants en 1800. Cent ans plus tard, elle en comptera 1200. Entre les deux dates, l'aventure de la conserve. (...) Il y eut deux naissances seulement en 1801, trois l'année suivante, puis trois, puis deux, puis deux. Douze nouveau-nés seulement en cinq ans et tous ne survivront pas. Après les terribles prélèvements de la guerre d'indépendance américaine (dix disparus et des guerres de la République (sept îliens au bas mot y ont laissé leur vie), l'île est à l'agonie. L'Empire prolonge, en l'aggravant, la politique de réquisition des gens de mer : certains îliens vivront la totalité du règne napoléonien hors de chez eux. »

#### Une forte endogamie
En raison de l'insularité, la consanguinité était forte, « tout le monde est parent de tout le monde », avec toutefois un apport exogène non négligeable (30 % des conjoints environ au moment du déclenchement de la Révolution française ne sont pas nés dans l'île) qui limite l'endogamie, provenant principalement des employés de la Ferme du Roi, responsables de la collecte des impôts et de la taxation des marchandises ; plusieurs d'entre eux ont fait souche, en se mariant localement et sont à l'origine de certains noms de famille rencontrés localement par la suite comme les Coisy, Petithenry, De La Boissière, etc. ; sur les 90 adultes hommes vivant à l'Île-Tudy à cette époque, 30 sont nés ailleurs, dont 10 à Concarneau, 10 dans les autres paroisses de ce que l'on n'appelait pas encore le Pays bigouden, les autres venant de plus loin, mais seulement deux ne sont pas nés dans les limites du futur Finistère, Tilmant de Coisy et son beau-père.

### La Révolution française

#### Le cahier de doléances des îliens
Le cahier de doléances de la trève de l'Île-Tudy fut rédigé le 11 avril 1789 lors d'une réunion de 31 chefs de famille, dont 30 marins-pêcheurs, par Corentin Arnoult, notaire à Pont-l'Abbé, à qui les fabriciens avaient fait appel. Il reprend des articles des cahiers de doléances de paroisses voisines, demandant entre autres l'abolition des justices seigneuriales, une répartition égale des impôts et la suppression des privilèges féodaux. Les pêcheurs locaux se plaignent aussi, comme les pêcheurs des autres ports voisins, du prix excessif de la rogue, importée du Danemark. Dans l'article 9, les îliens écrivent : « Les habitants de l'isle Tudy ont rendu à la navigation tous les services qu'on peut espérer de leur vie au secours des vaisseaux » ; ils réclament un approvisionnement annuel de vivres aux frais du gouvernement comme les « insulaires des Saints, Molène et autres ». Mais les doléances des pêcheurs ne furent pas reprises dans le cahier de doléances de la sénéchaussée de Quimper, aucun pêcheur ne se trouvant parmi les délégués qui le rédigèrent.
Les deux députés choisis pour représenter l'Île-Tudy à l'assemblée du Tiers-État de Quimper furent Tilmant de Coisy, négociant-armateur local, et René Le Gars, maître de chaloupe.

#### L'église transformée en dépôt de munitions
Jean Le Floc'h, vicaire desservant la trève de l'Île-Tudy en 1790, refusa de prêter le serment de fidélité à la Constitution civile du clergé, devenant prêtre réfractaire ; il fut incarcéré à l'Hôtel-Dieu de Quimper où il mourut le 4 novembre 1793.
Le 7 fructidor an II (24 août 1794), les meubles et effets de l'église sont vendus comme biens nationaux, et le presbytère l'est à son tour le 16 messidor an IV (4 juillet 1796). L'Île-Tudy se retrouve sans prêtre pendant 33 ans, du 26 octobre 1792, date du départ de Jean Le Floch, jusqu'en septembre 1825, si l'on excepte le court ministère de Clet Kerisit en 1803-1804 pendant moins d'un an.
L'église servit de dépôt de munitions pendant les guerres de la Révolution et de l'Empire : le Génie militaire avait établi une poudrière et un dépôt d'affûts de canons dans le porche et sous la tour, la sacristie étant transformée en corps de garde et dépôt d'affûts de canons, la tour du clocher en poudrière. Les 25 canonniers doivent être (mal) logés et les îliens doivent aussi subir des réquisitions, notamment pour le transport du matériel. Clet Kerisit, nommé curé en 1803, réclame la restitution de l'église : le directeur des fortifications de Brest écrit en 1804 au Préfet du Finistère « que les lieux dont on demandait la disposition avaient toujours servi, dans la précédente guerre, pour la défense des côtes, et qu'il n'y avait dans l'île aucun édifice qui pût les remplacer ». En 1825 Rochedreux, âgé de 70 ans et relevant d'une grave maladie, accepte les fonctions de recteur et demande, dans une lettre du 31 octobre 1825 écrite au ministre de la guerre, que celui-ci « donne ordre d'enlever les canons et affûts qui restaient en dépôt dans l'église de l'île Tudy ». L'Île-Tudy est enfin érigée en paroisse autonome, ne dépendant plus de Combrit, par une ordonnance du 5 mars 1826 et le curé entreprit de rendre son église habitable (« il célébrait les saints offices sous le chaume ») et démolit la tour, alors en ruine et servant de dépôt d'ordures, qui était séparée de quelques mètres du reste de l'église, ce qui lui valut des poursuites car elle appartenait toujours au génie militaire.

### LeXIXesiècle

#### La construction des digues
Les habitants de l'Île-Tudy et le maire de l'époque, Montfort, demandent dans la décennie 1840 au préfet du Finistère, la construction de digues, même si un mur de défense existait déjà précédemment ; leurs arguments principaux étant de lutter contre le risque de submersion (par exemple le raz-de-marée de 1755, consécutif au tremblement de terre de Lisbonne, dévasta l'Île-Tudy), d'établir la continuité permanente du cheminement terrestre entre l'Île-Tudy et le continent, mais aussi de lutter contre l'insalubrité (les marais et les moustiques qui y pullulaient étant vecteurs de nombreuses maladies). La digue de Kermor, construite entre 1840 et 1853, en leucogranite de provenance locale mais avec un réemploi des pierres du mur de défense antérieur, a été détruite ou endommagée à plusieurs reprises depuis sa construction, lors des tempêtes ou raz-de-marée du 1er janvier 1877, de 1904 et 1924, ou encore lors de celui de février 1979. D'autres tempêtes ont fait des dommages : par exemple le journal Le Temps indique que « l'Île-Tudy aurait beaucoup souffert » lors de la tempête du 2 septembre 1874 et le même journal écrit que le 13 février 1899 qu'à l'Île-Tudy « dans plusieurs maisons, on a fait des barricades et de solides amarrages pour résister aux inondations », l'eau a envahi le quai et plusieurs maisons.
Des travaux complémentaires d'endiguement eurent lieu par la suite : la cale du rivage occidental, où accostent les navettes reliant Loctudy à l'Île-Tudy, fut construite en 1867-1868 ; autre exemple : un arrêté du président de la République en date du 5 septembre 1887 approuve la concession d'un terrain maritime à endiguer accordée par le maire de l'Île-Tudy d'un terrain de 49 m2 à une dame Divanac'h, née Daoulas.

#### Le boom sardinier et les conserveries

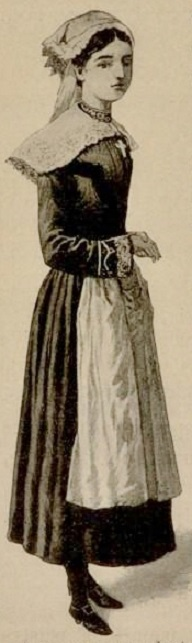
Jeune fille en costume breton de l'Île-Tudy vers 1900.

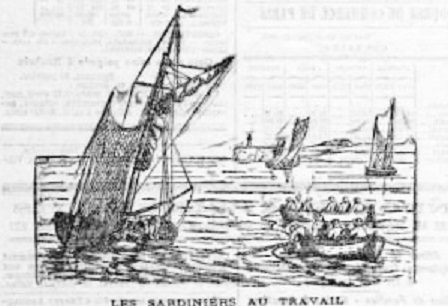
Sardiniers au travail (dessin de 1903).

Dès le milieu du XVIIIe siècle, les pêcheurs de l'Île-Tudy commencent à pêcher la sardine entre le mois d'août et la Toussaint, en alternance avec la pêche au congre, pratiquée au printemps. Le poisson était vendu aux halles de Pont-l'Abbé et de Quimper, mais aussi exporté, pressé ou salé, vers les ports de la côte atlantique ; la flottille de pêche ne dépassait pas alors une vingtaine de chaloupes.
Le boom sardinier a duré de 1850 à 1907 ;  la sardine était déjà pêchée à l'Île-Tudy au XIVe siècle et l'Île-Tudy avait déjà été le premier port de pêche bigouden à la fin du XVIe siècle et le fut à nouveau au milieu du XIXe siècle. « Les bateaux ont évolué au fil des siècles, de la simple barque de pêche du XVe siècle, à la chaloupe sardinière de 1880 ou au caractéristique sardinier des années 1950 », surnommé localement malamock en Pays bigouden. Mais la raréfaction des sardines, l'exiguïté des installations portuaires et la suprématie croissante du port voisin et concurrent de Loctudy ont entraîné un déclin progressif de la pêche tout au long du XXe siècle et, de nos jours, il n'y a plus aucun bateau pratiquant la pêche professionnelle à l'Île-Tudy.

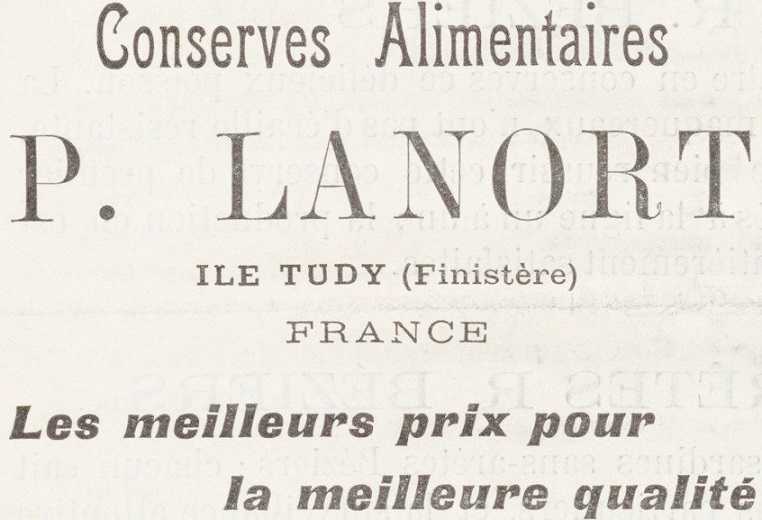
Publicité pour une conserverie de sardines de l'Île-Tudy (1905).

Initialement, les sardines étaient conservées séchées, fumées ou salées (en 1832, les six ateliers de salaisons de l'Île-Tudy traitaient une dizaine de tonnes de poissons), avant que ne soit mise au point la technique de la presse à sardines et enfin à partir du milieu du XIXe siècle l'appertisation (mise en conserve). Les deux premières conserveries de sardines créées dans le sud de la Bretagne le sont à l'Île-Tudy : la conserverie Martin, créée par un négociant nantais à la pointe sud de la presqu'île, en 1857, suivie d'une seconde dans le même port en 1860 (Charles Philippe et Veuve Canaud) ; 22 chaloupes sardinières travaillaient pour celle-ci (elle a fermé en 1962 et ses bâtiments abritent désormais l'école de voile). En 1865, l'aubergiste Jean Tinnier ouvre un atelier de conserverie près du port (mais son existence fut épisodique jusqu'à la fin de la décennie 1880), suivi par d'autres dont en 1881 l'usine Bourriquen-Quénerdu (de Douarnenez), qui devient en 1886 la conserverie Béziers, puis, après la Première guerre mondiale, la conserverie Lecointre, qui se spécialisa dans le thon, mais ferma au début de la décennie 1930. Pendant cet « âge d'or de la sardine », trois « fritures » ou conserveries (la « fabrique de conserves à l’Huile Martin », le « Sillon », et l’usine « Divanac’h ») existaient à l'Île-Tudy, transformant les poissons apportés par 80 chaloupes sardinières armées de près de 380 pêcheurs. De nombreuses personnes, surtout des femmes, venaient alors  de Combrit, de Sainte-Marine, etc. y travailler, passant cinq jours sur place. Jusqu'à sept fritures de sardines existèrent dans la commune.Les boîtiers-soudeurs de l'usine Philippe et Canaud venaient de Chantenay pendant la saison de la pêche ; bien payés, constituant une sorte d'aristocratie ouvrière, ils propagèrent les idées républicaines (ils sont qualifiés pour cette raison de « misérables » par le recteur Alexandre Mauduit en 1875) ainsi que la langue française.
À la fin du XIXe siècle, face au début de la raréfaction des sardines, un bateau à vapeur de la compagnie Lechat et compagnie, alla chercher des sardines dans les ports voisins afin d'alimenter sa conserverie. À l'époque, la sardine était tellement présente à l'Île-Tudy « que son odeur (surtout les rejets olfactifs de son exploitation), imprégnait l’ensemble de la vie locale, des cheveux à l’air ambiant, en passant par les vêtements ».
Le 1er avril 1865, Antoine Laymet, fabricant de conserves alimentaires, obtient un brevet d'une durée de 15 ans pour un appât artificiel concernant la pêche à la sardine. Lors de l'exposition universelle de 1867, deux industriels de l'Île-Tudy, Tinnier et Laymet reçoivent une récompense, le premier pour ses « sardines truffées », le second pour son industrie de la pêche.

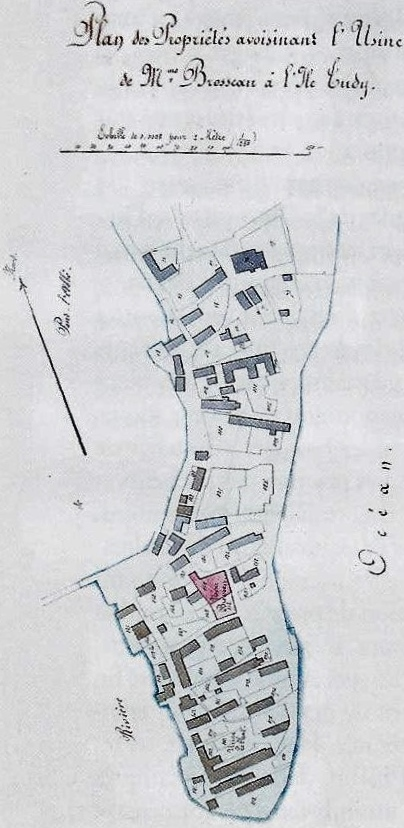
Plan cadastral de l'Ïle-Tudy en 1880 ; projet d'installation de la conserverie Brosseau (Archives départementales du Finistère).

Au XIXe siècle, des navires britanniques viennent tous les dix jours chercher du poisson (sardines, maquereaux, homards, langoustes, ..) en baie de Bénodet. En 1900, l'Île-Tudy est le 11e port finistérien pour le poisson, mais le 4e pour les huîtres, les moules et les coquillages ; les femmes s'adonnaient dans l'Anse du Pouldon à la pêche aux coques, aux palourdes, aux berniques, etc., qui étaient en partie vendues, fournissant un revenu d'appoint. Il exista même des femmes marins-pêcheurs comme Angélique Sélino ou Anne-Marie Bourlaouen. En 1865, une revue indique que M. de Crésoles possède à l'Île-Tudy un vivier, « lequel mesure 70 ha et contient en ce moment plus de 75 000 langoustes ». « On en expédie chaque jour des vivantes sur les marchés de France et d'Angleterre ».
Jacques Cambry avait déjà décrit en 1794 : « les femmes, au milieu de l'hyver, sont dans l'eau jusqu'à la moitié du corps pour ramasser des huitres, des chevrettes, des moules. Trois heures avant le jour, dans les tems les plus froids, mouillées, sans feu, elles attendent l'heure du marché sous la halle de Pont-l'Abbé », et Jean-François Brousmiche a écrit en 1830 : « Les huîtres prises à l'Île-Tudy ont l'écaille blanche et nacrée, sont dépouillées de toute matière étrangère et flattent l'œil par leur propreté, comme le palais par leur goût exquis. Ces huîtres surpassent en bonté les plus renommées de celles qui se recueillent sur les côtes du département. Si Quimper était moins éloignée de la capitale, les huîtres de Cancale seraient détrônées par celles de l'Île-Tudy ». La pêche des huîtres est réglementée par un arrêté du Préfet du Finistère qui ne l'autorise que du 1er octobre au 30 avril et uniquement de jour. Des parcs à huîtres sont construits pendant le Second Empire par les familles Divanac'h et Joncour notamment.
Cette pêche à pied pratiquée par les femmes dans l'Anse du Pouldon n'était pas sans danger : par exemple le journal Le Rappel raconte en 1873 comment deux sœurs jumelles s'y embourbèrent dans la vase et faillirent s'y noyer.

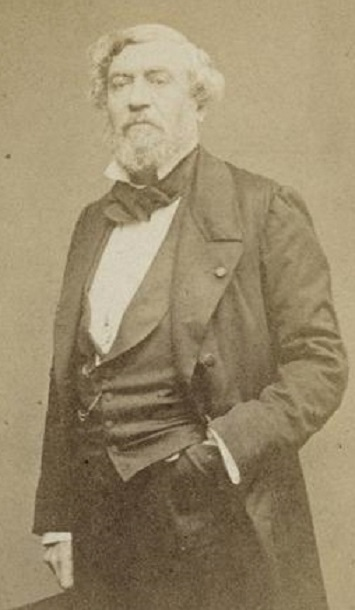
Portrait de Théodore Gudin (photographie, vers 1865, musée d'Orsay).

Victor-Eugène Ardouin-Dumazet, dans Voyage en France, publié en 1895, fait cette description de l'Île-Tudy :

« Le village aligne sur une plage basse des maisons blanches à un seul rez-de-chaussée, dominées par la flèche grêle de son église et les vastes bâtiments d'une usine à sardines. L'Île-Tudy est un des centres sardiniers de Bretagne. Les femmes et les enfants se livrent à la pêche du bigorneau (...) Ce n'est pas un commerce bien florissant, on les vend à l'Île-Tudy 50 centimes le baril de 33 kilogrammes ! On juge de ce que peut gagner une femme à cette pêche. (...) Un autre produit abondant est le congre. (...) Les pêcheurs de l'Île-Tudy le font sécher et l'envoient dans cet état à Bayonne et en Espagne. »

En 1871, le peintre Théodore Gudin, qui est aussi propriétaire des marais de Kermor, confie à Eugène de Toulgoët, un armateur de Loctudy, la direction de la Société des pêcheries de Kermor qui se lance dans la pisciculture dans des bassins créés en arrière de la digue, mais l'expérience tourne court. Selon une proposition de vente datant de 1900, les Pêcheries de Kermor, implantées sur le territoire de Combrit, mais situées à seulement 600 mètres du bourg de l'Île-Tudy, étaient constituées de trois bassins murés, dont un à crustacés, d'une superficie de 500 m2, de quatre grands réservoirs, dont un d'eau douce et la superficie totale des pêcheries, alimentées par une prise d'eau dans l'anse du Pouldon, était de 60 hectares. Cette proposition de vente indique aussi que ces pêcheries sont protégées par une digue de 500 mètres de long, dont 398 mètres ont été refaits en 1897, que « la main-d'œuvre est à bas prix dans le pays » et inclut deux métairies, celle de Pendiry (59 hectares) et celle de Beg-ar-Fritz (35 hectares) « bordée d'une grande plage de beau sable blanc de plusieurs kilomètres ; on pourrait, comme spéculation, vendre des terrains pour construire des villas ». Jean Cariou, qui fut maire de l'Île-Tudy, en devint par la suite le propriétaire.

#### Le passage de laRivière de Pont-l'Abbé
Un décret impérial établit en 1868 les tarifs des passages pour le franchissement de la Rivière de Pont-l'Abbé à l'Île-Tudy : « Pour le passage d'une personne non chargée, ou chargée d'un poids au-dessous de 5 myriagrammes [50 kilogrammes] », cinq centimes ; (...) ; par veau ou porc, cinq centimes ; pour un mouton, brebis, bouc, chèvre, cochon de lait, par chaque paire d'oies ou de dindons, trois centimes », mais le droit est diminué d'un quart lorsqu'ils sont plus de cinquante et de moitié lorsqu'ils vont au pâturage. Les personnes exerçant une responsabilité officielle (fonctionnaires, militaires, prêtres, pompiers, etc.) sont exemptées du droit de péage. Il est aussi précisé que « le batelier ne pourra être contraint de passer avant le laps de temps d'une demi-heure que lorsque les passagers lui assureront une recette au moins égale à cinquante centimes ».

#### Les épidémies duXIXesiècle
Une épidémie de choléra, venue d'Audierne, atteint l'Île-Tudy et y fait 16 morts entre le 3 janvier 1835 et le 22 février 1835 ; une seconde épidémie y fait 5 morts entre le 25 décembre 1849 et le 3 janvier 1850 ; une troisième épidémie fait 7 morts entre le 19 avril 1866 et le 6 mai 1866.
Entre mai et août 1891, une épidémie de typhus éclate à l'Île-Tudy, faisant 84 malades dont 17 morts parmi le millier d'habitants de la commune à l'époque. Le docteur Touren, médecin de la marine à Brest reçut une médaille d'or ; sœur Emmanuel, supérieure de la congrégation des Filles du Saint-Esprit à Quimper une médaille de vermeil et Le Corre, maire de l'Île-Tudy, Corre, quartier-maître infirmier, et Auguste-Jean-Marie Cadot, infirmier militaire, une médaille d'argent et quatre autres sœurs de la congrégation des Filles du Saint-Esprit ainsi qu'un soldat une médaille de bronze en raison de leur dévouement par un arrêté du 18 novembre 1891. Un autre infirmier militaire dépêché sur place, Dandelot, mourut, victime lui-même de cette épidémie.

« L'Île-Tudy était ravagée par le typhus. Pas de médecins, pas de médicaments, pas de soins pour les malheureux habitants, qui manquent généralement de ressources. On fit appel au dévouement des infirmiers militaires. (...) On tira au sort trois noms et Dandelot, Cadot et L'Helgoualc'h partirent à Tudy. Le premier contracta la maladie dans son service et en mourut. Le second fut malade, envoyé en convalescence chez sa mère, qui le soignait, s'alita à son tour et en mourut. Le troisième seul fut indemne. »

En janvier 1896, un réseau de distribution d'eau potable ouvre à l'Île-Tudy.

#### Autres événements duXIXesiècle
La première école a ouvert à l'Île-Tudy vers 1855 ; en 1879, le conseil général du Finistère accorde une subvention de 3 000 francs, qui s'ajoute à une subvention de 9 000 francs de la part de l'État, pour la construction d'une maison d'école de garçons, la commune n'ayant jusqu'à ce jour « qu'un local loué, très peu convenable et insuffisant » ; cette école existe toujours. Une « école de pêche » existait aussi à la fin du XIXe siècle et au début du XXe siècle.
Un décret impérial du 17 juillet 1857 autorise une deuxième coupe de goémon dans l'année à l'Île-de-Sein et à l'Île-Tudy, comme c'est déjà le cas à l'Île-de-Bréhat, entre le 1er août et le 1er octobre car ces îles « ne produisent d'autre combustible que le goémon ».
En 1879, le Conseil général du Finistère refuse d'exempter de la contribution personnelle mobilière les habitants de l'Île-Tudy (comme le sont ceux de Sein et de Molène), malgré la demande faite en ce sens par des habitants de la commune approuvés par le conseil municipal, car « l'Île-Tudy est reliée à la terre ferme par deux voies de communication praticables en tout temps et qui ont reçu ces dernières années de notables améliorations ».
En novembre 1892, ouvre le bureau télégraphique de l'Île-Tudy.

#### Les pardons à l'Île-Tudy à la fin duXIXesiècle
Le journal La Lanterne décrit ainsi le pardon de l'Île-Tudy en 1892 :

« C'était le jour du pardon de l'Île-Tudy. (...) L'Île-Tudy n'est pas à proprement parler une île ; c'est un petit village de pêcheurs qui s'avance dans la mer, au bout d'une étroite langue de sable. Dès le matin, les cloches de son église carillonnèrent comme des sourdes. Et de tous côtés affluaient les pèlerins, qui à pied par la langue de sable, qui par eau sur des barques de toutes sortes. Prier, danser et se griser, comme toujours le triple but de leur pèlerinage. À l'aide de ma longue-vue, j'aperçois aussi, au milieu des paysans, sur la côte de l'Île-Tudy, des habitants de la ville voisine et des quelques châteaux d'alentour. Mais ceux-là étaient de simples curieux qui ne devaient ni danser, ni se griser, ni beaucoup prier. »

#### Descriptions de l'Île-Tudy à la fin duXIXesiècle

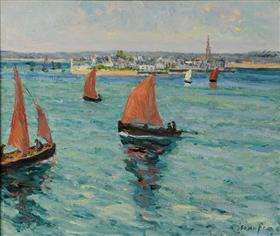
Devant l'Île-Tudy
Maxime Maufra, 1898
Collection privée
Vente 2007

Le journal Le Rappel évoque à deux reprises le rôle des femmes à l'Île-Tudy, la première fois en 1869 (« Le 23 |mai] à l'Île-Tudy se présentait dans la salle du scrutin une petite fille déclarant que son père, occupé à relever ses casiers, l'avait envoyé pour déposer son bulletin de vote. Le bureau reçut le vote ») , la seconde fois en 1888 :

« Tudy, commune de 39 hectares dont 4 seulement sont cultivés, et de 704 habitants des deux sexes, également pêcheurs et aptes aux magistratures municipales, présente cette intéressante singularité que les femmes y partagent les fonctions administratives de leurs époux et pères et M. Pol de Courcy raconte avoir été témoin « d'un mariage civil célébré par la fille du maire, en l'absence de ce magistrat parti pour la pêche du merlu ». »

A. Mahé de La Bourdonnais décrit ainsi l'Île-Tudy en 1892 :

« Les habitants de l'Île-Tudy existent dans un pays qui ne leur offre aucune espèce de production ; ils ne vivent que de poissons, ils sont grands et ne s'allient qu'entre eux. Ils ont communément l'œil bleu, les sourcils et les cheveux noirs ; les femmes, au milieu de l'hiver, sont dans l'eau jusqu'à la moitié du corps pour ramasser des huîtres, des chevrettes, des moules. Trois heures avant le jour, dans les temps les plus froids, mouillées, sans feu, elles attendent l'heure du marché sous la halle de Pont-l'Abbé. Comme tous les peuples isolés, les pêcheurs de l'Île-Tudy méprisent les autres hommes, ils sont très vains, très fiers. Leur île n'a pas une demi-lieue de tour. Ce sont de vaillants pilotes. »

Marius Sepet qui séjourne un mois à l'Île-Tudy en 1894 écrit :

« (...) Il n'y a pas de population plus souriante, plus aimable, plus complaisante pour les étrangers (ce qui n'est pas toujours le cas sur les côtes du Finistère) que la population maritime de l'Île-Tudy. Elle a d'ailleurs de grandes qualités : elle aime, il est vrai le plaisir, mais elle aime aussi le travail. Les femmes y sont laborieuses et complètent vaillamment par de petits et industrieux commerces le gain, hélas ! trop mobile, des hommes qui, tous, sont pêcheurs. La principale ressource, c'est la sardine. Elle n'enrichit pas les Tudiens, mais elle les fait vivre. Les ménages sont pauvres, mais non misérables. (...) La foi chrétienne est encore vivante à l'Île-Tudy. Les bateaux ne sortent point le dimanche. (...) Les Sœurs du Saint-Esprit, qui tiennent l'école des filles, sont une grande sauvegarde. »

### LeXXesiècle

#### La crise sardinière du début duXXesiècleet l'essor de ladentelle

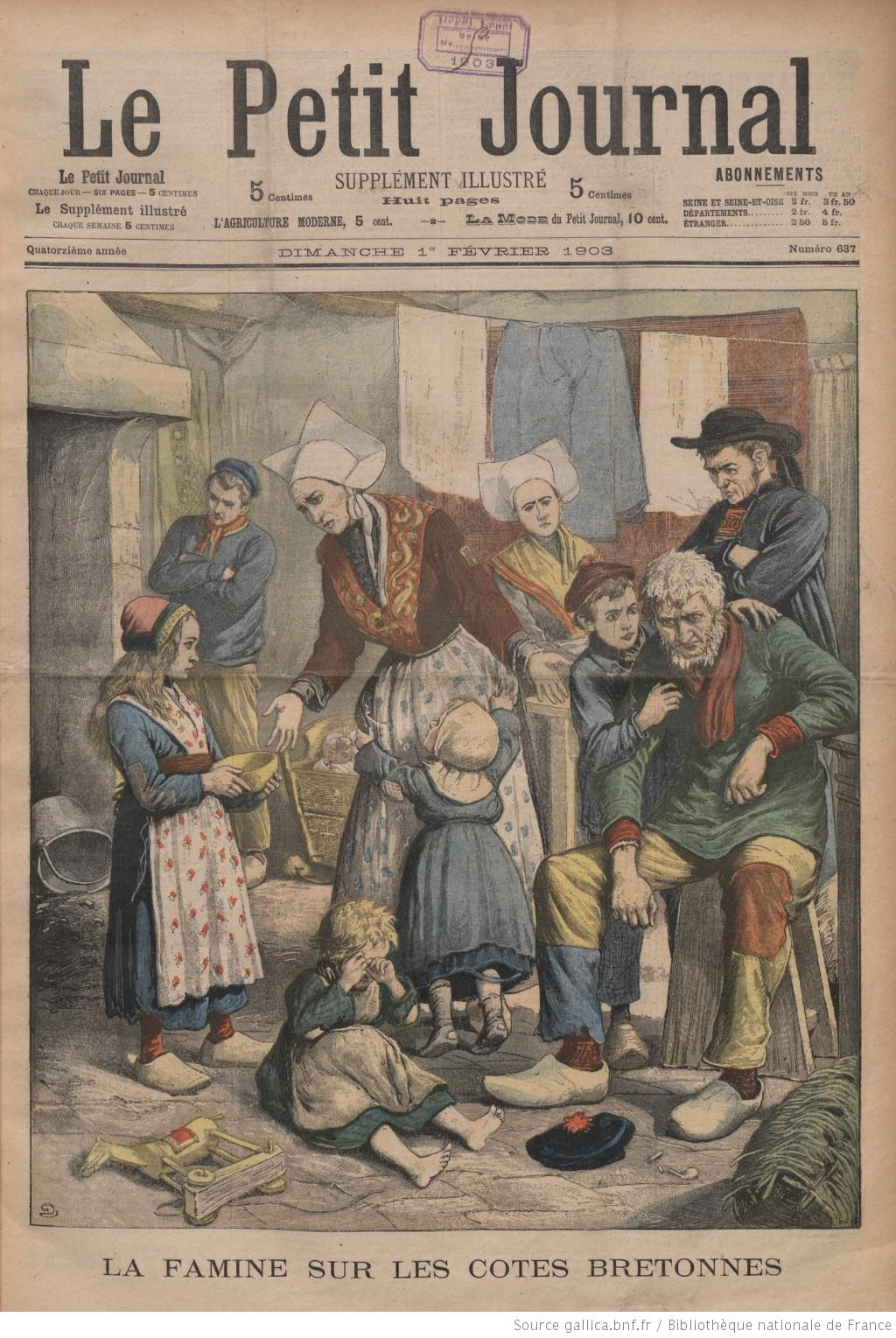
La famine sur les côtes bretonnes (Le Petit Journal. Supplément du dimanche du 1 février 1903).

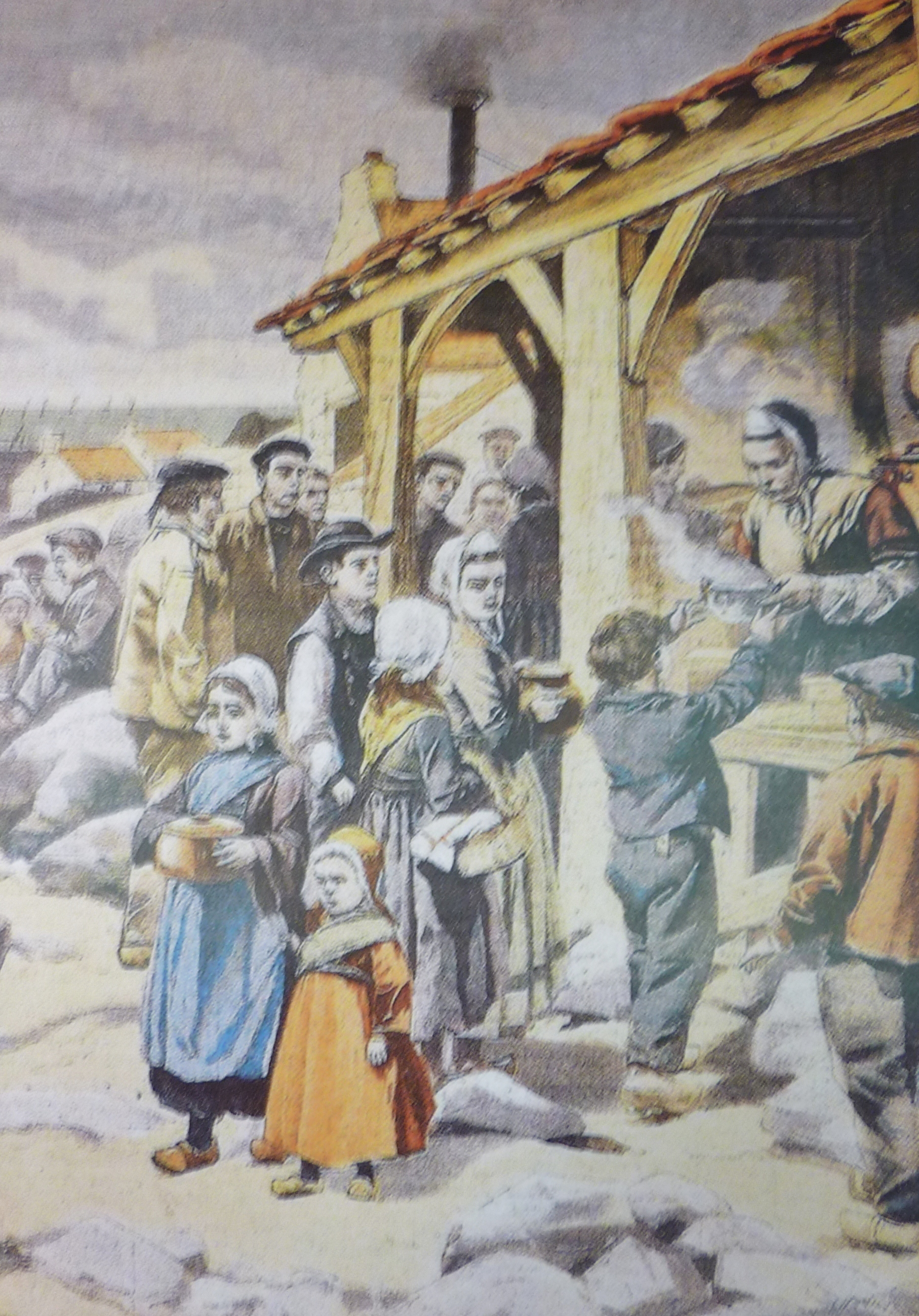
Le fourneau économique de l'Île-Tudy en 1903, lié à la crise sardinière.

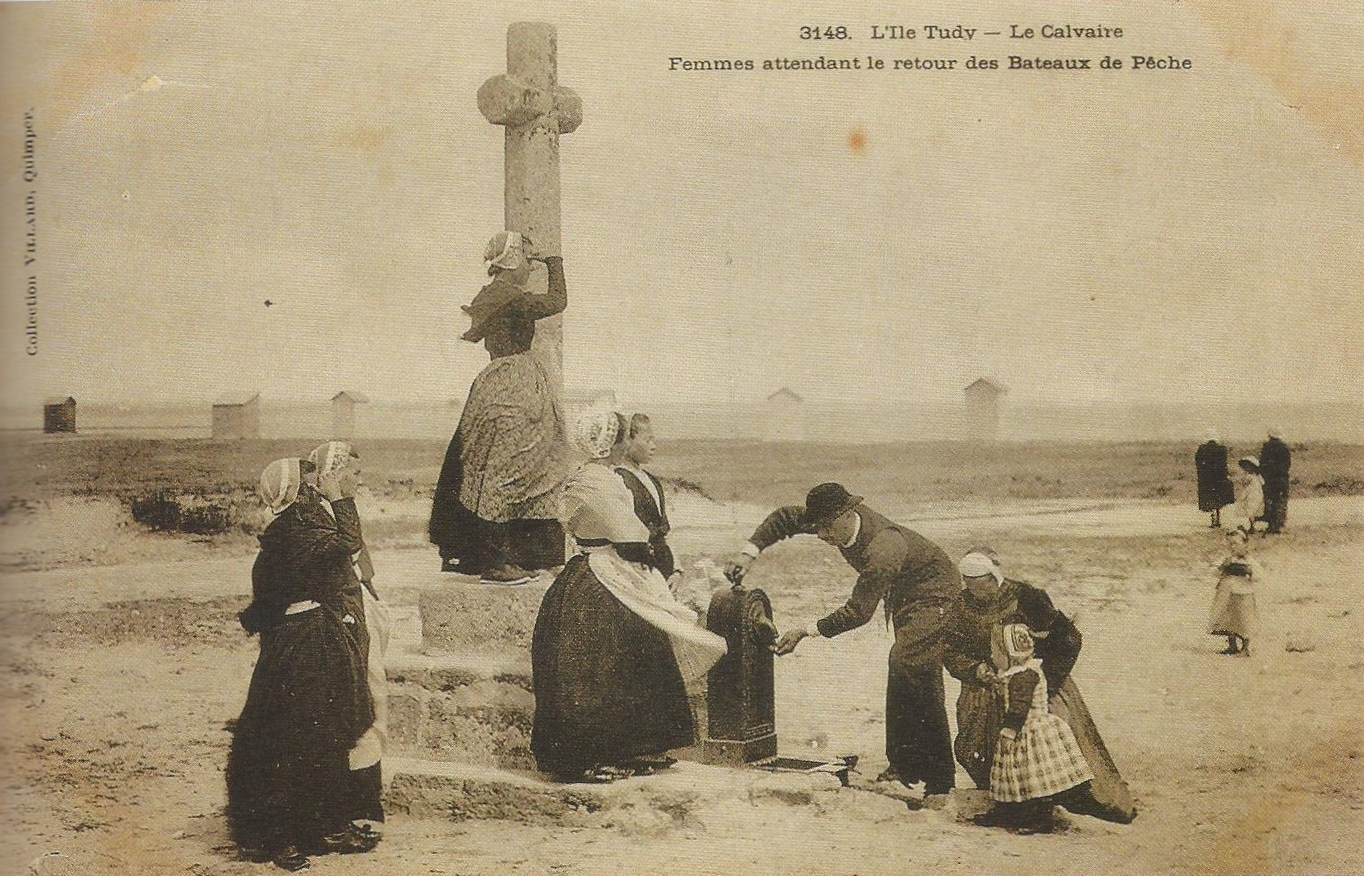
Île-Tudy : Femmes attendant le retour des bateaux de pêche (vers 1930).

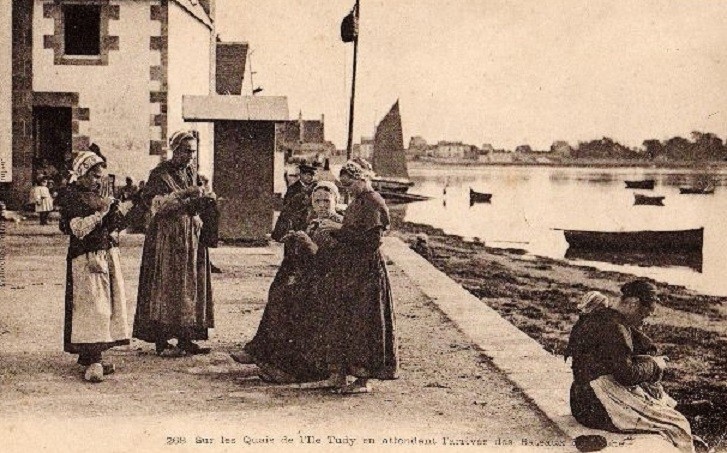
Dentellières à l'Île-Tudy (avant 1920).

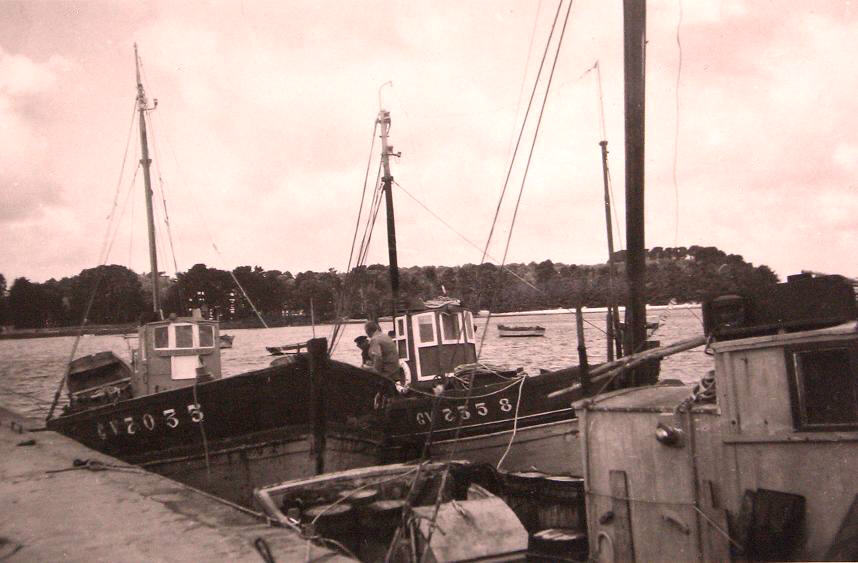
Île-Tudy : chaloupes sardinières à la cale en 1954.

Une nette aggravation des conditions de vie survint avec la crise sardinière, liée à un phénomène climatique de grande ampleur qui fit s'éloigner les sardines des côtes bretonnes et à la surpêche, dans les premières années du XXe siècle, l'année 1902 voyant la fin de l'exploitation de la sardine et la fermeture des conserveries, en dépit d'une tentative de reconversion dans la conserverie des légumes, qui échoua. Elle est surtout connue à Douarnenez, mais eût aussi de graves conséquences dans les autres ports de pêche comme l'Île-Tudy : le journal Le Figaro du 19 janvier 1903 indique qu'« à l'Île-Tudy, sur 400 pêcheurs, 300 sont affamés » et qu'alors qu'un pêcheur ou un ouvrier soudeur gagnait en moyenne 600 francs, une femme employée aux conserveries gagnant en moyenne 150 francs, le salaire est tombé pour les soudeurs à 60 francs et pour les femmes à 12 francs ; le journal Le Petit Illustré du 8 février 1903 en montre un aspect en présentant le "fourneau économique" de l'Île-Tudy à l'époque. Les enfants, les filles surtout, mais les garçons parfois et même les pêcheurs adultes durent tenter de gagner quelque argent en s'adonnant à la dentelle, dont l'industrie prit le relais de la sardine, « y compris à la lumière de la lampe à pétrole jusqu'à dix heures du soir », ce qui provoquait un absentéisme scolaire.
Des "dames patronnesses" de Quimper, de Pont-l'Abbé et de Combrit, installent en 1903 à l'Île-Tudy un atelier de broderie et de confection de dentelle  et en 1905 des religieuses des Filles du Saint-Esprit créent un dépôt de dentelles dirigé par sœur Suzanne Vidélo, (dentelle dite "au point d'Irlande", car l'on fit venir une irlandaise pour apprendre sa technique de fabrication, qui n'est pas la même que la dentelle du reste du Pays bigouden dont le picot est différent); celle-ci transmit son savoir-faire à une femme de l'Île-Tudy, Marie Gouzien, laquelle l'apprit ensuite aux autres femmes ; la maison Pichavant, de Pont-l'Abbé, se chargeait de la commercialisation des dentelles. En 1910, 80 jeunes filles travaillent dans l'atelier-ouvroir, q ui donne en outre du travail à domicile à une centaine de femmes. En 1911, un rapport de l'inspecteur d'Académie conservé aux Archives départementales du Finistère fit étant du développement de l'absentéisme des fillettes qui se livraient à cette activité. À l'Abri du marin du petit port voisin de Sainte-Marine, les mousses apprennent alors à faire de la dentelle… Une îlienne, Madame Julien-Kerrest, reçut même le titre de « Meilleure ouvrière de France ».
Une îlienne témoigne : « Je gagnais cinquante six sous par jour à ce travail, plus que mon mari. J'étais heureuse ; je berçais mon petit du pied, sans quitter l'ouvrage. Mais on a eu de la misère pour attraper le point. C'est vingt sous le carré, et quand on perdait le point... ».
En 1906, l'Île-Tudy compte 275 pêcheurs à bord de 50 bateaux, qui pêchent cette-année-là 151 tonnes de maquereaux, 47 tonnes de sardines, 25 tonnes de poissons divers, 8 tonnes de homards et langoustes, 4,5 tonnes de crevettes.
Des troubles éclatent en 1909 entre usiniers (patrons des conserveries) et pêcheurs à Penmarch, au Guilvinec, à Concarneau, mais aussi à l'Île-Tudy : « vingt soldats, sous les ordres d'un lieutenant, sont envoyés à l'Île-Tudy ». Ce n'est qu'en juillet 1914 que rouvre la conserverie de l'Île-Tudy, les femmes employées ayant une augmentation de salaire, et les pêcheurs obtenant d'être payés désormais au mille (c'est-à-dire au nombre de sardines pêchées) et non plus au poids.
Une caisse d'entraide des pêcheurs, dénommée La Fraternelle, venait aussi en aide aux familles de pêcheurs en difficulté. Une autre association, la Société maternelle de l'Île-Tudy s'occupait des secours aux enfants : son existence est attestée en 1910 (sans doute avant) et elle existait encore en 1926 (sans doute après).
Des marins-pêcheurs de l'Île-Tudy s'aventuraient parfois fort loin : le journal Ouest-Éclair du 18 octobre 1929 cite le capitaine Moysan, de l'Île-Tudy, qui, sur le Joseph Vandewalle, « a découvert de nouveaux bancs de pêche au Groenland ».
Une nouvelle crise de la sardine survient pendant la décennie 1930 : dans un article paru le 20 janvier 1933 et intitulé La grande misère des pêcheurs des côtes bretonnes, le journal Ouest-Éclair décrit la grande misère des pêcheurs du Guilvinec et de Penmarch contraints d'émigrer ou de s'engager dans la Marine nationale et ajoute : « Il faut ajouter aux deux ports précédemment cités ceux de Lesconil, l'Île-Tudy et Sainte-Marine, qui ne sont pas mieux partagés tant s'en faut ». De nombreux habitants durent émigrer vers les ports du littoral atlantique comme Lorient, Saint-Nazaire ou La Rochelle, certaines familles partant travailler aux filatures de Warmeriville près de Reims. Le journal L'Humanité indique par exemple que le 10 juin 1933 six bateaux sardiniers de l'Île-Tudy venus vendre leur pêche, pourtant d'excellente qualité, à Concarneau, n'ont pu trouver preneur et ont dû rejeter près de 100 000 sardines à la mer.
Le journal Ouest-Éclair du 15 février 1933, sous le titre "La grande misère des pêcheurs bretons", évoque le cas d'un ancien pêcheur au long cours de l'Île-Tudy, âgé de 50 ans, Grégoire C.., qui, après avoir « pratiqué la rude pêche de Terre-Neuve », tente de vivre de la petite pêche ; chargé de huit enfants dont le plus jeune a à peine 3 ans, et décrit ainsi sa maison :

« Le logis !... Il faut voir la misérable pièce où s'entasse tout le monde. C'est le taudis dans toute sa laideur, la misère dans toute sa crudité. Trois grabats, une table boiteuse, une minable armoire, trois chaises percées, des murs suintant l'humidité. Et là-dedans une lumière avare pénétrant comme à regret par une unique et étroite fenêtre, l'eau qui dégouline les jours de pluie par le toit et au travers du plafond disjoint, sur les lits et sur le sol en terre battue. (...). »

Deux jours plus tôt, J. Courcuff écrivait dans le même journal : « Que l'on songe qu'à l'Île-Tudy, pour ne citer que ce petit port, la plupart des marins et leurs familles se nourrissent actuellement de coquillages et de pommes de terre ». Évoquant toujours l'Île-Tudy, le même auteur décrit ainsi le port : « Sur le terre-plein, auprès de la cale, devant l'unique hôtel sans clients, quelques pêcheurs déambulent par groupes de deux ou trois, font dix pas sur le trottoir ou au rebord d la chaussée, puis reviennent, et ainsi pendant des heures et des heures, pour tuer le temps, le ventre creux ».
Pendant la décennie 1930, le travail de la dentelle est lui aussi en crise et ne procure plus guère de revenus d'appoint. Le journal Ouest-Éclair du 15 février 1933 écrit, parlant de l'ensemble du littoral du Pays bigouden :

« L'exportation de la dentelle et de la broderie s'est peu à peu tarie. L'Amérique, l'Angleterre, étaient de grandes clientes : elles n'achètent plus rien, ou très peu. Les grands magasins de Paris (...) ne comptent pas. De sorte que la maison Pichavant qui, il n'y a pas encore bien longtemps, achetait aux pêcheurs pour 30 à 40 000 francs de dentelles par semaine, n'en achète plus que pour 2 000 à 3 000 francs au maximum. Les pêcheurs sans gain, leurs femmes et leurs filles réduites au chômage, vous étonnerez-vous encore que la détresse soit si profonde ? »

En 1939, Mlle Toularastel, dentellière à l'Île-Tudy, reçoit le titre honorifique de « meilleure ouvrière de France ». Vers 1950, on comptait encore 200 dentellières à l'Île-Tudy.

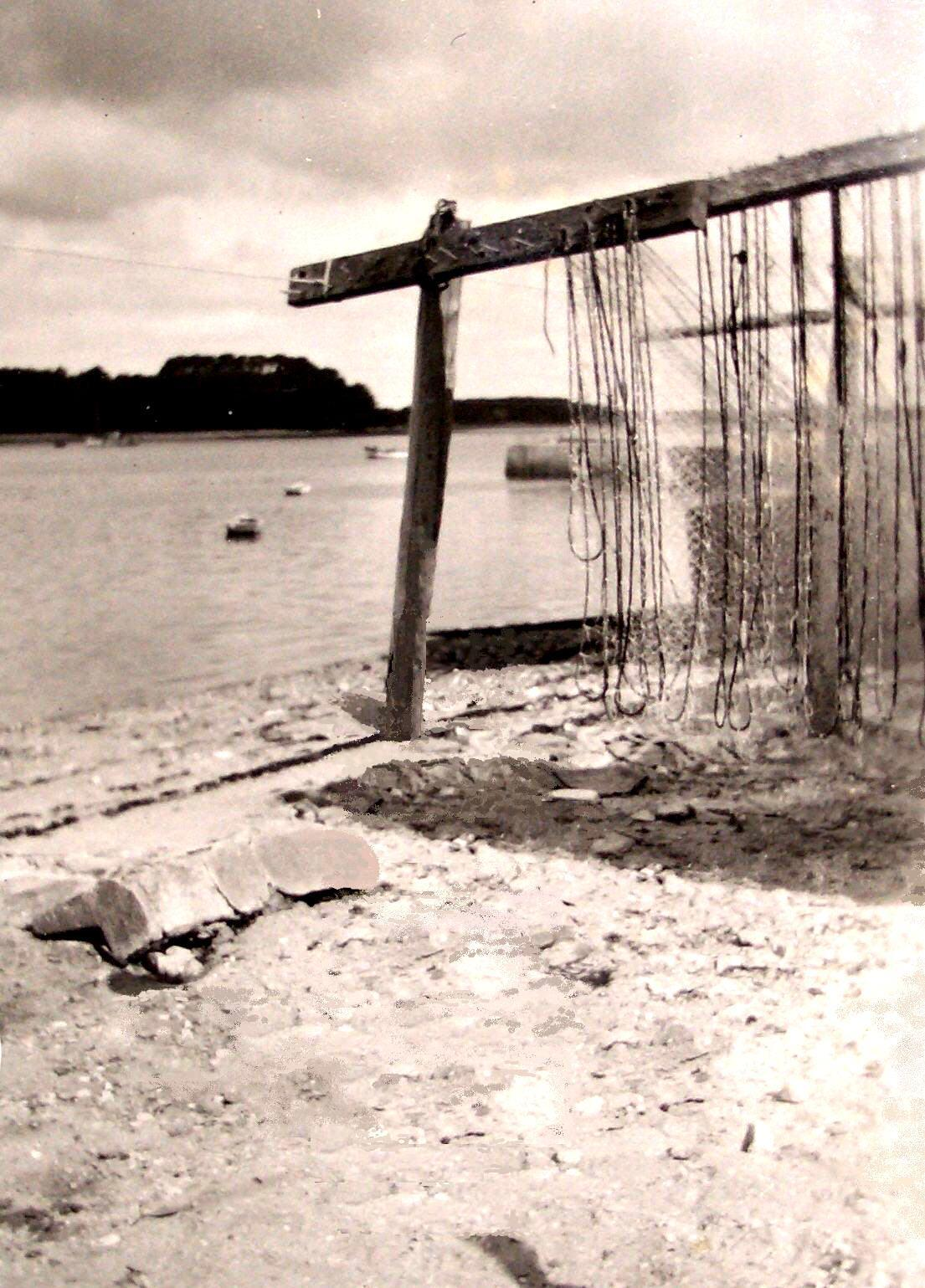
Île-Tudy : filets séchant sur la grève de la petite cale (photo de 1954)

#### Les querelles liées à lalaïcitéau début duXXesiècle
L'école, tenue par les Filles du Saint-Esprit (qui avaient aussi ouvert un bureau de bienfaisance en 1898), est laïcisée le 6 septembre 1902 par arrêté du préfet du Finistère en vertu de la loi du 1er juillet 1901.
Le journal La Croix écrit le 25 septembre 1904 :

« L'institutrice de l'Île-Tudy (Finistère) s'est permis d'enlever les Christ de l'école communale. Aussitôt le fait connu, une protestation signée des pères et mères de famille a été adressée au conseil municipal pour réclamer la réinstallation, sans délai, des emblèmes religieux à l'ombre desquels ils entendent que leurs enfants soient élevés. »

En 1912, l'Île-Tudy fait partie des 32 communes du Finistère qui possèdent une section du Parti socialiste SFIO. La commune a voté à gauche pendant tout le XXe siècle.

#### Un rite religieux: la «procession à la mer»

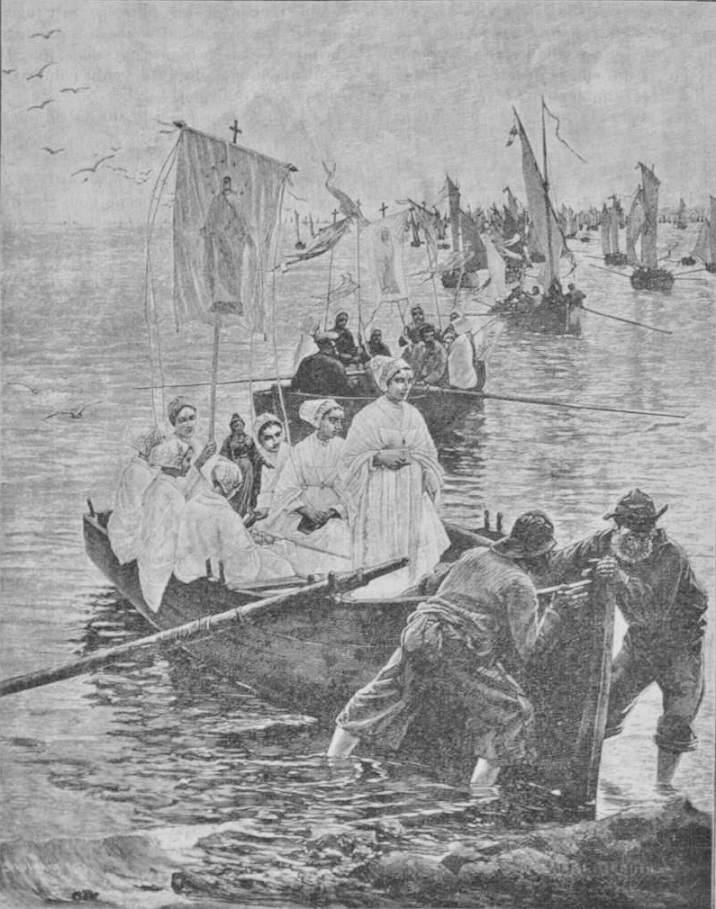
« Procession à la mer » à l'Île-Tudy vers 1905 (dessin de Louis Rivière)

Dans une nouvelle intitulée Anne-Marie, publiée en 1905, Louis Rivière décrit ainsi la « procession à la mer », qui avait lieu après la cérémonie de la Première communion :

« Après la cérémonie l'on part, selon l'habitude, faire la procession à la mer. Les barques qui vont aux sardines attendent sur la plage, avec leurs deux mâts coquettement inclinés sur l'arrière, avec leurs filets verts qui sèchent au soleil. Tout le monde embarque, et les bannières déployées flottent au vent au milieu des voiles brunes. »

#### Le prodige de l'Île-Tudy
En 1906, une fillette de 4 ans, Marie Le Guen, habitant avec ses parents pêcheurs une modeste chaumière à l'Île-Tudy, devint un véritable phénomène, qui fut évoqué dans tous les journaux de la presse parisienne de l'époque. Un hasard naturel qu'elle portait, gravé dans sa cornée de son œil gauche un stigmate qui pouvait se lire comme étant le chiffre 22,4 ; d'aucuns y virent une manifestation surnaturelle et la modeste chaumière devint un temps un véritable lieu de pèlerinage, attirant aussi force curieux ; elle devint célèbre dans toute la Bretagne et son cas fit l'objet de maintes discussions scientifiques et ésotériques.

#### L'«Abri du marin»
L'« Abri du marin » de l'Île-Tudy ouvre en octobre 1908, grâce au prix Monthyon décerné en 1907 à l'Œuvre des Abris du marin créée par Jacques de Thézac. Celui-ci mit l'Abri à la disposition des officiers de la base d'hydravions américains à partir de 1917. Le déclin du port de pêche de l'Île-Tudy entraîna sa fermeture en 1933.
En avril 1914, l' Annick, un dundee langoustier de l'Île-Tudy, se perdit sur la Basse du Lys (près de Camaret), avec son équipage composé de trois hommes, dont le patron Maxime Teurtroy, et d'un mousse. On ne retrouva rien du bateau, ni une épave, ni un cadavre.

#### LaPremière Guerre mondiale

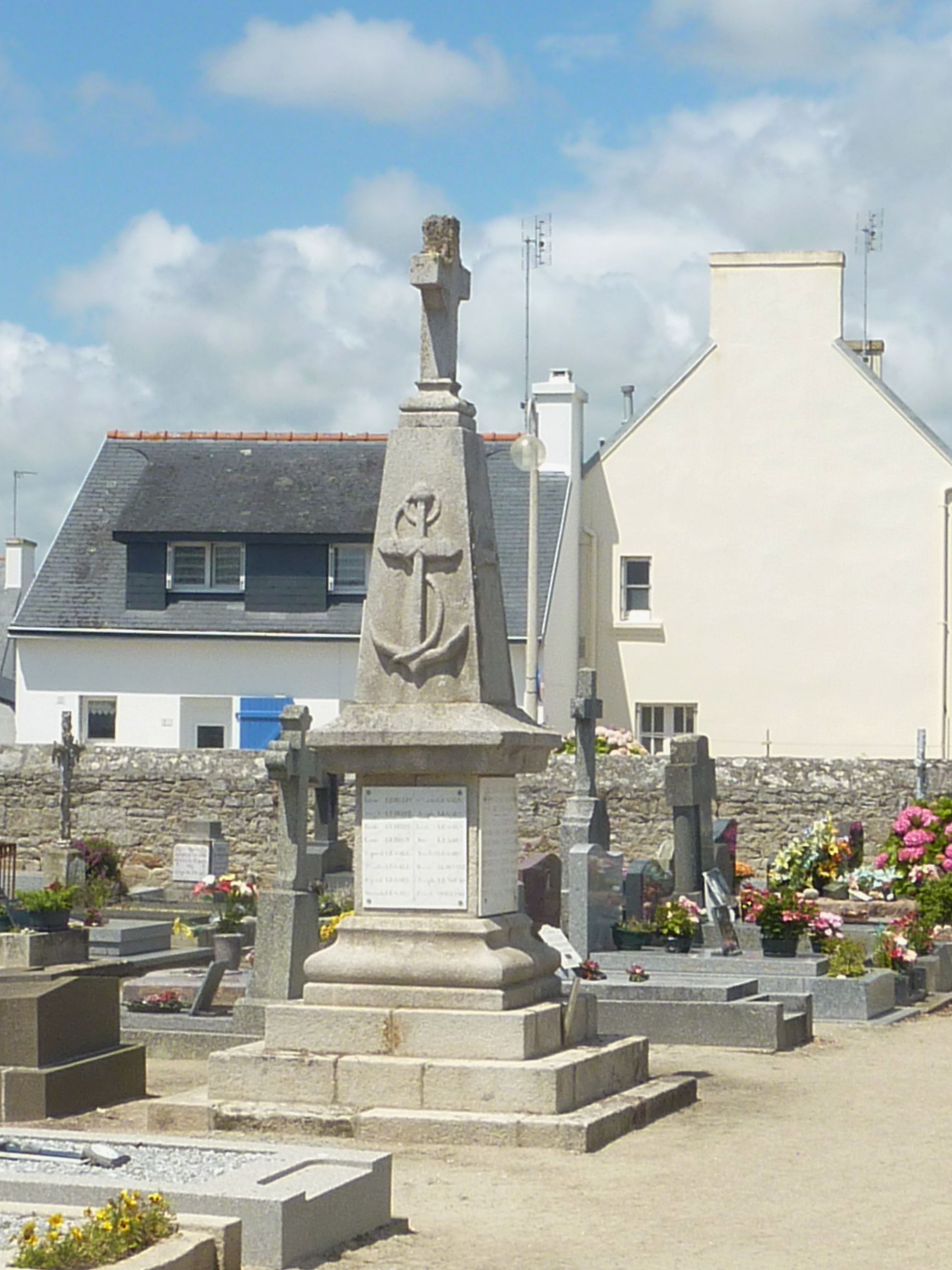
Île-Tudy : le monument aux morts.

Quarante-sept soldats et marins de l'Île-Tudy sont morts pour la France pendant la Première Guerre mondiale. Leur liste est consultable sur un site Internet. Parmi eux, huit ont disparu en mer.
En mai 1924, un quartier-maître originaire de l'Île-Tudy, Toularastel, 21 ans, meurt des suites de ses blessures consécutives à une explosion survenue à bord du cuirassé Patrie en rade des Salins-d'Hyères.

#### La base d'hydravions
Pour protéger les convois maritimes de ravitaillement arrivant des États-Unis et attaqués par les sous-marins U-Boote de la Kriegsmarine, la Marine française décida d'implanter un poste d'attente et d'alerte sur la côte bigoudène : le plan d'eau de L'Anse du Pouldon à l'Île-Tudy fut choisi en raison de sa protection naturelle et de ses facilités logistiques par le Centre d'aviation maritime de Lorient et équipé de 4 hydravions français d'observation, la base étant opérationnelle à partir de juin 1917, la cale de mise à l'eau étant mise en service le 26 septembre 1917. Les officiers étaient logés à l'Hôtel Jehanno et les soldats dans l'ancienne conserverie Béziers, désaffectée en 1911. À partir du 20 octobre 1917, la base est utilisée par la marine américaine qui y implante 12 hydravions Donnet-Denhaut, conçus par François Denhaut, en juillet 1918, puis 21 hydravions Donnet-Denhaut et Curtiss, fabriqués aux États-Unis par la Curtiss Aeroplane and Motor Company, à la veille de l'armistice ; 363 marins américains et pas moins d'une vingtaine d'officiers sont alors affectés à cette base. Les Américains construisirent une nouvelle cale, dite encore aujourd'hui « cale des Américains », pour faciliter la remontée des hydravions amerrissant dans l'anse du Pouldon.
Les hydravions effectuaient des patrouilles de surveillance de l'activité sous-marinière allemande et escortaient les convois maritimes américains. Ils effectuèrent à partir de la base de l'Île-Tudy 1 238 missions de surveillance ou de convoyage et 15 bombardements de sous-marins. Au début du mois de mars 1918, deux aviateurs alliés s'écrasèrent à bord d'un hydravion sur la grève de l'île Chevalier ; l'un avait succombé à ses blessures, l'autre fut retrouvé enfoncé dans un mètre de vase. Le pilote, Shaggs, et son observateur, Bailey, furent inhumés à l'Île-Tudy.

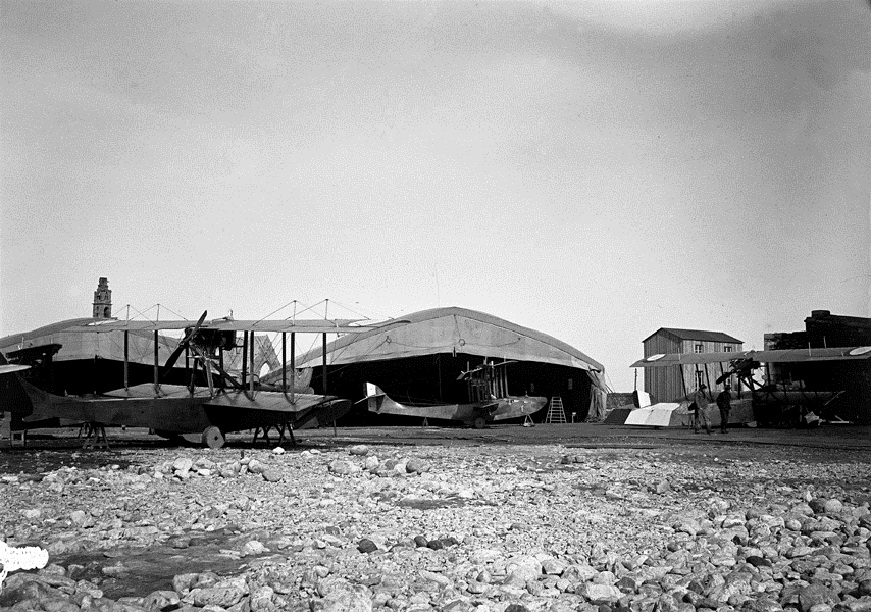
Île-Tudy : hangars de la base d'hydravions (musée départemental breton, fonds Jacques de Thézac).
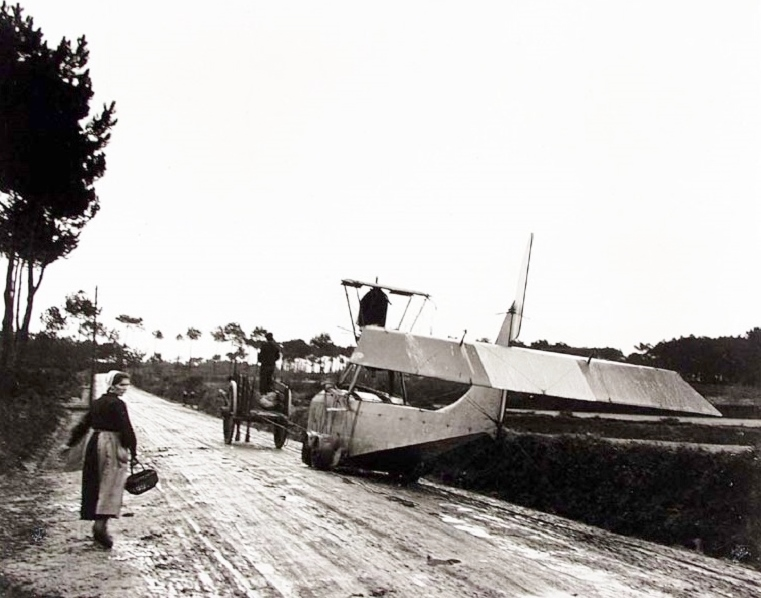
Base d'hydravions de l'Île-Tudy : remorquage d'un hydravion (musée départemental breton, fonds Jacques de Thézac).
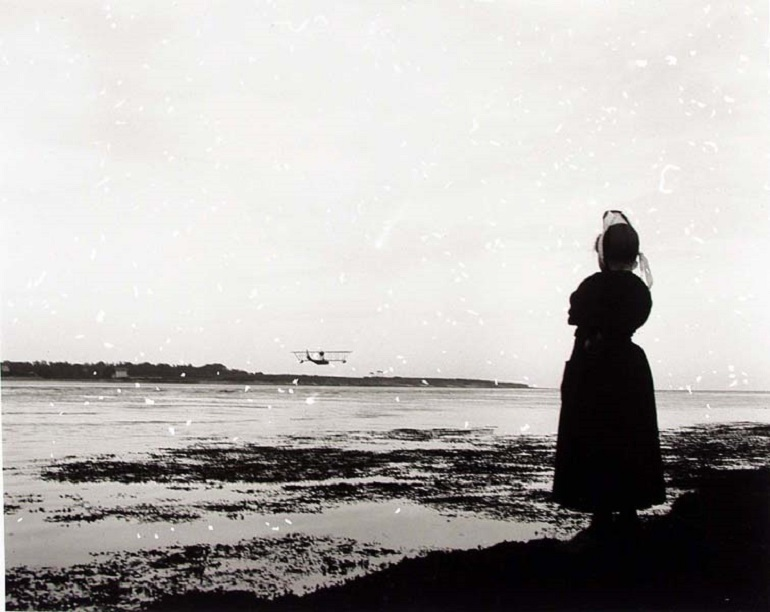
Bigoudène regardant un hydravion amerrir à l'Île-Tudy en 1917 (musée départemental breton, fonds Jacques de Thézac).
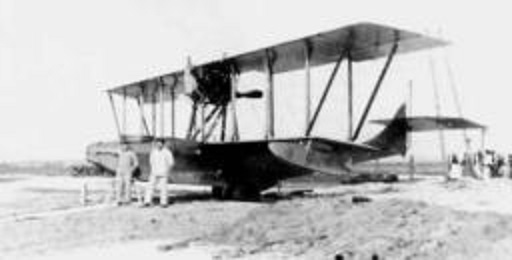
Hydravion Donnet-Denhaut sur le slipway de l'Île-Tudy en 1917.

En 1936 encore, des hydravions utilisaient encore le plan d'eau de l'Île-Tudy si l'on en croît le journal Ouest-Éclair du 4 février 1936 qui évoque l'accident d'un hydravion en rade de Brest « revenant de l'Île-Tudy ».

#### Les débuts du tourisme… malgré les problèmes d'hygiène
Dès 1884 le comte Arthur de Coëtlogon et Maurice de Laubière créent la « Société des régates de l'Île-Tudy-Loctudy », qui attire à la fin du XIXe siècle et au début du XXe siècle la fine fleur de la plaisance française de l'époque, des hommes comme Jacques de Thézac, le fondateur des Abris du marin, Edgar de Broc, châtelain du Perennou en Combrit, le peintre André Dauchez, qui vivait à Sainte-Marine, etc. Une Grande croisière du Sud-Ouest était alors organisée chaque année, commençant à l'Île-Tudy, et se poursuivant ensuite pendant l'été le long des ports de la côte atlantique, les yachts faisant tour à tour escale à Lorient, Saint-Nazaire, Les Sables d'Olonne, La Rochelle, Royan, etc. où des courses-croisières étaient organisées ; de nombreuses notabilités y participent, par exemple le comte Maxence de Polignac, sur son yacht Guimili en 1888. Le journal Gil Blas écrit le 29 juin 1888 : 

« La concentration des yachts se fera le 1er juillet à l'Île-Tudy, où auront lieu les régates organisées par la société locale, présidée par M. le comte de Coëtlogon. Le lendemain sera courue la première épreuve du prix de la Coupe du Yacht-Club de France et le 3, les yachts, divisés en trois séries, feront une course-croisière de l'Île-Tudy à Concarneau et retour. Le 5 ou 6 juillet, départ de la croisière pour Lorient. »

En 1895, Amédée de Lécluse-Trevoëdal devient le président de la Société des régates de l'Île-Tudy. Les marins-pêcheurs de l'Île-Tudy organisaient leurs propres courses. Ces régates prirent fin en 1906 à la suite d'une rixe qui opposa les pêcheurs, plutôt « rouges », aux plaisanciers, plutôt conservateurs, dans le contexte politique tendu de l'époque.
Pierre Laîné fit construire en 1888 le premier hôtel de l'Île-Tudy : l'hôtel Tudy. L'hôtel Jehanno-Coyac, ouvre à la fin du XIXe siècle (il eut notamment pour client Aristide Briand) et en 1911 la famille Joncour ouvre l'hôtel Tudy, qui attira une clientèle aisée (dont des Russes blancs réfugiés) ainsi que des artistes, transformant petit à petit le petit village de pêcheurs en station balnéaire. L'essor du tourisme ne fut possible qu'après le déclin des conserveries, qui répandaient des effluves propres à décourager les baigneurs. En 1924, le nombre des estivants séjournant à l'Île-Tudy est estimé à 200 environ.
En 1923, la municipalité demande l'autorisation de construire quatre cabinets d'aisance sur la plage de l'Île-Tudy et reçoit l'autorisation de les construire « dans des endroits nettoyés par presque toutes les marées ». L'hygiène à l'Île-Tudy laissait à l'époque beaucoup à désirer comme en témoigne cette lettre d'un estivant, parue dans le journal Ouest-Éclair :

« Pourquoi faut-il que l'hygiène la plus élémentaire s'arrête à la levée qui soude l'Île-Tudy à la terre ferme ? (...) La grève qui entoure l'île constitue à elle seule le tout à l'égout : c'est sans importance lorsqu'il y a grande marée, mais en temps de morte eau, c'est un peu différent. Et il faut plaindre alors les pauvres oies qui, seules, sont chargées de la répurgation. Il serait si facile de faire une ou plusieurs fosses couvertes où viendraient s'amonceler les détritus ménagers. Le privilège auxquels tiennent le plus les marins de l'île (...) est celui qui consiste à déposer sur la grève ce qui n'a pas été utilisé dans la digestion. C'est (...) fâcheux pour les enfants qui fréquentent la grève »

La qualité des hôtels était alors médiocre si l'on en juge par la suite de la lettre du même estivant : « Des hôtels dont les propriétaires font de leur mieux. Mais pas assez de confort élémentaire. Nourriture saine, mais insuffisamment préparée ou même insuffisante les jours de coup de feu où l'on mécontente tout le monde ; service défectueux faute d'un personnel assez nombreux et aguerri ; gêne réelle des pensionnaires par suite d'une surpopulation incompatible avec les moyens dont on dispose ».
En 1937, le nombre des estivants à l'Île-Tudy, séjournant tant à l'hôtel que chez l'habitant, est estimé à 500 personnes.
La cohabitation entre marins-pêcheurs et touristes était parfois difficile, comme en témoigne cet article du journal Ouest-Éclair du 5 août 1912 :

« Les premiers jours de la semaine, M. Poiret, demeurant à Paris, actuellement en villégiature à Sainte-Marine en Combrit, s'était rendu à l'Île-Tudy pour senner à la pointe de la Rivière de Pont-l'Abbé. Il était à bord de son bateau de plaisance Nomade dans lequel avaient pris place quelques parents et amis. À bord se trouvaient en outre sept inscrits maritimes. Dès son arrivée à la cale de l'Île-Tudy, toute la population fut sur pied, le sommant de ne pas se servir de son filet. Pour ne pas soulever de difficultés, M. Poiret consulta le garde-pêche Guyader, qui lui répondit que la senne n'était pas un engin de pêche défendu. Avec son équipage, M. Poiret se rendit alors à la pointe de la Rivière de Pont-l'Abbé et se disposait à poser ses filets quand un bateau portant à bord 11 hommes de l'Île-[Tudy], fit voile sur l'embarcation. Ces marins se mirent aussitôt en devoir d'empêcher l'équipage de M. Poiret de pêcher, menaçant de couper la senne et de jeter tout le monde à l'eau. En outre, au moment où l'équipage Poiret quittait les lieux, le bateau leur a intentionnellement coupé la route, risquant ainsi un abordage qui eût pu occasionner des conséquences fort graves et que l'équipage du Nomade n'évita qu'à force d'adresse. La gendarmerie est saisie de cette affaire. »

Une anecdote connue illustre aussi la difficile cohabitation entre « îliens » et touristes : entre 1930 et 1960, les « non-îliens » étaient surnommés « Parisiens » ou « cons », cette dernière expression étant aussi valable pour les Loctudiens.

#### Le cinéma de l'île-Tudy
En 1934, Corentin et Corentin Le Corre, tenanciers du "Café du port" ouvrent une salle de cinéma baptisée "Le Malamock", qui devint célèbre en étant cité au Guinness Book comme ayant la plus petite cabine de projection au monde. Ce cinéma a fermé en novembre 2016.

#### Naufrages et sauvetages
Nombreux furent certainement les naufrages et sauvetages antérieurs à la seconde moitié du XIXe siècle, mais l'histoire n'en a pas conservé la trace, sauf exceptionnellement : par exemple le "Bulletin du commerce" du 14 juillet 1818 nous indique que dans la nuit du 3 au 4 juillet 1818, le chasse-marée Le Hasard, de Bordeaux, se dirigeant sur Brest, heurte une roche près des Glénan, se remplit d'eau, perd sa mâture, a des avaries considérables (il n'est pas réparable) mais des chaloupes de pêcheurs parviennent à le remorquer jusqu'à l'Île-Tudy.
En février 1879, le Saint-Joseph, un bateau de pêche de l'Île-Tudy chavire en mer : le naufrage fait trois victimes et six rescapés, secourus par une chaloupe de secours.
Le 4 octobre 1882 un langoustier de l'Île-Tudy fait naufrage au sud-est de l'île de Penfret perdant ses six hommes d'équipage et son capitaine Julien Bargain. L'îlot rocheux de l'archipel des Glénan situé poche du lieu où s'est déroulé le drame porte depuis le nom de Kastell Bargain en hommage à son capitaine..
Le 18 janvier 1888, le bateau du passeur faisant le service entre l'Île-Tudy et le continent, chavire avec cinq passagers à bord qui, malgré le froid glacial, réussissent tous à nager jusqu'à l'île Garo.
Le 23 janvier 1890, Joseph Le Pempe, pilote à l'Île-Tudy et deux matelots, Eugène Bourlaouen et Joseph Kergoat, inscrits à Quimper, se portèrent dans un canot non ponté, par tempête de sud-ouest et mer démontée, au secours du Caroline-Victoire, de Cherbourg, et réussirent à le conduire, de l'entrée de Bénodet où il risquait de s'échouer, dans la baie de Concarneau où il eut un mouillage plus sûr.
Le 13 janvier 1895, le canot de pêche Le Finistère, de l'Île-Tudy, sombre à deux milles nautiques de l'ouest de la Pointe de Saint-Oual en Loctudy ; les sept hommes d'équipage sont sauvés par les chaloupes Radegonde-Joséphine et Mélin, mais l'un des marins décède des suites de cet accident de mer.
Le 26 avril 1895, le sloop Dieu-nous-protège, de l'Île-Tudy, est jeté à la côte près d'Étel ; cette fortune de mer fait un mort.
Dans la nuit du 1er au 2 octobre 1895, les Deux-Sœurs, un canot de pêche de l'Île-Tudy, disparaît lors d'une tempête avec cinq hommes à bord au large des Glénan ; ce naufrage laisse des veuves et de nombreux orphelins.
Le 25 septembre 1896, les six hommes d'équipage de la chaloupe de pêche Saint-Joseph, du Guilvinec, en perdition à l'entrée du port de l'Île-Tudy, sont sauvés par François Bargain, fils du pilote de l'Île-Tudy et huit de ses camarades, qui réussissent à accoster, malgré la mer démontée, la chaloupe en détresse et à ramener à terre ses six hommes d'équipage.
En février 1900, le Petit-Mousse de l'Île-Tudy, parti à la pêche aux maquereaux avec neuf hommes d'équipage, disparaît corps et biens lors d'une tempête ; ce naufrage fait 8 veuves et 18 orphelins et le 13 février 1900 le Neptune disparaît corps et biens aux alentours des Glénan, faisant cinq victimes.
L'inauguration du canot de sauvetage Augustin-Carré, don généreux d'un anonyme, a lieu le 25 mai 1900, le canot étant solennellement béni ce jour-là par François-Virgile Dubillard, évêque de Quimper. La station de sauvetage de l'Île-Tudy a été mise en service en 1901
Le 1er février 1903, trois bateaux chargés de sable, l' Adolphe-et-Marie, le Notre-Dame-du-Guilvinec et l' Anna, sont jetés à la côte par la tempête et complètement brisés. Les équipages sont sauvés.
Le 30 septembre 1904, les six hommes d'équipage du Brennus, en train de couler devant la pointe de Mousterlin sont sauvés par la Jeanne-Gabrielle de l'Île-Tudy ; ce sauvetage donna lieu à une chanson, dont le texte est consultable intégralement en première page du journal Ouest-Éclair du 29 octobre 1905, sur l'air de La Paimpolaise et dont voici un extrait :
 (...) Sous les coups de mer brisant en rage

 Le patron et ses cinq marins

 Se débrouillaient avec courage

 S'efforçant de tenir sur l'eau...

 Hélas, pauvre gâs, qui vous entendra !!!...

 (...) Mais il est un Dieu qui vous aime

 (Pêcheurs, ne l'oublions jamais)

 Dieu sur ceux du Brennus veillait ..,

 Dans l'ombre voici qu'un bateau surgit

 C'était la Jeanne-Gabrielle

 Que le ciel conduisait à point.

 « Y'a pour sûr du monde qui appelle ! »

 Avait dit le patron soudain. (...)
Le 11 novembre 1905, le bateau de sauvetage de l'Île-Tudy réussit à secourir le pilote et le mousse du bateau-pilote Le Ramier, qui était sorti du port de l'Île-Tudy pour piloter un vapeur anglais, et ne réussissait pas à rentrer au port en raison d'un fort ouragan. Le bateau de sauvetage, commandé par François Bargain, réussit à sauver les deux marins, mais ne put rentrer au port ; il se réfugia à Bénodet et rentra au port de l'Île-Tudy le lendemain.
Le 24 décembre 1906, le canot de pêche Souris, de l'Île-Tudy, sombre au large de la pointe de Combrit. Les trois hommes à bord, deux originaires de l'Île-Tudy et un de Combrit, sont noyés.
Le 2 juillet 1908, le sardinier Perle IV, de l'Île-Tudy, chargé de 4 à 5 000 sardines, coule après avoir chaviré sous l'effet d'une rafale de vent, près de l'entrée du port de Concarneau L'équipage fut sauvé et le bateau renfloué.
Le 11 septembre 1908, Constant Gouzien, de l'Île-Tudy, qui pêchait dans l'Odet, sauva difficilement au péril de sa vie, risquant de s'enliser lui-même, un petit mousse de Sainte-Marine, dénommé Certain, qui s'enlisait dans la vase sur la rive gauche de l'Odet.
Le 1er décembre 1909, le bateau de pêche Marguerite, de Loctudy, chavire à la suite d'un coup de vent entre Bénodet et l'Île-Tudy ; les trois marins naufragés, exténués de froid, furent recueillis par un bateau de pêche de l'Île-Tudy, commandé par Jean-Yves Guinvarch, et ramenés à Loctudy.
Le 30 décembre 1919, le canot Jeanne-d'Arc, de l'Île-Tudy, chavire sur l'Odet dans l'anse de Kerdour où il s'était réfugié pour pouvoir pêcher au chalut malgré la tempête. Tout l'équipage est noyé.
Le 16 août 1920, trois femmes, embarquées à bord du bateau du passeur entre Loctudy et l'Île-Tudy, tombent à l'eau alors que le bateau venait de quitter la cale de Loctudy. Ne sachant nager, elles se seraient noyées si deux d'entre elles n'avaient été secourues par Dominique Guinvarc'h, un marin de l'Île-Tudy et la troisième par un douanier.
Le 17 janvier 1921, le bateau de sauvetage Augustin Carré, de l'Île-Tudy, se porta au secours d'un navire en détresse, le chalutier à vapeur Givenchy, de La Rochelle, échoué par gros temps sur le plateau rocheux de Penhoët à environ 500 m du phare de Landoz, sans parvenir à le renflouer ce jour-là, ce qui fut fait deux jours plus tard grâce à deux remorqueurs de l'État, le Pen Mané et le Hêtre et le Givenchy fut conduit dans le port de Loctudy.
Le 12 avril 1922, alors que la tempête faisait rage, la douane de Bénodet alerte par télégramme la station de sauvetage de l'Île-Tudy : « deux navires sont en danger de faire côte » près de la pointe de Bénodet. Le patron Herry rassemble son équipage et le canot de sauvetage part à leur recherche, en vain. Incapable en raison de l'état de la mer de rentrer à son port d'attache, le canot de sauvetage se réfugie à Bénodet. Les deux bateaux en difficulté avaient réussi à rentrer dans ce même port par leurs propres moyens.
Le 17 novembre 1923, le bateau de pêche Isly, de l'Île-Tudy, chavire près de la Perdrix et les trois hommes qui étaient à bord, réussissent à s'accrocher à leur embarcation et sont sauvés par le Maoutik, commandé par Jean-Marie Adam.
Le 23 mai 1924, la chaloupe Jeanne Augustine, de Loctudy, s'échoue sur la roche Vérez à l'entrée de Bénodet. L'Augustin Carré, bateau de sauvetage de l'Île-Tudy, vient la secourir en dépit du gros temps, mais ne trouve que quelques épaves, la chaloupe venant de disparaître. Son équipage s'était sauvé au moyen d'une petite embarcation.
Le 21 décembre 1925, le bateau du passeur de l'Île-Tudy part à la dérive, sa voile déchirée, et se trouvait non loin des brisants, lorsqu'il est secouru par le canot de sauvetage de l'Île-Tudy, l'Augustin Carré. « Cet événement prouve une fois de plus la nécessité de doter l'Île-Tudy d'une vedette à vapeur qui, par tous les temps, assurerait le service régulier et dans de bonnes conditions entre l'île et le continent » ajoute le journal Ouest-Éclair.
Le 5 avril 1927, La Madeleine, un bateau de pêche de l'Île-Tudy, coule près du phare de Langoz ; l'équipage est sauvé.
Le 4 août 1929, deux marins de l'Île-Tudy, Alain Le Berre, 64 ans, et Alain Toularastel, 23 ans, chavirent à bord de leur plate dans l'anse du Pouldon et allaient se noyer. Ils sont sauvés par un autre pêcheur, François Guinvarc'h, 63 ans.
Le 1er septembre 1930, René Toularastel, pêcheur à l'Île-Tudy, recueillit quatre naufragés entre Bénodet et l'Île-Tudy, au niveau du Téven, partis de Bénodet sur une plate; l'un d'eux, Hee [père] était déjà mort, les trois autres (Hee [fils], Christien et Mandez) ramenés par ce pêcheur de 67 ans à l'Île-Tudy.
Le 21 septembre 1930, le thonier Saint-Laurent-de-Groix sombre à 5 milles au large de l'Île-Tudy ; l'équipage est sauvé, mais un autre thonier de Concarneau, le Roche-des-vins perd deux hommes lors de la même tempête.
Le 21 mai 1931, un goémonier de Loctudy, Yvon Daniel, est renversé par une lame et son bateau coule ; il est sauvé de justesse par le bateau du passeur de Loctudy à l'Île-Tudy qui s'est porté à son secours.
Le 18 janvier 1936, le canot à moteur Passeur, qui assure la traversée entre l'Île-Tudy et Loctudy est abordé par un autre bateau, la Marie-Stella, et coule avec 14 personnes à bord. Toutes furent sauvés.

#### Portrait d'un pêcheur de l'Île-Tudy: «tonton Michel»

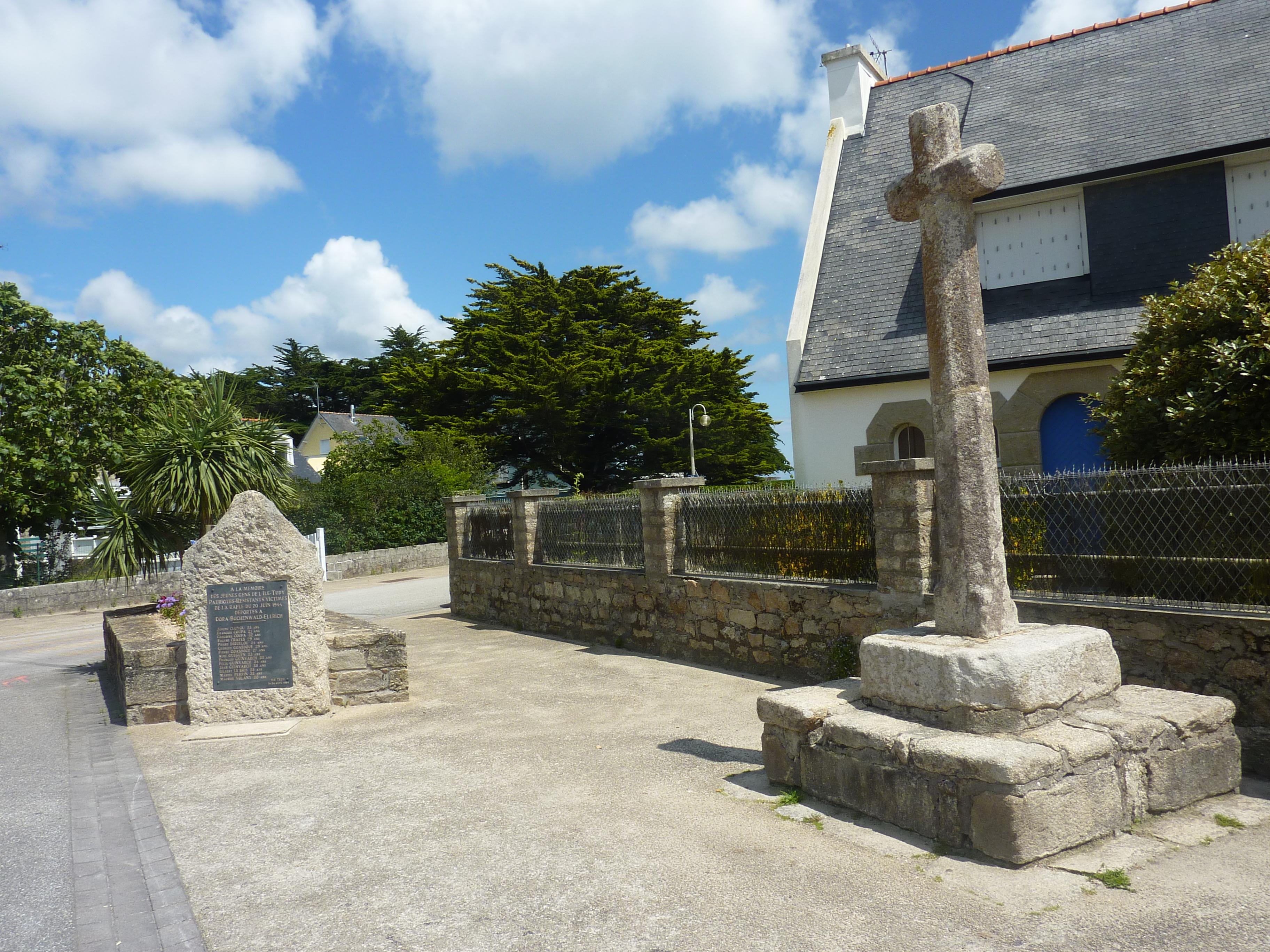
Le monument commémoratif à la mémoire des jeunes gens de l'Île-Tudy déportés le 20 juin 1944.

Le journal Ouest-Éclair publie en 1937 cette description d'un vieux pêcheur de l'Île-Tudy :

« Né en 1854, il a 83 ans bien sonnés. Un brave homme ; tous ceux de l'Île vous le diront. (...) Michel Hélias est né à Sainte-Marine. Il commença la pêche à neuf ans, fut inscrit sur le rôle à dix. Il a connu toutes les pêches, tous les genres de bateaux, depuis les bateaux creux d'antan jusqu'aux rapides pinasses à moteur. (...) Issu d'une famille de marins, il épousa une fille de marins. (...) Il a eu sept enfants dont quatre sont encore vivants, [dont] un fils marin-pêcheur à Kérity-Penmarch. (....) Quatre ans sans permission. Il faisait campagne en Chine et ailleurs. (...) Jusqu'à l'âge de 78 ans, c'était à lui qu'était confié la mission de "tenir debout" à la sardine. Il a cessé cette pêche en 1934. Il a continué aux rougets jusqu'à l'année dernière. Maintenant il se contente des coquillages. Mme Hélias allait, elle, vendre le poisson à pied, à Bénodet. Des médailles ? Ma foi, il a la médaille de sauvetage et le Mérite maritime. »

#### LaSeconde Guerre mondiale
L'épisode de l'opération manquée du Jouet des Flots illustre la précarité des moyens dont disposait le Comité français de Libération nationale pour assurer les liaisons avec la France occupée : le Jouet des Flots était un vieux caboteur à moteur qui transportait des pommes de terre le long de la côte bretonne. Yves Le Hénaff, un lieutenant de vaisseau de retour d'Afrique du nord et chargé de missions spéciales après un  entrainement intensif au Royaume-Uni, l'achète dans le but d'organiser l'évasion d'aviateurs alliés dont les avions avaient été abattus, ainsi que le passage en Angleterre de personnalités de la Résistance dont Pierre Brossolette, Émile Bollaert, Jacques Maillet, Émile Laffon. Les voyageurs sont cachés dans la villa familiale de Le Hénaf et le 2 février 1944 vers 20 heures, son adjoint James Bargain et deux pécheurs de l'Île-Tudy assurent le transbordement des passagers à destination du large d'Ouessant où une vedette anglaise rapide doit venir les prendre ; mais une voie d'eau dans le raz de Sein coule le moteur et les personnes embarquées doivent débarquer discrètement, mais trempées, à Feunten-Aod, une anse abritée près de Plogoff le lendemain vers 8 heures du matin. Les Allemands ayant appris l'échouage du bateau organisent des patrouilles et parviennent à arrêter Pierre Brossolette, Émile Bollaert et Le Hénaff,.
Quatorze jeunes hommes de l'Île-Tudy, à la suite d'une escarmouche les ayant opposés aux Allemands près de l'étang du Corroac'h en Combrit, furent victimes de la rafle du 20 juin 1944 et déportés le 15 août 1944 par le dernier convoi parti de Pantin aux camps de concentration de Dora, Buchenwald ou Ellrich où ils arrivent le 20 août 1944 ; 13 d'entre eux y moururent, un seul en revenant vivant. La Seconde Guerre mondiale a fait par ailleurs cinq autres victimes dont les noms sont aussi sur le monument aux morts de la commune, dont un autre déporté.

#### Après laSeconde Guerre mondiale
Auguste Dupouy décrit ainsi l'Île-Tudy en 1944 :  « L'Île-Tudy, qui eût jusqu'à quatre-vingts canots sardiniers, n'en a plus qu'une dizaine. Que ce port était pur, il y a seulement un quart de siècle ! Le tourisme l'a banalisé. Ses maisons de marins, toutes simples et si avenantes avec leurs jardinets fleuris de reines-marguerites et de dahlias, s'effacent d'année en année devant les bicoques de villégiature ».
À partir de la décennie 1950, de nombreuses maisons furent construites à l'entrée de l'Île-Tudy, à la périphérie nord-est de l'agglomération, en direction du « Sillon » et de l'étang de Kermor, dans le quartier dénommé « La Cité », mal protégé par le fragile cordon de dunes et situé en zone inondable. La forte pression foncière de l'époque, et des décennies suivantes, fut surtout liée à la demande de construction de résidences secondaires liées à la proximité des plages et à la qualité des sites. Désormais les  prix ont flambé à l'Île-Tudy, la moindre villa y coûte plus de 400 000 euros.
En septembre 1957, 300 femmes de l'Île-Tudy et des environs entourent 4 ostréiculteurs venus du Morbihan et de Vendée pour les empêcher de développer leur activité sur les zones sableuses de la Rivière de Pont-l'Abbé car celles-ci sont depuis un temps immémorial une source d'activité et de revenus pour les femmes qui y pêchent les coquillages.
Le 30 novembre 1960 est créée l'Union nautique populaire Quimper Île-Tudy, dont le président est François Trellu, association affiliée à la Fédération des Œuvres laïques du Finistère et dont le siège est fixé à la mairie annexe de Quimper-Kerfeunteun. L'école de voile, située « rue des Mousses », a ouvert en 1961. La municipalité de l'Île-Tudy achète en 1962 l'ancienne conserverie Divanac'h et la loue à l'association : c'est le début du centre nautique de l'Île-Tudy, doté en 1966, après de gros travaux, d'un internat. L'acquisition des locaux d'une autre ancienne conserverie permet à l'école de voile de développer des classes de mer. La ville de Quimper ayant décidé en 2004 de ne plus subventionner le centre, celui-ci prend en 2005 le nom de centre nautique Île-Tudy.

### LeXXIesiècle
L'Île-Tudy a été retenu en 2024 pour représenter la Bretagne dans le cadre de l'émission télévisée Le Village préféré des Français.

## Politique et administration
| Période                                  | Période  | Identité                       | Étiquette   | Qualité                                            |
| ---------------------------------------- | -------- | ------------------------------ | ----------- | -------------------------------------------------- |
| 1793                                     | 1803     | Jean Rozen                     |             |                                                    |
| 1803                                     | 1807     | Tudy Cariou                    |             |                                                    |
| 1807                                     | 1812     | Jean Rozen                     |             |                                                    |
| 1812                                     | 1823     | Jean-René Furic de Keguiffinan |             |                                                    |
| 1823                                     | 1829     | Pierre Le Cleach               |             |                                                    |
| 1829                                     | 1849     | Dominique Montfort             |             |                                                    |
| 1849                                     | 1854     | Jean-Marie Divanac'h           |             |                                                    |
| 1854                                     | 1857     | Jean-François Jegou            |             |                                                    |
| 1857                                     | 1863     | Jean-Marie Divanac'h           |             |                                                    |
| 1863                                     | 1863     | Jean-Marie Le Pempe            |             |                                                    |
| 1863                                     | 1886     | Guillaume Le Maître            |             |                                                    |
| 1886                                     | 1896     | François Le Corre              |             |                                                    |
| 1896                                     | 1906     | Charles Séchez                 | Républicain |                                                    |
| 1907                                     | 1919     | Jean Cariou                    |             | Chevalier de la Légion d'honneur en janvier 1912   |
| 1919                                     | 1925     | François Boschet               |             |                                                    |
| 1925                                     | 1933     | Joseph Adam                    | Rad-Soc     | Maître Voilier. Décoré officier d'Académie en 1933 |
| 1933                                     | 1941     | Juste Boulais                  | Rad-soc     | Employé de préfecture                              |
| 1941                                     | 1945     | Félix Joncour                  |             | Marin-pêcheur                                      |
| 1945                                     | 1947     | François Le Maître             | PCF         | Marin-pêcheur                                      |
| 1947                                     | 1953     | Auguste Le Gars                | PCF         | Marin-pêcheur                                      |
| 1953                                     | 1959     | François Le Maître             | PCF         | Marin-pêcheur                                      |
| 1959                                     | 1989     | Auguste Feunteun               | SFIO→PS     | Inspecteur Central des PTT                         |
| 1989                                     | 2014     | Daniel Gloaguen                | PS          | Agent des PTT                                      |
| 2014                                     | En cours | Éric Jousseaume                | DVG         | Fonctionnaire                                      |
| Les données manquantes sont à compléter. |          |                                |             |                                                    |

## Héraldique
| Blason de Île-Tudy | Blason  | D’argent au poisson contourné de gueules.        |
| Blason de Île-Tudy | Détails | Le statut officiel du blason reste à déterminer. |

## Démographie
| 1793 | 1800 | 1806 | 1821 | 1831 | 1836 | 1841 | 1846 | 1851 |
| ---- | ---- | ---- | ---- | ---- | ---- | ---- | ---- | ---- |
| 204  | 182  | 177  | 322  | 292  | 312  | 298  | 311  | 370  |

| 1856 | 1861 | 1866 | 1872 | 1876 | 1881 | 1886 | 1891  | 1896  |
| ---- | ---- | ---- | ---- | ---- | ---- | ---- | ----- | ----- |
| 426  | 525  | 572  | 618  | 704  | 794  | 912  | 1 060 | 1 110 |

| 1901  | 1906  | 1911  | 1921 | 1926 | 1931 | 1936 | 1946 | 1954 |
| ----- | ----- | ----- | ---- | ---- | ---- | ---- | ---- | ---- |
| 1 240 | 1 230 | 1 104 | 900  | 852  | 795  | 719  | 704  | 629  |

| 1962 | 1968 | 1975 | 1982 | 1990 | 1999 | 2006 | 2011 | 2016 |
| ---- | ---- | ---- | ---- | ---- | ---- | ---- | ---- | ---- |
| 701  | 634  | 541  | 552  | 518  | 611  | 679  | 748  | 746  |

| 2021 | 2022 | - | - | - | - | - | - | - |
| ---- | ---- | - | - | - | - | - | - | - |
| 741  | 745  | - | - | - | - | - | - | - |

Commentaire : La population de l'Île-Tudy a connu une évolution très contrastée : le XIXe siècle a été une période de croissance démographique quasi continue (sauf pendant les guerres de la Révolution et de l'Empire) et forte, la population étant multipliée par six entre 1793 et 1901, année du pic démographique avec 1240 habitants. Le recensement de 1901 comptabilise 288 marins sur une population totale de 1 240 habitants. La plupart des familles étaient alors de 6 ou 7 enfants, voire plus. Par contre au XXe siècle, la population communale connaît un déclin quasi-continu jusqu'en 1990, perdant un peu plus de la moitié de sa population en 89 ans entre 1901 et 1990, en dépit d'un léger rebond temporaire pendant la décennie 1960. Cette évolution démographique contrastée s'explique bien sûr par les changements économiques survenus, l'Île-Tudy ayant été un port prospère au XIXe siècle avant de connaître une grave crise économique au XXe siècle. Toutefois, depuis 1990, un nouvel essor démographique est sensible, la commune gagnant 211 habitants entre 1990 et 2010 (+ 40,7 % en 20 ans) en raison de la relative proximité de Quimper, de nombreux nouveaux habitants étant des migrants pendulaires travaillant dans l'agglomération quimpéroise (ce qui a été facilité par la mise en service de la route transbigoudène Quimper-Pont-l'Abbé, désormais une voie express) et de l'attractivité littorale, y compris pour des retraités venus s'installer là pour finir leurs jours. La pénurie de terrains constructibles en raison des risques d'inondation limite toutefois ce nouvel essor démographique.
La commune a connu un solde naturel négatif pendant les trois premiers quarts du XXe siècle en raison d'une forte émigration (- 0,9 % l'an encore entre 1968 et 1975), mais depuis 1975, la commune connaît désormais une assez forte immigration nette (+ 2,3 % l'an entre 1999 et 2010). Par contre son solde naturel reste négatif, variant selon les intervalles intercensitaires entre - 1,4 % l'an et - 0,5 % l'an entre 1968 et 2010. En raison de sa structure par âge vieillie (en 2010, les 65 ans et plus représentaient 28,5 % de la population totale, alors que les 0 à 19 ans n'en représentaient que 18,1 %), le taux de mortalité (15,8 pour mille entre 1999 et 2010) est presque le double du taux de natalité (8,9 pour mille pendant la même période).
La situation littorale de l'Île-Tudy et sa forte et croissante attractivité balnéaire expliquent la très forte proportion des résidences secondaires (1 068 en 2010, soit presque 74 % du total des logements) par rapport aux résidences principales (376 en 2010) ; en 2018 Île-Tudy est la commune du département du Finistère ayant la plus forte proportion de résidences secondaires (71,1 %). Le nombre des logements a été multiplié par 2,5 entre 1968 et 2010, mais essentiellement au profit des résidences secondaires, dont le nombre a été multiplié par plus de 4 pendant la même période.
L'Île-Tudy est en 2017 la commune du Finistère où les retraités ont le niveau de vie le plus élevé (revenu imposable de 31 940 euros par ménage).

## Monuments et sites
- L'église Saint-Tudy : sa partie orientale et son porche datent du XVe siècle, mais le reste date de sa reconstruction au XVIIIe siècle par Étienne Bigot (le grand-père de Joseph Bigot) et sa partie occidentale de 1877, l'architecte étant alors Joseph Bigot. Son gros œuvre est en granite taillé ; sa nef, assez obscure, est à quatre travées et recouverte de lambris peints en bleu. Son clocher possède une chambre de cloches ajourée amortie d´une flèche octogonale ajourée[212]. Son grand porche appelé « porche du baptême » est caractérisé par son arc brisé et ses voussures[213].

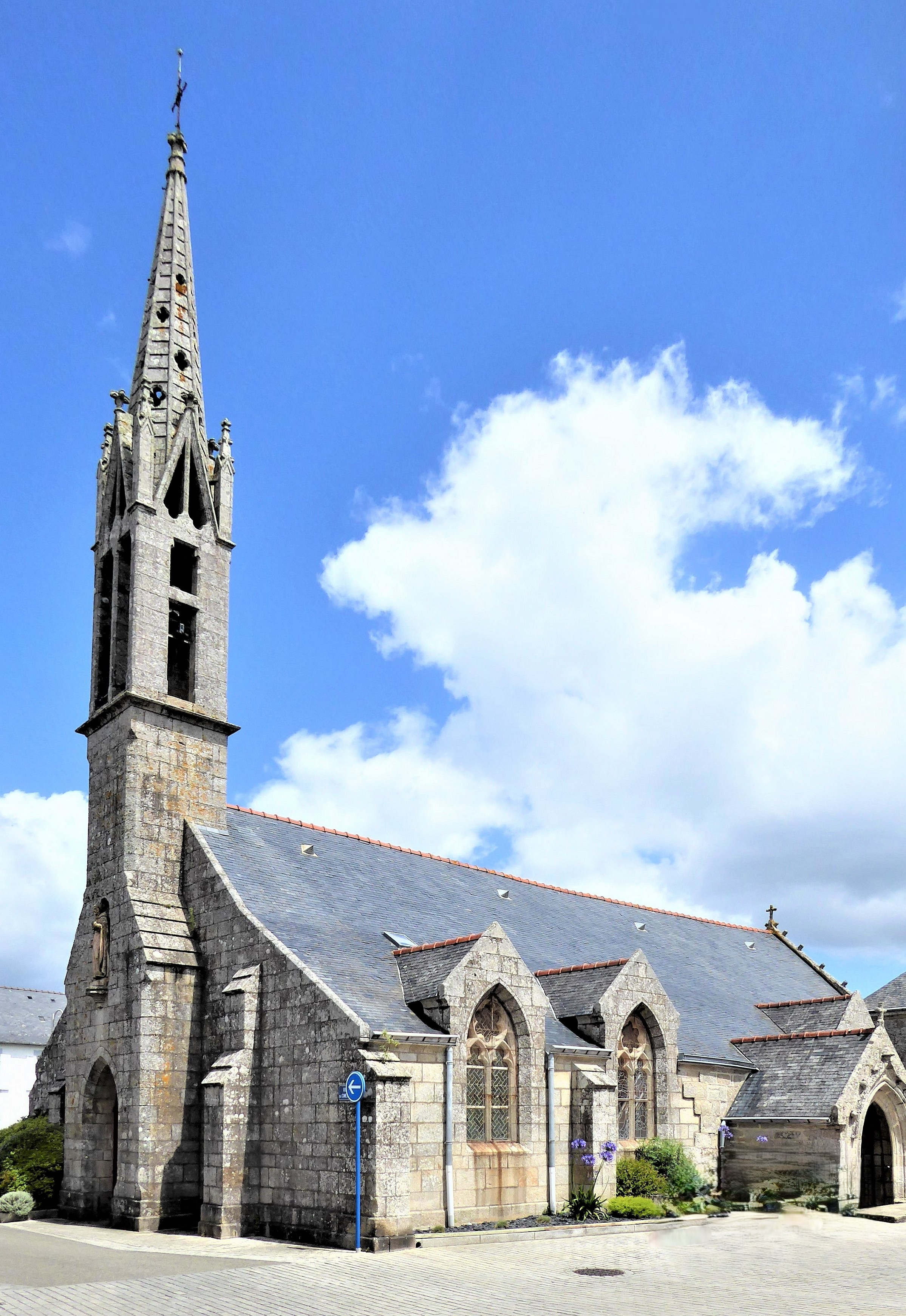
Île-Tudy : l'église paroissiale Saint-Tudy (XVe siècle, en granite).
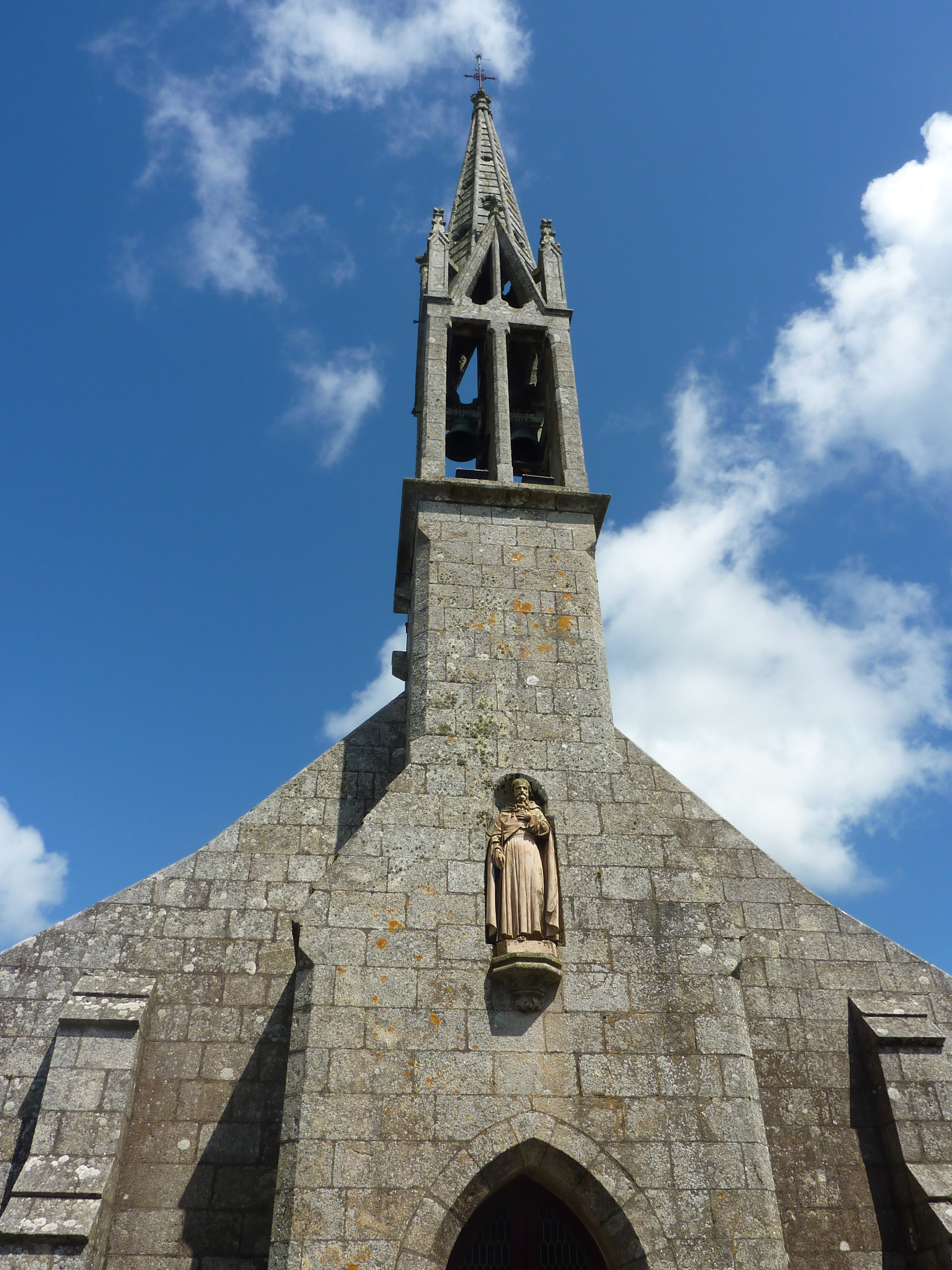
Île-Tudy : la façade de l'église paroissiale.
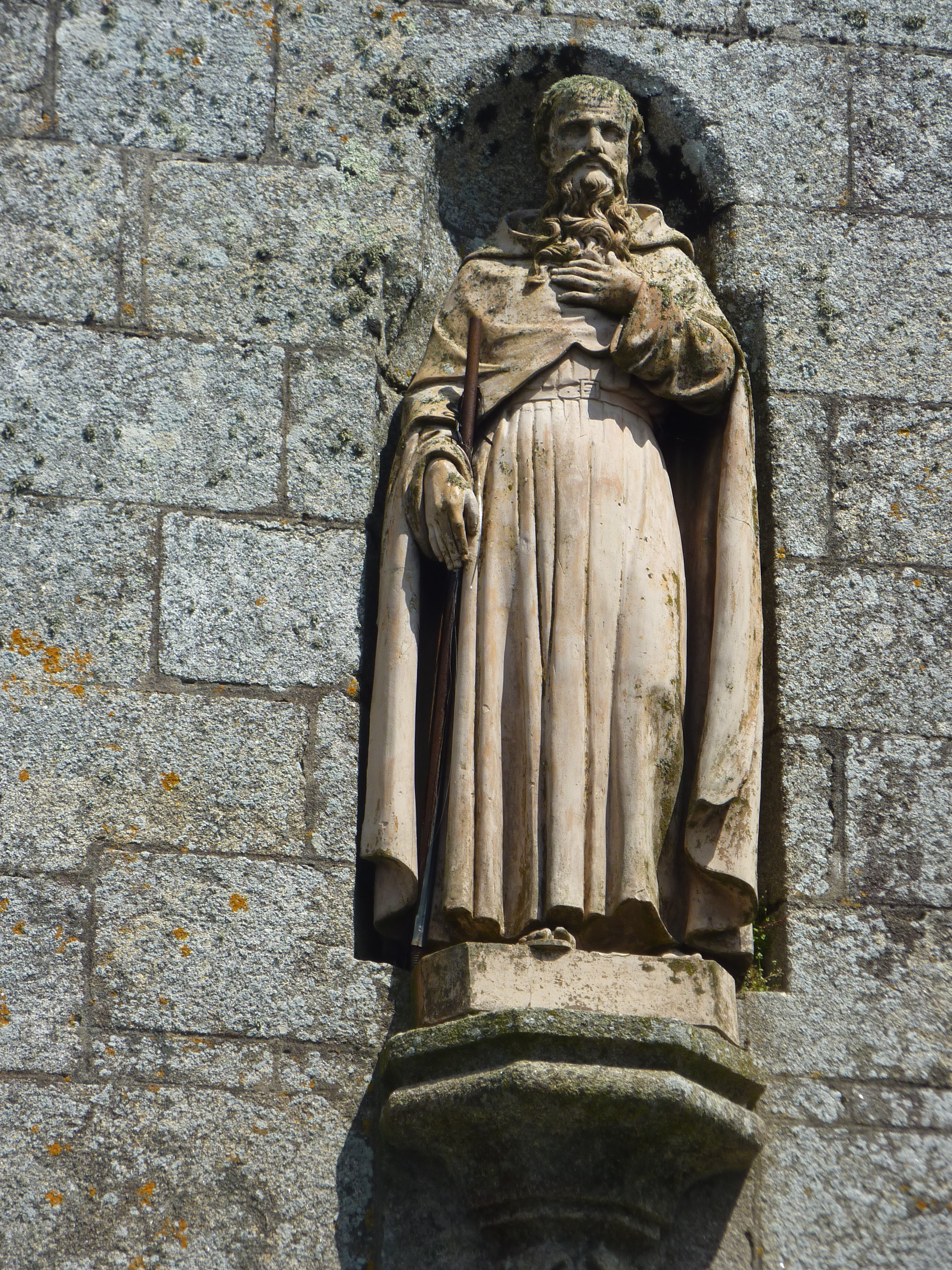
Île-Tudy : statue de saint Tudy (XVIIe siècle) située sur la façade de l'église paroissiale.
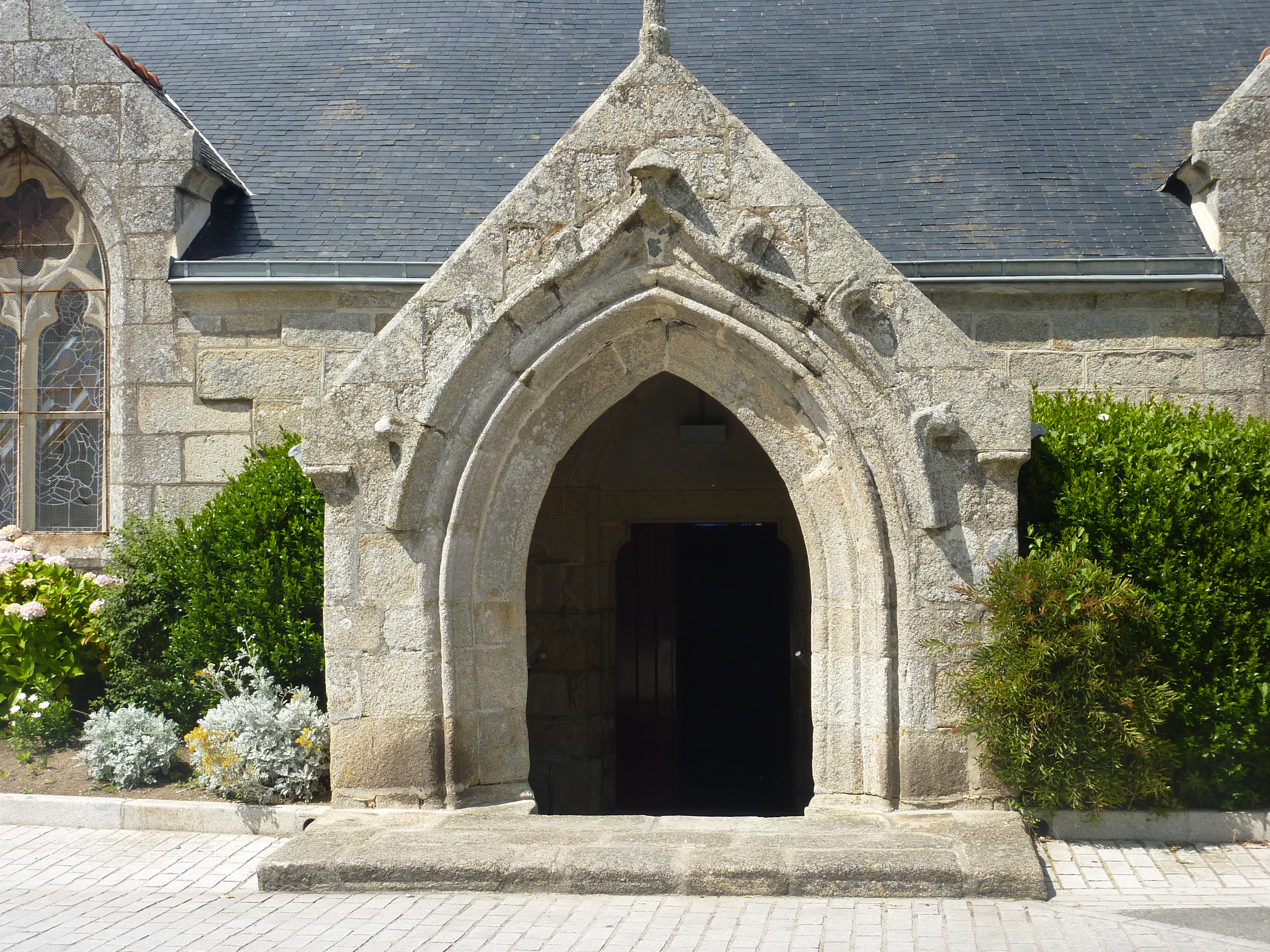
Île-Tudy : le porche de l'église paroissiale Saint-Tudy.
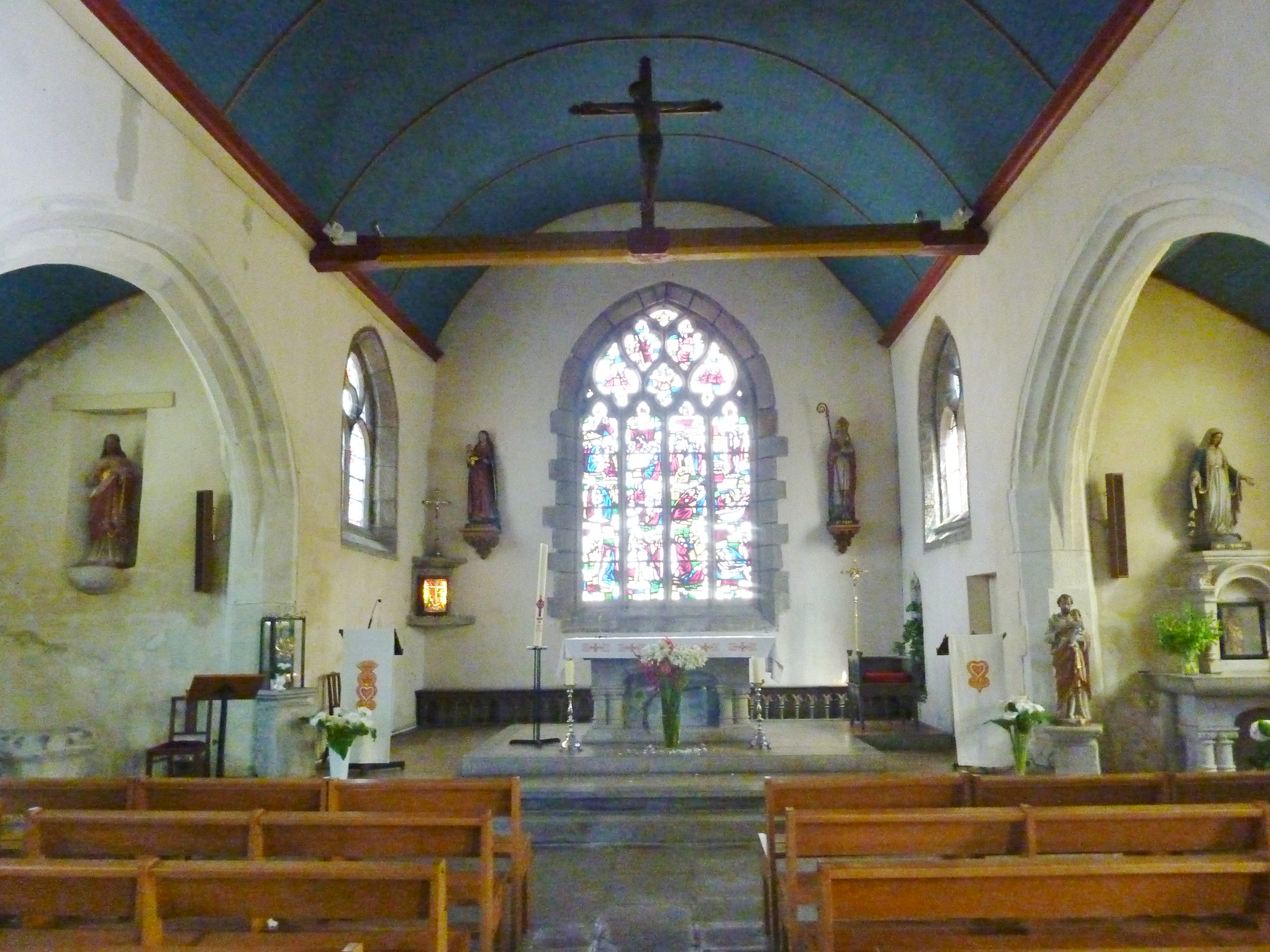
Île-Tudy : la nef, le chœur et le maître-autel de l'église paroissiale.
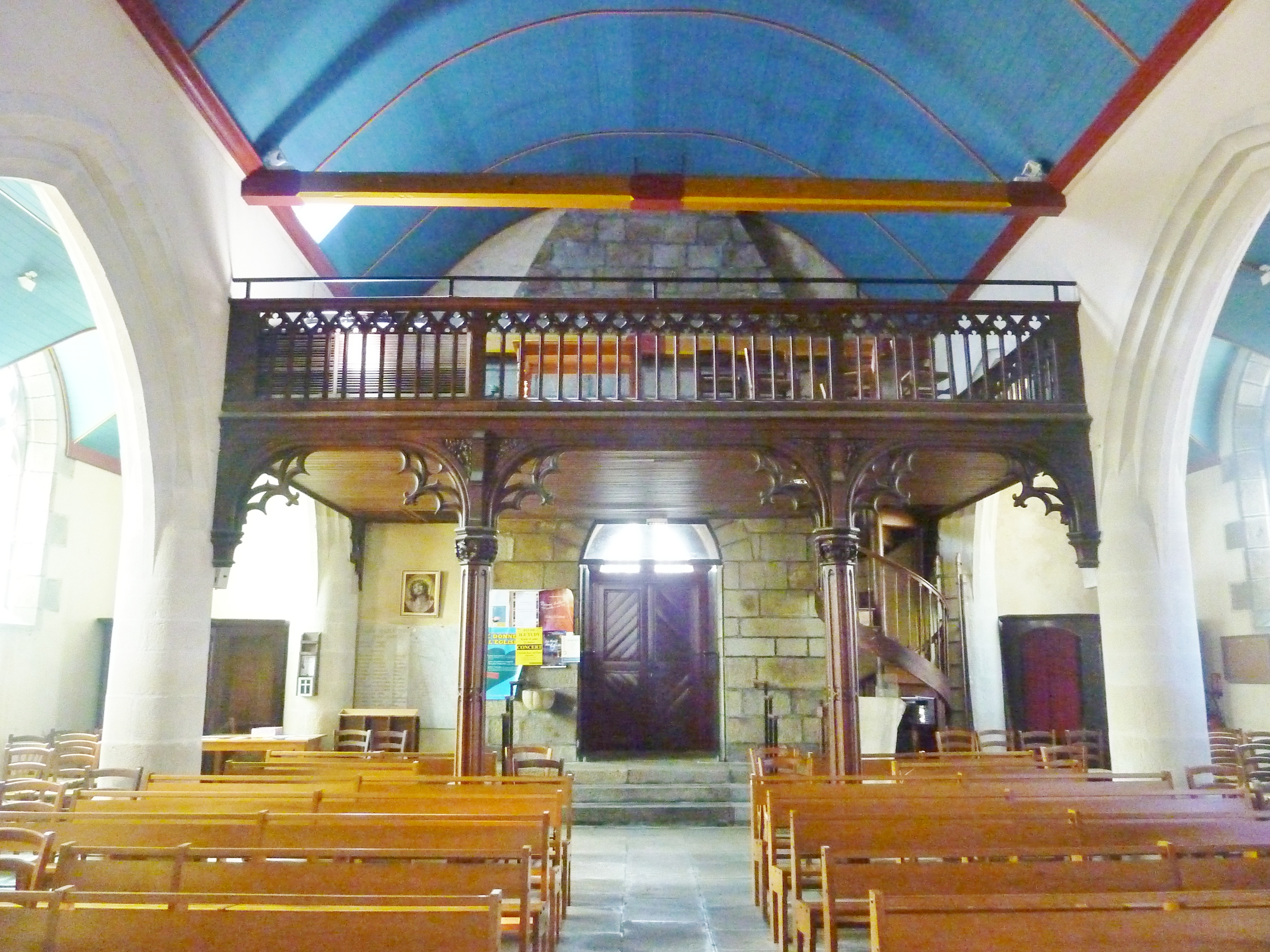
Île-Tudy : la tribune et le fond de l'église paroissiale.
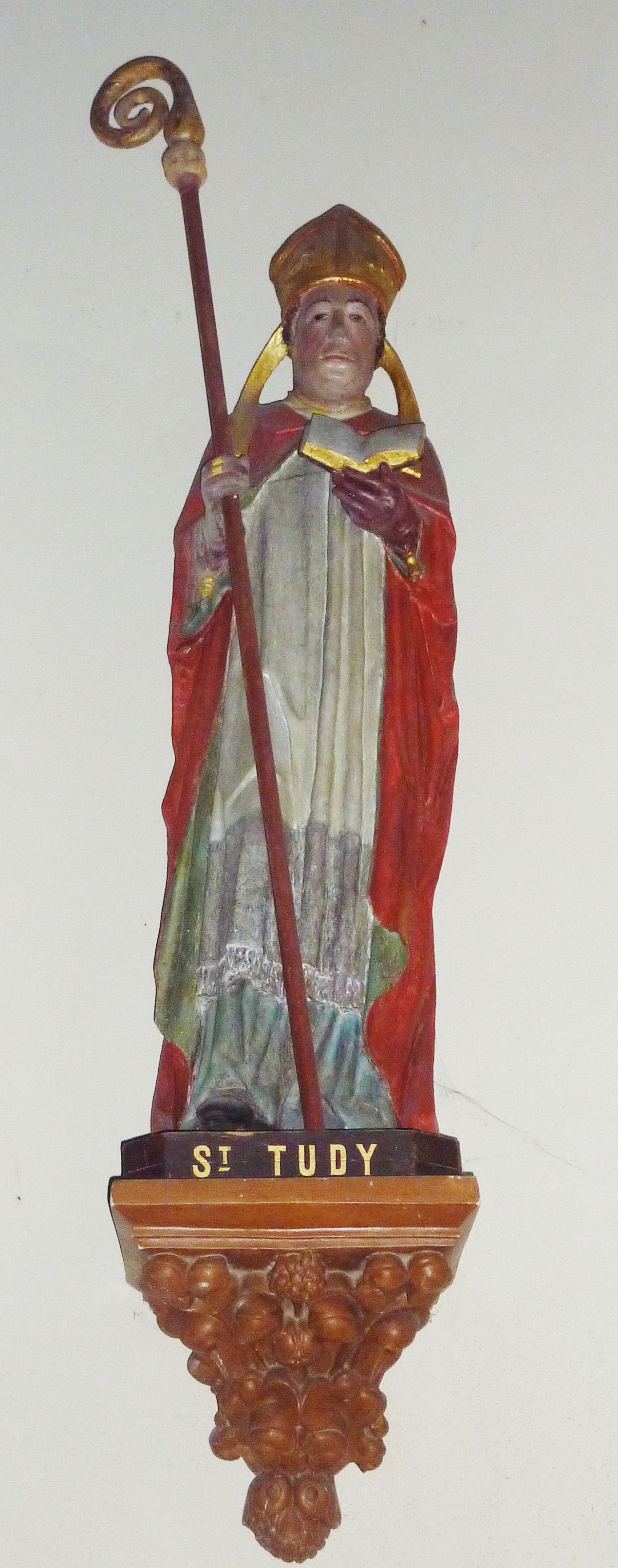
Île-Tudy : église paroissiale, statue de saint Tudy.
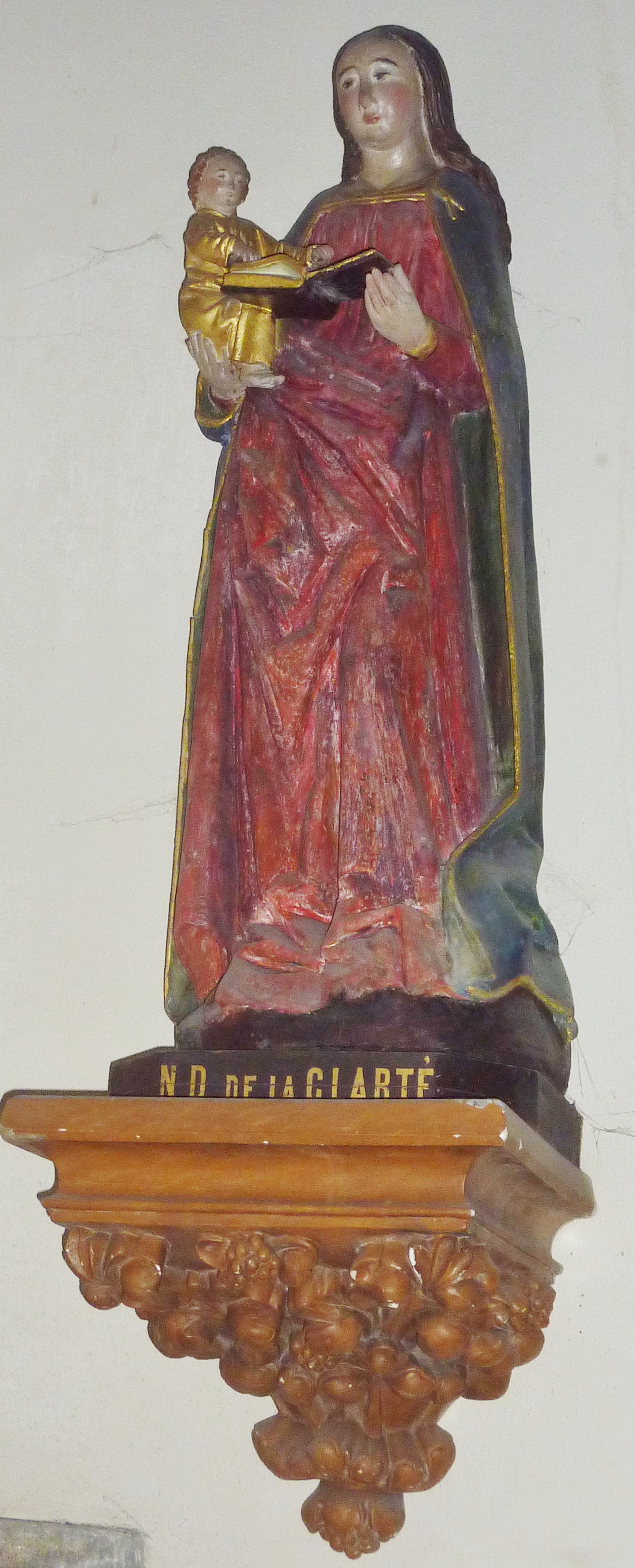
Île-Tudy : église paroissiale, statue de Notre-Dame de la Clarté (XVIe siècle).
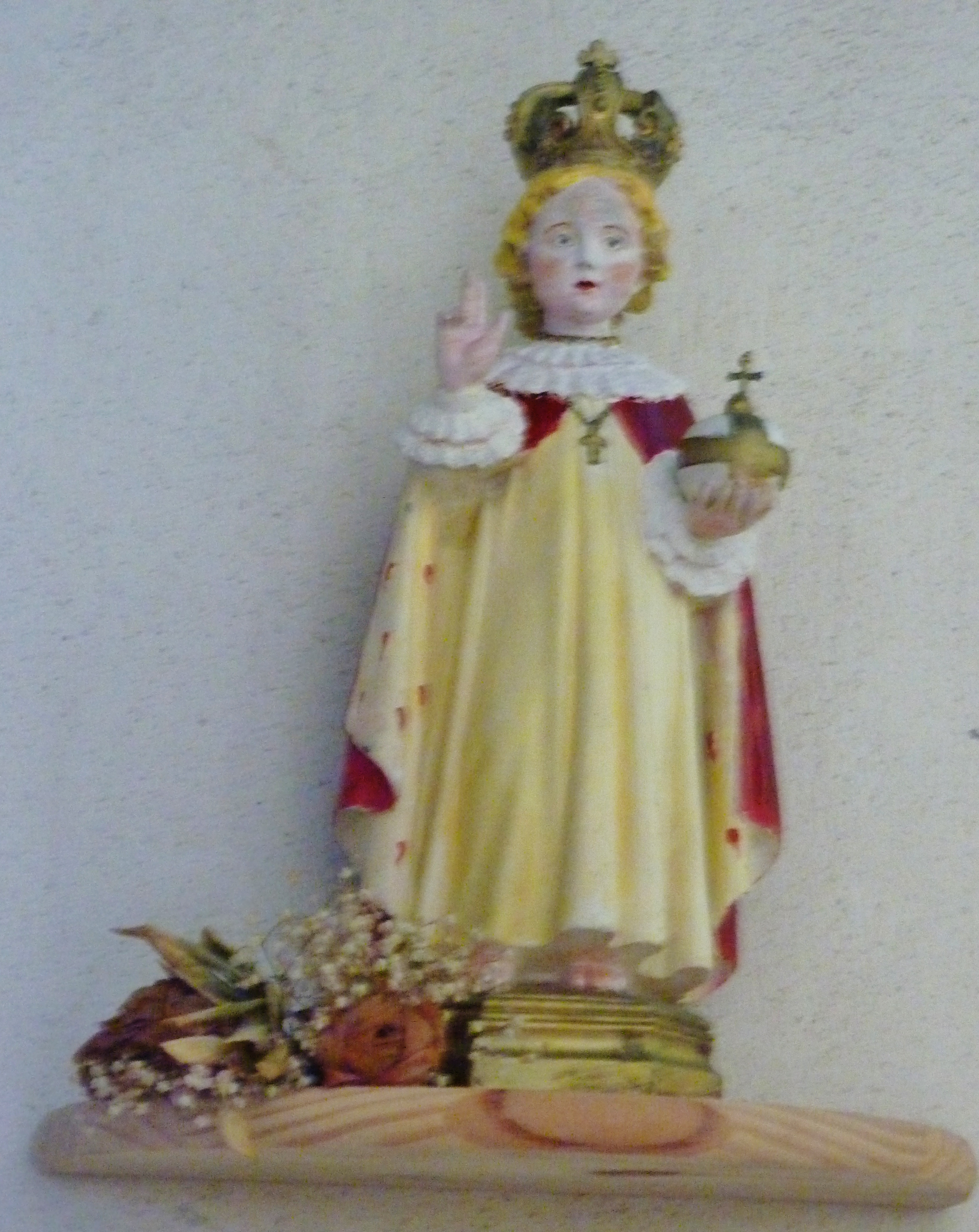
Île-Tudy : église paroissiale, statue de l'Enfant Jésus de Prague.
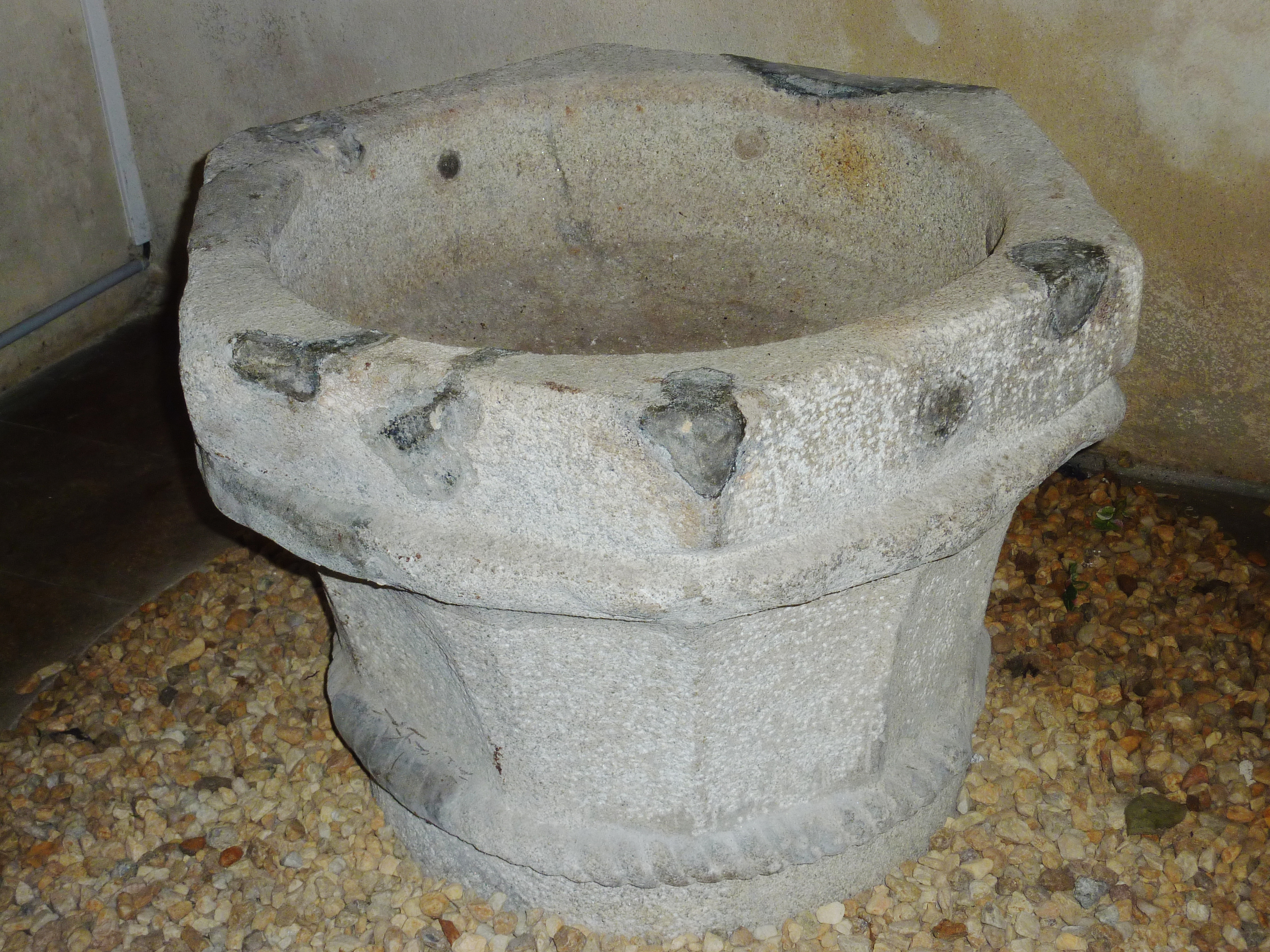
Île-Tudy : église paroissiale, cuve baptismale.

- La maison de la Pointe[214], désormais un bâtiment municipal, située à l'extrémité ouest de la presqu'île, sert de lieu d'exposition en période estivale. Son jardin jouit d'un point de vue panoramique sur la rivière de Pont-l'Abbé, l'anse du Pouldon et Loctudy.

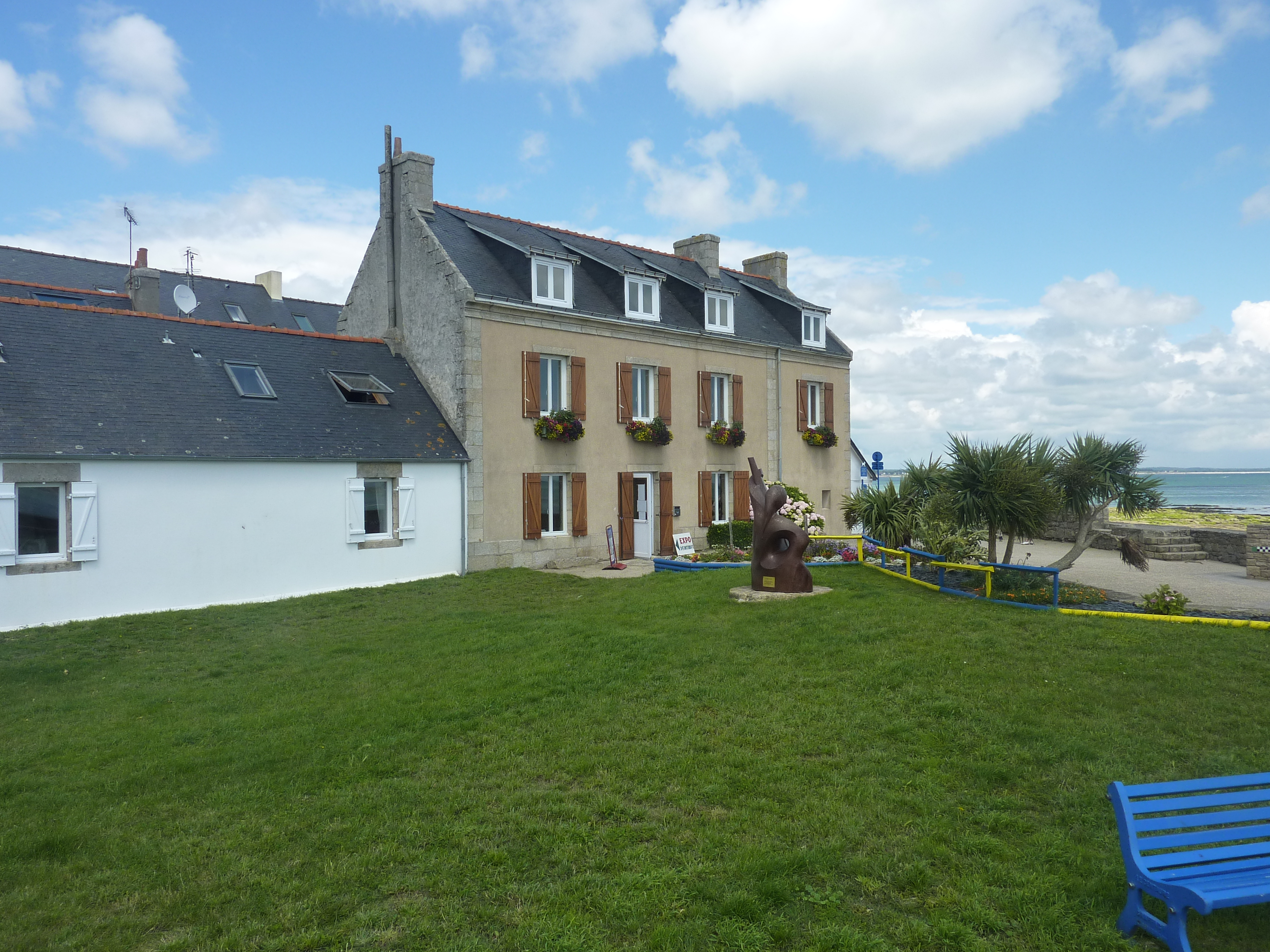
Île-Tudy : la « maison de la Pointe », servant de lieu d'exposition, à la pointe de la presqu'île.

## Tableaux

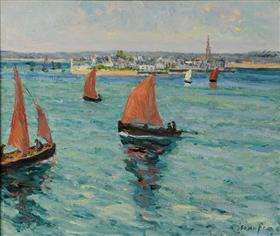
Maxime Maufra : En face de l'Île-Tudy (In Front of the Isle-Tudy) (avant 1918).

De nombreux peintres ont représenté l'Île-Tudy. Parmi eux :
- Maxime Maufra : En face de l'Île-Tudy (In Front of the Isle-Tudy) (avant 1918) ; Marée basse, Île-Tudy (vendue 31 000 euros en 2021, collection privée)[215].
- Raymond Wintz : Retour de pêche en Bretagne, Île-Tudy, huile sur toile[216].
- Lucien Simon : Salle de bal à l'Île-Tudy (1898)[217] ; La Cale de l'Île-Tudy (1907, musée du Luxembourg, Paris) ; Le Passeur [il s'agit du passeur de l'Île-Tudy], 1907, musée des beaux-arts de Rennes).
- André Dauchez : Maisons de l'Île-Tudy (eau-forte, 1902) ; Devant l'Île-Tudy (eau-forte) ; Île-Tudy (gravure, 1896); Le marais de l'Île-Tudy, Entrée de l'Île-Tudy (1930)[218], etc.
- Amédée Féau (1872-1952) : Une rue à l'Île-Tudy (1911)
- Marcelle Cahen-Bergerol (1900-1989) : plusieurs de ses tableaux représentent l'Île-Tudy.

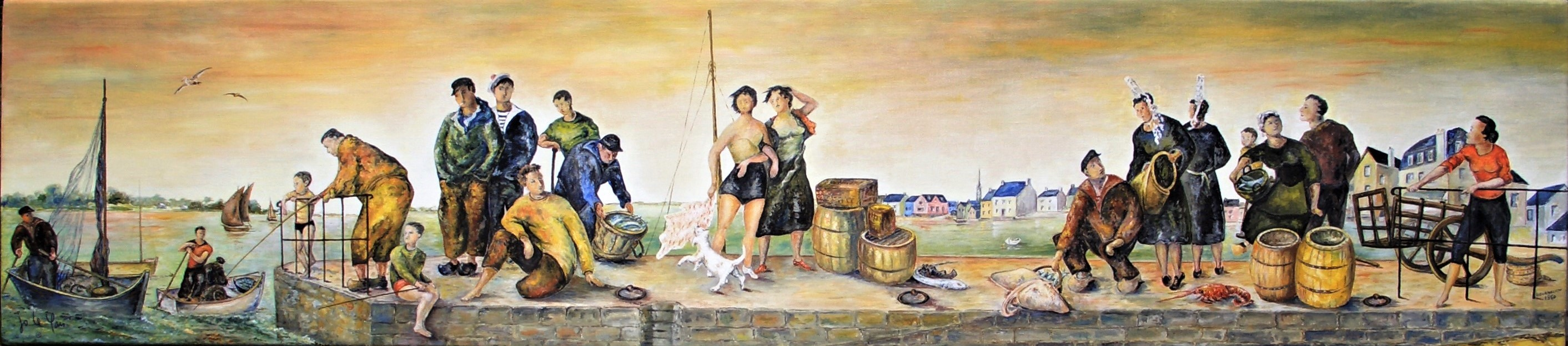
Reconstitution d'une fresque

- Reconstitution d'une fresqueJean Gourmelin (1920-2011) : auteur d'une peinture murale de 9m x 2m en 1950 au Modern Hôtel[219].

## Vieux gréements
- La Barbinasse est la copie lancée en 1997, après 3 000 heures de travail et huit mois de chantier, par une association portant le même nom, d'une chaloupe sardinière de 1904[220]. Ce vieux gréement a participé aux fêtes maritimes de Brest et de Douarnenez en 2000, 2004, 2008 et 2012. La Fête de la Barbinasse a désormais lieu tous les ans au mois de juillet[221].
- Le Popoff est un ancien chalutier à voiles de Concarneau, construit en 1946 à La Rochelle, restauré et un temps basé à l'Île-Tudy. Il effectue des sorties en mer, principalement à destination des îles Glénan. Il a été racheté en 2011 par Mer et Marine Les amis du Popoff, une association de Sainte-Marine[222].

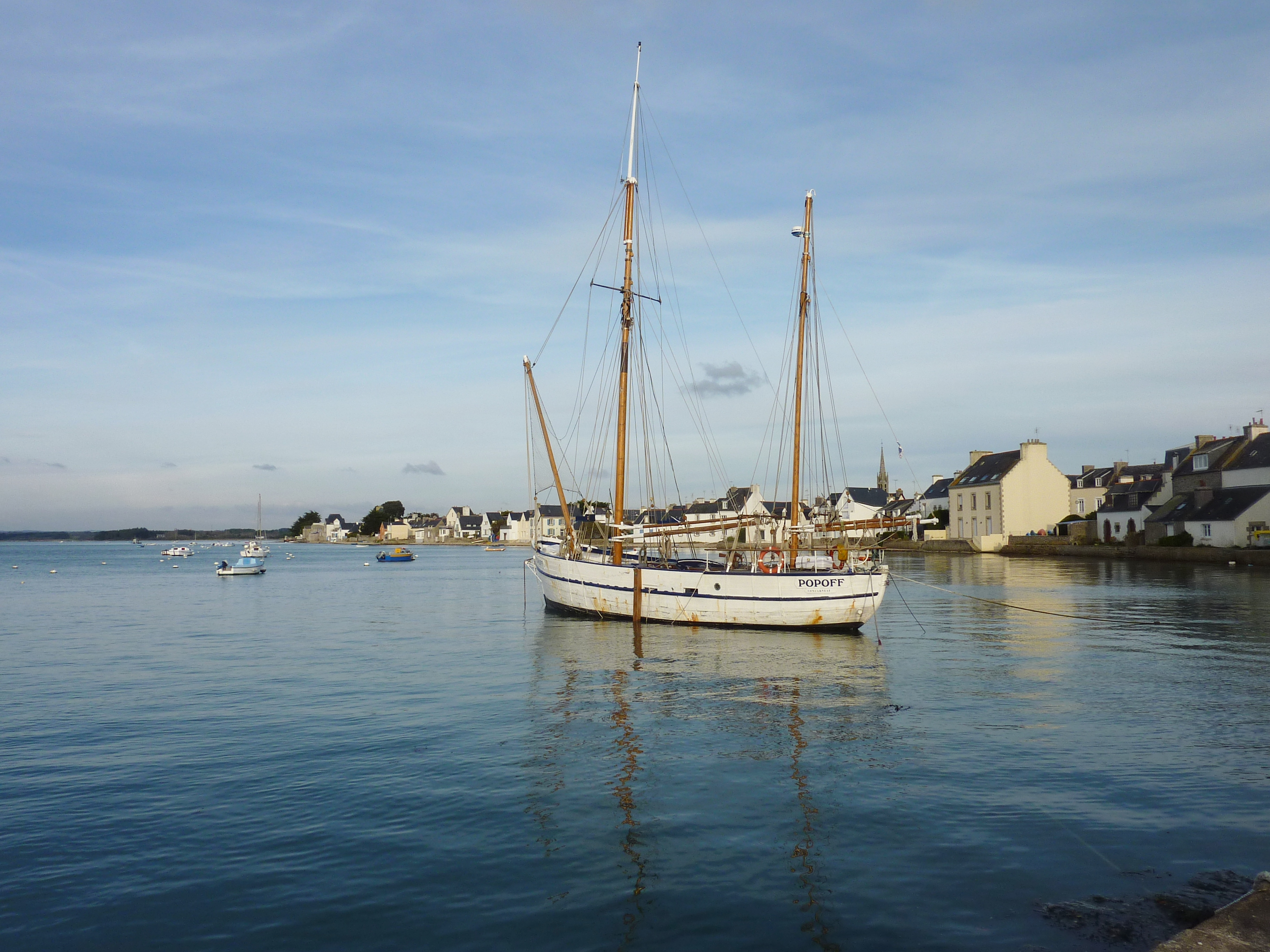
Le Popoff dans le port de l'Île-Tudy.